# Cronologia do escândalo do mensalão
A cronologia do escândalo do mensalão foi dividida em três partes. A primeira compreende os acontecimentos iniciais do escândalo ocorridos no ano de 2005. A segunda compreende os fatos que tiveram lugar em 2006. Por fim, os demais eventos associados ocorridos posteriormente estão relacionados conjuntamente na última parte.

## 2005

### Maio
- No dia 14 de maio, é divulgada pela imprensa uma gravação de vídeo na qual o ex-chefe do Departamento de Contratação e Administração de Materiais (DECAM) da Empresa Brasileira de Correios e Telégrafos (ECT), Maurício Marinho, solicitava e recebia vantagem indevida para ilicitamente beneficiar um falso empresário (na realidade o advogado curitibano Joel Santos Filho, o denunciante da corrupção, que para colher prova material do crime, faz-se passar por empresário) interessado em negociar com os Correios, mediante contratações espúrias, das quais resultariam vantagens econômicas tanto para o corruptor quanto para o grupo de servidores e dirigentes dos Correios que o Marinho dizia representar.[1][2][3] Na negociação então estabelecida com o falso empresário, Maurício Marinho expôs, com riqueza de detalhes, o esquema de corrupção de agentes públicos existente naquela empresa pública, conforme se depreende da leitura da reportagem divulgada na revista Veja, com a capa "O vídeo da corrupção em Brasília", edição de 18 de maio de 2005, com a matéria "O Homem Chave do PTB", referindo-se a Roberto Jefferson, o homem por trás do esquema naquela estatal.[4]

### Junho
- No dia 7 de junho, a denúncia do mensalão pelo Roberto Jefferson repercute pela mídia e é capa em todos os jornais diários do Brasil.[5]
- No dia 8 de junho (dois dias após a divulgação do mensalão por Jefferson), é instaurada uma CPI para investigar a corrupção nos Correios, que se iniciaria com o depoimento de Roberto Jefferson e que resultaria na investigação da prática do mensalão.[6][7]
- No mesmo dia, Delúbio Soares, durante uma entrevista coletiva, nega as denúncias de que pagava o mensalão e se disse disposto a abrir seu sigilo fiscal, bem como o sigilo bancário de suas contas pessoais.
- No dia 14 de junho, há um novo depoimento de Roberto Jefferson, desta vez ao Conselho de Ética da Câmara dos Deputados. O parlamentar diz que havia comunicado a existência do mensalão aos ministros Aldo Rebelo, Walfrido Mares Guia, Ciro Gomes, Miro Teixeira, José Dirceu e Antônio Palocci. Estes dois últimos negam, mas os quatro primeiros confirmam que haviam tomado conhecimento do esquema. Roberto Jefferson demanda, ainda, que José Dirceu saia do governo "rapidinho".[8][9]
- No dia 16 de junho, José Dirceu renuncia ao Ministério da Casa Civil. Dirceu, tido por seus opositores como o Rasputin do Palácio do Planalto, era considerado o homem-forte do governo, o integrante do PT com maior influência sobre o presidente Lula.[10][11]
- No dia 17 de junho, Roberto Jefferson se licencia da presidência do Partido Trabalhista Brasileiro (PTB).[12]
- No dia 22 de junho, a deputada goiana licenciada Raquel Teixeira (PSDB) confirma para o Conselho de Ética e Decoro Parlamentar da Câmara dos Deputados que em 18 de fevereiro de 2004 recebeu do deputado Sandro Mabel (PL-GO) uma proposta de mesada para mudar de partido e apoiar o governo. Segundo Raquel, a oferta era de R$ 30 mil por mês — que poderia ser aumentada para R$ 50 mil — além de R$ 1 milhão de "bônus" concedido no final do ano. Ela disse que na época denunciou o caso para o governador de Goiás, Marconi Perillo (PSDB).[13][14]
- No dia 22 de junho, Marconi envia um fax para o Conselho de Ética e Decoro Parlamentar da Câmara dos Deputados do Brasil no qual alega que no dia 5 de março de 2004, durante visita oficial do Presidente Lula àda Perdigão em Rio Verde, avisara-o sobre uma proposta de mesada recebida por Raquel Teixeira.[15]
- No dia 30 de junho, Roberto Jefferson depõe para a CPI dos Correios. Jefferson está com o olho esquerdo roxo e explica que isto se deve a um acidente doméstico que sofreu quando uma estante caiu por cima dele, quando ele tentou pegar um disco de Lupicínio Rodrigues.[16] O deputado reafirma as denúncias feitas anteriormente. Roberto Jefferson conta que a agência do Banco Rural no nono andar do Brasília Shopping passou a ser usada para sacar o dinheiro do mensalão, depois que a entrega em malas passou a ser arriscada.[17][18]

### Julho
- No dia 4 de julho, é publicado na imprensa um documento que liga definitivamente Marcos Valério ao Partido dos Trabalhadores (PT): um empréstimo bancário de R$ 2,4 milhões em que Valério é avalista (e chega a pagar do bolso a primeira parcela de R$ 300 mil). O documento estava assinado por Delúbio e pelo presidente do PT, José Genoíno.
- No mesmo dia, Silvio Pereira, o Silvinho, afasta-se do cargo de secretário-geral do PT, face às acusações de Roberto Jefferson de que era o "gerente do mensalão".[19]
- No dia 5 de julho, Delúbio Soares licencia-se do cargo de tesoureiro do PT.[20]
- No mesmo dia, José Borba (líder do PMDB) afirma em documento que Marcos Valério participava diretamente da nomeação de diretores para cargos públicos estratégicos (diretorias de estatais), ainda que ele não tivesse nenhum cargo público. O fato seria posteriormente negado por Marcos Valério.[21]
- No dia 6 de julho, revela-se que Marcos Valério movimentou mais de R$ 800 milhões em suas contas bancárias, nos últimos três anos.[22]
- Em 6 de julho, o deputado ("Bispo") Carlos Rodrigues depõe para o Conselho de Ética. Ele diz que não conhece o empresário Marcos Valério, nem o secretário-geral do PT, Silvio Pereira, afirma que não é distribuidor de mensalão, e alega que o mensalão é uma invenção de Roberto Jefferson. Rodrigues também nega ser o "precursor do mensalão", ao tentar implantar um sistema semelhante primeira vez na Assembleia Legislativa do Rio de Janeiro, conforme as declarações feitas por Roberto Jefferson.[23]
- No mesmo dia, Marcos Valério presta depoimento à CPI, negando as denúncias de que tivesse praticado qualquer ato ilegal. Seu depoimento é considerado pouco convincente pelo meio parlamentar e pelos analistas políticos, sobretudo porque feito sob o amparo de um habeas corpus preventivo concedido pelo Supremo Tribunal Federal (STF), que o eximiu de prestar compromisso de dizer apenas a verdade.[24]
- No dia 7 de julho, é revelado um empréstimo de R$ 20 milhões do Banco do Brasil (BB) ao PT, sem que o contrato tivesse avalistas ou garantias em bens imóveis. A CPI passa a investigar uma suposta "facilidade" de acesso ao crédito do BB pelo PT, que seria resultante do aparelhamento da diretoria do banco por membros do partido.[25][26]
- No mesmo dia, são quebrados os sigilos bancário, postal e telefônico de Roberto Jefferson, Delúbio Soares, José Genoíno e José Dirceu.[27][28]
- No dia 8 de julho, José Adalberto Vieira da Silva, assessor de José Nobre Guimarães (que, por sua vez, é irmão de José Genoíno) é preso pela Polícia Federal, no Aeroporto de Cumbica, em Guarulhos/SP, com R$ 200 mil reais em dinheiro numa mala, e US$ 100 mil na cueca. No dia seguinte, José Genoíno pede demissão da presidência do PT e José Adalberto perde o cargo de assessor. O fato vira motivo de piadas, entrando desde logo para o folclore político nacional.[29][30]
- No dia 12 de julho, Lula finaliza uma reforma ministerial ampla, que inclui a retirada do status de ministro de Luiz Gushiken, titular da Secretaria de Comunicação de Governo e Gestão Estratégica (Secom) contra quem há suspeitas de relações espúrias com clientes de fundos de pensão sob seu comando.[31][32][33]
- No dia 13 de julho, cai o Diretor-Geral da Abin, Mauro Marcelo, após divulgação de nota em que qualifica a CPI dos Correios de "picadeiro" e chama os integrantes da comissão de "bestas-feras".[34]
- No mesmo dia, Henrique Pizzolato, diretor de Marketing e Comunicação do Banco do Brasil (BB), pede sua aposentadoria. Alguns dias antes, Fernanda Karina Somaggio, ex-secretária de Marcos Valério, havia acusado o diretor de fazer parte do círculo de contatos que o empresário tinha no governo.[35][36] Pizzolato já tinha sua imagem manchada por causa do patrocínio do BB a um espetáculo da dupla sertaneja Zezé di Camargo & Luciano na churrascaria Porcão, em Brasília (DF), em julho de 2004, pois a renda do evento foi revertida para a construção de uma nova sede do PT.[37]
- No dia 15 de julho, Marcos Valério afirma, em entrevista ao Jornal Nacional (Rede Globo), que os recursos e as movimentações suspeitas de suas contas bancárias seriam provenientes de empréstimos que seriam destinados ao PT, caracterizando um "caixa 2" do partido.[38] A oposição suspeitou que esta fosse uma manobra diversionista de Valério e do PT, que estariam tentando reduzir suas irregularidades a crimes eleitorais (cujas penas são mais brandas na legislação brasileira). Alguns integrantes da CPI fazem alusão à chamada "Operação Uruguai" do governo Collor, em que justificavam a origem de grandes somas de dinheiro (incompatíveis com os rendimentos do presidente) como parte de um suposto empréstimo contraído no Uruguai.[39][40] Posteriormente, descobriu-se que o referido empréstimo era fictício, sendo a Operação Uruguai apenas uma tentativa de lavar dinheiro, conforme elucidado durante a CPI de PC Farias. No dia 20 de julho, o deputado Eduardo Paes (PSDB-RJ) chama a suposta farsa de "Operação Paraguai", por se tratar de uma cópia da original, em alusão ao fato de que muitos produtos pirateados entram no Brasil via Paraguai.[41] Neste mesmo dia o embaixador do Paraguai no Brasil, Luis González Arias, protesta com relação à forma pejorativa como seu país foi mencionado.[42]
- No dia 17 de julho, Delúbio Soares afirma, em entrevista à Rede Globo, que a única irregularidade que teria cometido foi aquela apontada dois dias antes por Marcos Valério.[43]
- No mesmo dia e no mesmo canal de televisão, vai ao ar entrevista concedida pelo presidente Lula quando de sua passagem por Paris. Durante a entrevista Lula afirma: “O que o PT fez no ponto de vista eleitoral o que é feito no Brasil sistematicamente por outros partidos”, em uma clara demonstração que caixa dois é normal. Falando a desgraça da mentira diz pensando alto: “A desgraça da mentira é que, ao contar na primeira, você passa a vida inteira contando mentira para justificar a primeira que contou”. Os analistas políticos e a oposição suspeitam que estas duas entrevistas, bem como a de Marcos Valério, exibida anteriormente, teriam sido orquestradas, tendo em vista que o teor de todas elas apontam que o tesoureiro do PT seria o único culpado. Esta seria uma estratégia orientada por advogados para que os supostos crimes fossem tidos como de menor gravidade.[44]
- No dia 19 de julho, a quebra do sigilo bancário de Marcos Valério e de suas empresas traz à tona depósitos feitos a lideranças de diversos partidos, inclusive do PT: o então presidente da Câmara dos Deputados, João Paulo Cunha (PT-SP) aparece como beneficiado por um saque de R$ 50 mil, em dinheiro, feito pela sua esposa. Até então, João Paulo dizia que ela tinha ido à agência do Banco Rural apenas para pagar uma conta de televisão a cabo. Também são descobertos saques de R$ 320 mil feitos por Anita Leocádia, assessora do líder do PT na Câmara, Paulo Rocha (PT-BA), no valor de R$ 320 mil, bem como diversos outros saques por assessores de líderes do PT e da base aliada.[45]
- Em  19 de julho, Silvio Pereira depõe na CPI dos Correios, contestando que tivesse toda a influência que lhe vem sendo atribuída quanto à indicação de pessoas e liberação de pagamentos por parte do governo e do PT. Amparado por habeas corpus concedido pelo Supremo Tribunal Federal (STF), Sílvio Pereira nega-se a esclarecer a acusação de que teria ganho uma Land Rover, paga a vista feito por José Paulo, o qual é funcionário da GDK, presidida por César Oliveira, a quem Sílvio Pereira admite conhecer. Esta empresa ganhou, no ano de 2004, um contrato de R$ 90 milhões junto à Petrobras. Silvio Pereira, cujo salário como funcionário do PT é de R$ 9 mil, é acusado de ter renda incompatível com seu patrimônio, que inclui uma casa e uma cobertura em São Paulo, além de uma mansão em Ilhabela. Silvio Pereira ainda afirma que nunca ouviu falar da palavra "mensalão".[24]

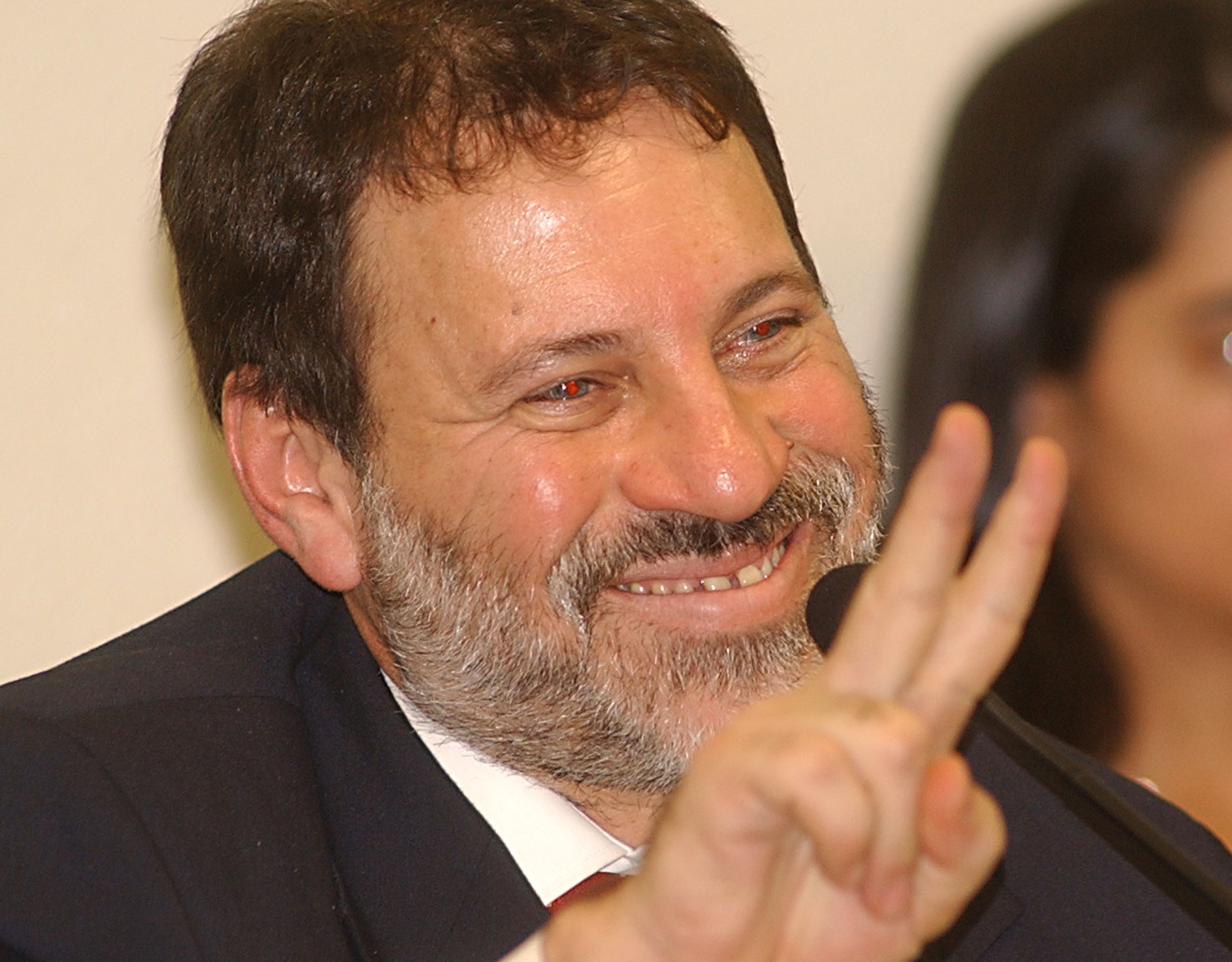
Delúbio Soares, depõe na CPl dos Correios. Foto: Antonio Cruz/ABr.

- Ainda em 19 de julho, uma das correntes internas do PT, chamada de Alternativa Socialista, anuncia seu desligamento do partido e filiação ao PSOL, legenda ainda em formação. Não é nem a primeira nem a última ocorrência de políticos se desligarem de um partido supostamente envolvido ser seguida da filiação de outro que acreditem possuir postura mais correta, mas, foi o primeiro ato em grupo desse tipo.
- No dia 20 de julho é instalada a CPI do Mensalão.[46]
- Em 20 de julho o presidente da CPI dos Correios, senador Delcídio Amaral (PT-MS), comunica que desapareceram documentos relativos aos saques feitos pela esposa do deputado federal João Paulo Cunha (PT) da conta do empresário Marcos Valério.
- No mesmo dia, Delúbio Soares depõe na CPI dos Correios, também amparado por habeas corpus. Reiterando a entrevista concedida à Rede Globo, Delúbio diz  que ele é o único culpado pelo "caixa dois" (dinheiro não declarado à Justiça Eleitoral)  do PT, preferindo, contudo, usar o eufemismo "dinheiro não contabilizado". Delúbio nega a existência do mensalão.[47][48]
- Ainda em 20 de julho, outro depoimento, desta vez à Comissão de Ética da Câmara, é prestado por Maria Christina Mendes Caldeira, ex-mulher do deputado federal Valdemar Costa Neto (PL-SP). Maria Christina conta que o PT recebeu uma doação de 2 milhões de dólares de empresários de Taiwan e que Valdemar ficou com 20%.  Maria Christina afirma que seu ex-marido é um jogador compulsivo, frequentador de cassinos, e alega que ele recebia mensalão, corroborando as acusação feitas por Roberto Jefferson.[49][50]
- Ainda em 20 de julho, o STF, a partir de um comunicado do Conselho de Controle de Atividades Financeiras (COAF), bloqueia a conta da esposa de Marcos Valério, Renilda Fernandes de Souza, depois que ela tentou sacar R$ 1,8 milhão de uma conta no Bank Boston em Belo Horizonte/MG.[51]
- Outro facto do dia 20 é a exoneração, a pedido, de Rodrigo Barroso Fernandes da presidência da Fundação Municipal de Cultura de Belo Horizonte. Rodrigo, que nega ter sacado R$ 274 mil de contas das agências SMP&B e DNA entre 2003 e 2004, era considerado o "braço direito" do prefeito de Belo Horizonte, Fernando Pimentel (PT), para quem havia trabalhado como tesoureiro durante a campanha da eleição de 2002.
- No dia 21 de julho, o deputado federal Paulo Rocha deixa o cargo de líder do PT na Câmara.[52]
- Em 22 de julho, durante solenidades no Rio de Janeiro, Lula declara que "está para nascer alguém que venha querer discutir ética" com ele e que seu governo prendeu mais corruptos do que "nos 20 anos dos governos anteriores".[53]
- No dia 22 de julho, o senador Delcídio Amaral admite que Roberto Costa Pinho trabalhou para sua campanha eleitoral de 2002. Roberto foi o autor de um saque de R$ 350 mil da conta da SMP&B. Além disso, o presidente da CPI dos Correios afirma ter sido fiador de um contrato de aluguel de uma casa em Campo Grande/MS para Roberto.[54][55][56]
- No mesmo dia, Silvio Pereira admite que errou ao aceitar presente de um empresário com interesses em licitações e pede sua desfiliação do PT.[57][58]
- Também em 22 de julho, o diário carioca O Globo publica que há indício de conexão entre Delúbio, Dirceu, Jefferson e a "máfia da previdência", quadrilha especializada em fraudes contra o INSS e a Receita Federal, supostamente comandada pelo argentino César de la Cruz Arrieta. A matéria tem por base gravações em que ouvem conversas sobre o pagamento do mensalão.[59]
- Em 25 de julho Lula visita as obras de ampliação da pista do aeroporto internacional de Brasília e presta homenagem a um faxineiro que devolveu ao dono uma maleta perdida com 10 mil dólares.[60]
- Em 26 de julho a esposa de Marcos Valério, Renilda Santiago, depõe perante a CPI dos Correios. Ela alega saber muito pouco sobre as movimentações financeiras e negócios do marido.[61]
- Em 28 de julho, a Folha de S.Paulo publica que o então tesoureiro do PT Delúbio Soares  declarou para o procurador-geral da República que dois empréstimos contraídos pelo PT em 2003, avalizados por Marcos Valério, foram usados para saldar as despesas da posse do Presidente Lula.[62][63]

### Agosto
- No dia 1 de agosto, ocorre a renúncia do deputado federal Valdemar Costa Neto, presidente do PL diretamente envolvido nas denúncias de Roberto Jefferson sobre recebimento do mensalão. Antes de renunciar admitiu ter recebido dinheiro indevidamente para pagar "dívidas" do partido.[64][65]
- Em 2 de agosto o Presidente nacional do PSDB, Eduardo Azeredo, afirma que sua campanha à reeleição do Governo do Estado de Minas Gerais manteve um "Caixa 2", e que recebeu dinheiro das empresas de Marcos Valério. Azeredo minimiza as acusações atribuindo-as à suposta tentativa do Governo de desviar o foco das investigações da CPI dos Correios. O parlamentar declara que "eventuais irregularidades no processo eleitoral" não podem ser confundidas com "outra coisa, mais grave e hedionda", que seria o pagamento de mesada a parlamentares para votarem em favor do Governo.
- Em 2 de agosto, durante sessão do Conselho de Ética e Decoro Parlamentar da Câmara dos Deputados do Brasil, o deputado Roberto Jefferson, reafirma na presença do ex-Ministro da Casa Civil   e deputado federal José Dirceu, a denúncia sobre o mensalão e todas as acusações que havia feito anteriormente contra a cúpula do Partido dos Trabalhadores e José Dirceu. Como novidade, Roberto Jefferson diz que sob orientação de José Dirceu, em Janeiro de 2005, emissários do PT e do PTB foram a Portugal pedir dinheiro, que seria usado para saldar as dívidas dos dois partidos, à Portugal Telecom. Durante essa sessão, Dirceu nega ter sido avisado pelo deputado federal Roberto Jefferson sobre o mensalão. O ex-ministro também nega as acusações de que ele seria o suposto mentor intelectual do esquema. A Portugal Telecom, envolvida no escândalo brasileiro, nega as denúncias de Jefferson.[66][67]
- Em 3 de agosto a imprensa noticia que dinheiro das contas do empresário Marcos Valério foi usado para pagar os advogados de defesa do Partido dos Trabalhadores (PT) no caso do assassinato do prefeito Celso Daniel.[68][69]
- Em 3 de agosto o ex-ministro português Antonio Mexia diz que Marcos Valério nunca apresentou-se como representante do governo brasileiro em Portugal. Mexia contradiz suas declarações feitas em julho para o jornal Expresso quando dissera que recebera Valério como "consultor do Presidente do Brasil".[70]
- Em 3 de agosto a Presidência da República do Brasil "nega enfaticamente que Marcos Valério tenha sido, em qualquer momento, autorizado a apresentar-se como "consultor do Presidente do Brasil" junto ao governo português ou em qualquer outra situação".[71]
- Em 4 de agosto o ex-Ministro português de Obras Públicas, Transportes e Comunicações Antonio Mexia se encontra com o embaixador do Brasil em Portugal, Antônio Paes de Andrade. Mexia diz que teve "a oportunidade de manifestar ao senhor embaixador [do Brasil] o total repúdio à tentativa de envolvimento do seu nome, em questões de política interna do Brasil".[72]
- Em 4 de agosto o então deputado Roberto Jefferson reafirmava, na CPI do Mensalão, suas denúncias e criticava duramente a atitude do colega Valdemar da Costa Neto, presidente do PL. O petebista comentou em tom irônico que Valdemar é como o publicitário Duda Mendonça – conhecido apreciador de briga de galo, e ainda rasgou um documento entregue pelo senador Eduardo Suplicy (PT-SP)
- Em 4 de agosto a imprensa divulga a notícia de que a agenda oficial, da época em que José Dirceu era Ministro da Casa Civil, registra que ele e o empresário Marcos Valério encontraram-se com o presidente do banco acionista da Portugal Telecom, 13 dias antes da viagem do empresário brasileiro com o tesoureiro não oficial do PTB a Lisboa, para reunirem-se com diretores da Portugal Telecom.[73][74]
- Em 5 de agosto a Portugal Telecom repudia as insinuações de que teria algum relacionamento escuso com o empresário brasileiro Marcos Valério. O Presidente da empresa, Miguel Horta e Costa, diz que a empresa pode processar o deputado brasileiro Roberto Jefferson.[75]
- Em 8 de agosto Marcos Valério distribui uma nota para a imprensa em que nega a versão apresentada por Roberto Jefferson e diz que sua viagem a Portugal foi para tratar negócios com a Portugal Telecom, relacionados com a empresa Telemig Celular. Valério diz que é muito amigo do secretário e tesoureiro informal do PTB Emerson Palmieri e que este acompanhou-o em sua viagem a Lisboa para "descansar".[76]
- Em 8 de agosto, Ricardo Machado, ex-sócio da empresa MultiAction do empresário brasileiro Marcos Valério, declara para a Polícia Federal que Valério organizava orgias com prostitutas em hotéis de luxo em Brasília. Há suspeita de que alguns políticos participaram de algumas dessas festas.[77]
- Em 9 de agosto, Marcos Valério presta depoimento para a CPI do Mensalão. O empresário pede perdão ao povo brasileiro por ter escondido a verdade nas suas declarações anteriores. Valério nega a existência do mensalão, diz que cometeu erros, mas não reconhece ter cometido crimes. O empresário alega ter feito, a partir de 2003, seis empréstimos no Banco Rural e no BMG, no valor de R$ 55 milhões, e ter repassado os valores ao então tesoureiro do  PT, Delúbio Soares. Marcos Valério declara que "Delúbio Soares e José Dirceu destruíram sua vida pessoal e empresarial".[78][79]
- Em 10 de agosto o sócio do empresário Marcos Valério, Cristiano Paz, durante depoimento para as CPIs dos Correios e Mensalão, diz que não sabe de nada sobre as denúncias contra seu sócio.[80][81]
- Em 10 de agosto o relator da CPI do Mensalão, deputado Paulo Pimenta do Partido dos Trabalhadores aparece durante uma reunião da CPI com uma lista com nomes de supostos beneficiados de Marcos Valério.[82] Os advogados de Marcos Valério dizem que a lista não é verdadeira. O presidente da comissão manda arquivar a lista devido a sérias dúvidas quanto a sua autenticidade.[83] Na mesma reunião um deputado conta que viu Pimenta encontrar-se com Marcos Valério durante a madrugada na garagem do Senado e de ter entrado no automóvel dele.[84]
- Em 11 de agosto, desgastado por causa do episódio da lista apócrifa de Marcos Valério, o deputado Paulo Pimenta do Partido dos Trabalhadores  renuncia ao cargo de relator da CPI do Mensalão.[83]
- Em 11 de agosto, o publicitário Duda Mendonça depõe espontaneamente na CPMI dos Correios e acusa Marcos Valério de ter pedido para que ele abrisse uma conta num paraíso fiscal para receber o pagamento pelo seus serviços prestados ao PT nas campanhas de 2002 e 2004. O pagamento teria sido feito com dinheiro de Caixa Dois, o que comprometeria até mesmo a campanha do presidente Lula. Deputados do PT comunicam em plenário o seu desligamento da bancada petista.[85]
- Em 12 de agosto, a revista Época, número 378, traz uma entrevista com o ex-deputado Valdemar Costa Neto. Costa Neto diz, segundo a revista, que Lula e José Alencar sabiam sobre uma doação de R$ 10 milhões do PT para o PL formar uma aliança que resultaria na chapa que disputaria a eleição presidencial de 2002. A Presidência da República admite a negociação e afirma que ela foi uma negociação pública normal, sem nenhum irregularidade.[86]
- Em 12 de agosto, o Presidente Luiz Inácio Lula da Silva, em pronunciamento transmitido em cadeia de televisão diz: "eu não tenho nenhuma vergonha de dizer ao povo brasileiro que nós temos que pedir desculpas. O PT tem que pedir desculpas. O governo, onde errou, tem que pedir desculpas...". Sem citar nomes ele diz: “Eu me sinto traído”.[87]
- Em 16 de agosto, o primeiro-secretário e tesoureiro informal do PTB, Emerson Palmieri, alega para a CPI do Mensalão que viajou a Portugal na companhia de Marcos Valério para testemunhar uma reunião na Portugal Telecom, em que seria pedida ajuda financeira  para o PT e PTB. Ele diz  que não se considera amigo de Valério.
- Em 16 de agosto, a CPI dos Correios ouve em São Paulo Antonio Oliveira Claramunt, o doleiro "Toninho da Barcelona", condenado a 25 anos de prisão por evasão de divisas. Toninho alega ter informações sobre movimentações financeiras no exterior feitas para políticos, pede proteção e uma redução de pena através do recurso da delação premiada.[88]
- Em 16 de agosto, o advogado Rogério Buratti é preso em Ribeirão Preto acusado de lavagem de dinheiro. Ele trabalhou como secretário municipal de Ribeirão Preto, na gestão do então prefeito Antonio Palocci, atual ministro da Fazenda.[89]
- Em 16 de agosto, o ex-tesoureiro do PL Jacinto Lamas depõe para a CPI de Compra de Votos. Nervoso, entre crises de riso e algumas de choro, Lamas conta que o Presidente do PL Valdemar Costa Neto usou dinheiro do partido para mobiliar sua residência em Brasília, conforme denúncia apresentada pela ex-mulher de Valdemar, Maria Christina Caldeira. Lamas diz que esteve em dois hotéis de Brasília para receber dinheiro em nome de Valdemar Costa Neto. Segundo Jacinto Lamas, o  ex-tesoureiro do PT Delúbio Soares avisava Valdemar Costa Neto por telefone e ele, Jacinto, ia buscar  os recursos sem questionar valores.[90]
- Em 17 de agosto, a Executiva Nacional do Partido dos Trabalhadores torna pública uma nota em que "pede desculpas" ao povo brasileiro. Segundo a nota:"os atos que nos comprometem, moral e politicamente perante os brasileiros, foram cometidos por dirigentes do PT, sem o conhecimento de suas instâncias".[91]
- Em 18 de agosto, o esquadrão anti-bombas da Polícia Militar do Distrito Federal explode uma bolsa encontrada dentro do Senado, suspeita de conter material explosivo. Exame posterior revelou que foi alarme falso.
- Em 19 de agosto, Buratti faz acordo com autoridades e revela suposto esquema de recebimento de dinheiro "por fora" de diversas prefeituras do interior de Minas Gerais e São Paulo. Na parte mais explosiva de suas denúncias envolve o Ministro da Fazenda Antonio Palocci, que foi   prefeito (1993-1996) de Ribeirão Preto e acusa-o de receber 50 mil reais de empresas de coleta de lixo.
- Em 20 de agosto, o empresário Marcos Valério entra na Justiça para cobrar quase R$100 milhões do PT, que ele alega serem referentes aos empréstimos que fez para o partido.[92]
- Em 20 de agosto, a revista Veja, edição 1919, datada de 24 de agosto de 2005, traz as denúncias de Rogério Tadeu Buratti e do doleiro Antonio Oliveira Claramunt, o Toninho da Barcelona.
- Ainda na edição 1919, datada de 24 de agosto de 2005, na secção "Lembra do dinheiro das FARC", a revista Veja recorda notícia que publicou em março de 2005, que dizia que agentes da Abin tinham investigado durante cerca de um ano uma suspeita de que as Forças Armadas Revolucionárias da Colômbia (FARC) fizeram uma contribuição de 5 milhões de dólares para a campanha de Luiz Inácio Lula da Silva em 2002.
- Em 21 de agosto, o Ministro da Fazenda Antonio Palocci faz um pronunciamento transmitido pela televisão em que nega "com veemência" todas as acusações feitas por seu ex-assessor Rogério Tadeu Buratti. O ministro desqualifica  as gravações e os emails citados na edição 1919 da revista Veja, informação divulgada por outros meios de comunicação. Ele nega ter tido contato com empresários agendados por Buratti.[93]
- Em 23 de agosto o advogado de Buratti alega que seu cliente está doente e não pode comparecer para prestar depoimento marcado pela CPI dos Bingos. A CPI ameaça enviar uma junta médica para avaliar Buratti.[94]
- Em 23 de agosto o ex-deputado e presidente do PL, Valdemar Costa Neto diz para a CPI dos Bingos que recebeu do tesoureiro do PT, em cheques da empresa de Marcos Valério, um total de R$ 6,5 milhões, em parcelas pagas durante 18 meses, até janeiro de 2005. Segundo Costa Neto, o dinheiro foi para pagar dívidas da campanha de Lula em São Paulo. Ele também diz que o acordo entre o PT e o PL foi normal e correto.
- Em 24 de agosto, atendendo um pedido do governo da Colômbia, a Polícia Federal prende Francisco Antonio Cadenas Collazzos, representante das FARC.[95] Colazzos participou em março de uma festa em Brasília com integrantes do PT e de outras legendas da esquerda. Segundo relatórios de agentes da Abin, Collazzos anunciou uma doação de 5 milhões de dólares das FARC para a campanha de Lula, em 2002. Essa informação foi desmentida enfaticamente pela direção da Abin e pelo governo, que comandou uma investigação e disse que não encontrou nada.
- Em 25 de agosto, durante a 13ª Reunião do Conselho de Desenvolvimento Econômico e Social, no Palácio do Planalto, em Brasília Lula fala que não repetirá Getúlio Vargas, Jânio Quadros ou Jango, e que seguirá o exemplo do ex-presidente Juscelino Kubitschek.[96][97]
- Em 25 de agosto, Rogério Buratti presta depoimento para a CPI dos Bingos e confirma suas denúncias de irregularidades na prefeitura de Ribeirão Preto durante gestão do prefeito Antonio Palocci, atual ministro da Fazenda do Brasil.
- Em 25 de agosto a Câmara dos Deputados concede a aposentadoria a Valdemar Costa Neto do cargo de deputado, atendendo a seu pedido. Com isso Valdemar passará a receber R$ 5.542 mensais até o fim da vida, ou até que consiga se eleger novamente.[98]
- Em 29 de agosto o deputado André Costa (PT-RJ) anuncia sua desfiliação do Partido dos Trabalhadores (PT) por causa das denúncias e por não concordar com a o governo e com o partido.[99]
- Em 30 de agosto, em entrevista ao jornal Folha de S.Paulo, Severino diz que "mensalão" não existe e defende punição branda aos acusados.[100]
- Em 30 de agosto, durante inauguração da ampliação e modernização do aeroporto de Uberlândia, em Minas Gerais, Lula diz que "é preciso ter muita paciência para não tomar nenhuma decisão precipitada". Lula volta a citar o ex-presidente Juscelino Kubitschek.[101]
- Em 30 de agosto Delúbio Soares, ex-tesoureiro do PT, envia à CPI do Mensalão uma carta envolvendo mais dois partidos no suposto esquema do Mensalão: PSB e PC do B.

### Setembro
- Em 1 de setembro as CPIs dos Correios e do Mensalão aprovam relatório que sugere a cassação de dezoito parlamentares envolvidos no escândalo. São eles Carlos Rodrigues (PL-RJ), João Magno (PT-MG), João Paulo Cunha (PT-SP), José Borba (PMDB-PR), José Dirceu (PT-SP), José Janene (PP-PR), José Mentor (PT-SP), Josias Gomes (PT-BA), Paulo Rocha (PT-PA), Pedro Correia (PP-PE), Pedro Henry (PP-MT), Professor Luizinho (PT-SP), Roberto Brant (PFL-MG), Roberto Jefferson (PTB-RJ), Romeu Queiroz (PTB-MG), Sandro Mabel (PL-GO), Valdemar Costa Neto (PL-SP) (que já havia renunciado um mês antes), Vadão Gomes (PP-SP), Wanderval Santos (PL-SP).[102]
- Em 1 de setembro Lula condecora diplomatas e personalidades brasileiras e estrangeiras com a medalha da Ordem do Rio Branco. Entre os agraciados está o presidente da Câmara dos Deputados, Severino Cavalcanti.[103]
- Em 1 de setembro João Francisco Daniel, irmão do ex-prefeito de Santo André (SP) Celso Daniel, do PT, em depoimento para a CPI dos Bingos conta que o chefe de gabinete do presidente Lula, Gilberto Carvalho, sabia sobre o suposto esquema de corrupção na Prefeitura administrada por seu irmão.[104]
- Em 2 de setembro, José Alencar, vice-presidente brasileiro, se desliga do Partido Liberal.[105]
- Em 3 de setembro, Lula assiste o jogo da seleção pela TV na Granja do Torto, ao invés no estádio de Brasília, devido à crise política.[106]
- Em 4 de setembro, revistas brasileiras denunciam um suposto esquema de extorsão (apelidado de Mensalinho) praticado pelo presidente da Câmara dos Deputados, Severino Cavalcanti, contra o dono de um restaurante do Congresso.[107][108][109]
- Em 5 de setembro, o programa radiofônico de Lula, "Café com o Presidente", passa a ser semanal.[110]
- O tradicional desfile de 7 de setembro (independência do Brasil) reúne, em Brasília, menos da metade dos que participaram da edição do ano anterior.[111][112]
- Em 7 de setembro, Lula fala em cadeia de rádio e TV para todo o Brasil. O Presidente enaltece as realizações de seu governo e o bom desempenho da economia. Sobre a crise política, Lula afirma: "A crise política também será vencida, pelo Congresso, pelo governo e pelo povo brasileiro. Será vencida com a apuração cabal de todas as denúncias e com a punição rigorosa dos culpados. Nem eu nem vocês admitiremos qualquer contemporização, nenhum acordo subalterno. Doa a quem doer, sejam amigos ou adversários." [113]
- Em 9 de setembro o deputado Carlos Rodrigues (do PL-RJ), também conhecido por Bispo Rodrigues), um dos dezoito que poderiam sofrer processo de cassação, decide renunciar ao mandato. A formalização do mesmo se daria na segunda-feira, de acordo com o quarto-secretário da Câmara.[114][115]
- Em 12 de setembro é formalizada a renúncia do deputado Carlos Rodrigues.[115][116]
- Em 13 de setembro, a criação do Partido Municipalista Renovador, legenda que Carlos Rodrigues ajuda a elaborar, é divulgada pela imprensa.[117]
- Em 13 de setembro, o ex-ministro da Coordenação Política, deputado Aldo Rebelo (PCdoB-SP), declara para o Conselho de Ética que estava presente à reunião ocorrida em março de 2005, quando Roberto Jefferson avisou Lula sobre o mensalão. Segundo Rebelo, Lula ordenou uma investigação que foi arquivada por falta de provas.[118][119][120]
- Em 14 de setembro a CPI dos Correios ouve Luiz Gushiken, ex-ministro da Secretaria de Comunicação e Gestão Estratégica do governo (SECOM). Gushiken diz que a SECOM não exerceu nenhuma influência sobre os fundos de pensão, mas confirma  ter ligações com dirigentes dessas instituições. Admite que indicou Wagner Pinheiro (da Eletros, fundo de pensão da Eletronorte) e manteve contato frequente com Sérgio Rosa (Previ, do Banco do Brasil).[121]
- Em 14 de setembro, a Câmara dos Deputados aprova a cassação do mandato do deputado Roberto Jefferson (PTB-RJ). Votaram a favor da cassação: 313 deputados, contra: 156, houve 13 abstenções, 5 votos brancos e 2 votos nulos, num universo de 489 votantes.[122] Em seu último discurso na Câmara, Jefferson se defende, ataca o governo Lula, o Partido dos Trabalhadores, o Conselho de Ética e as Organizações Globo. “Tirei a roupa do rei. Mostrei ao Brasil o que é o governo Lula. Mostrei ao Brasil o que é o Campo Majoritário do PT”. “(O governo do presidente Lula) escolheu o ministro José Dirceu como uma espécie de Jeany Mary Corner. Tratou esta Casa (Congresso Nacional) como se fosse um prostíbulo”.[123]
- Em 15 de setembro, o Partido Socialismo e Liberdade que, durante as investigações do suposto esquema de corrupção teve a sua base de políticos e simpatizantes aumentada (com destaque midiático para a corrente petista Alternativa Socialista) obtêm registro definitivo. Isso possibilita que o partido concorra nas Eleições de 2006, criando mais uma opção de oposição de "esquerda" às legendas que estariam envolvidas no Mensalão.[124]
- Em 15 de setembro, Gilberto Carvalho, chefe de gabinete de Lula, nega durante uma reunião secreta da CPI dos Bingos as acusações de que integrava um esquema de arrecadação de propinas na prefeitura de Santo André.
- Em 15 de setembro, relatório parcial da CPI dos Correios revela que oito empresas de Marcos Valério movimentaram entre 2000 e 2005 R$ 4,9 bilhões. As empresas com a maior movimentação foram a DNA (R$ 2,6 bilhões) e a SMPB (R$ 1,8 bilhão). O sub-relator da CPI deputado Gustavo Fruet (PSDB-PR), afirma que o resultado das investigações revela indícios de falsidade ideológica, corrupção ativa e passiva, tráfico de influência, improbidade administrativa e crimes contra o sistema financeiro.[125]

Toninho da Barcelona depõe para as CPIs. Foto: Roosewelt Pinheiro/ABr.

- Em 15 de setembro, um dia depois se ter o mandato como deputado do PTB cassado, Roberto Jefferson dá coletiva de imprensa e diz: “Eu sabia que ia ser cassado. Só não sabia que ia ser por esse num número cabalístico. São os 300 picaretas do Lula mais 13 do PT”. Jefferson cita a frase dita por próprio Lula em 1993: “No Congresso Nacional existe os 300 picaretas” e o número 13 do partido do PT.[126]
- Em 20 de setembro, o doleiro Antônio Oliveira Claramunt, o Toninho da Barcelona, depõe para a CPI dos Correios, do Mensalão e Bingos, numa reunião conjunta. Condenado pela Justiça por crimes contra o mercado financeiro, Barcelona, descreve para as CPIs as operações de troca de dólares e lavagem de dinheiro que supostamente teria feito para o PT. Segundo Toninho da Barcelona, Marcos Valério transferia dólares de uma conta no Trade Link Bank para uma agência do Banco Rural nos EUA. Do   Rural, no Brasil, o dinheiro ia para a corretora Bonus-Banval, e daí para o PT.[127][128]
- Em 21 de setembro o Presidente da Câmara dos Deputados deputado Severino Cavalcanti renuncia. Há dias ele estava pressionado com denúncias de cobrança de propina por parte de um dono de restaurantes (ver mensalinho). Assume interinamente a Presidência o deputado José Thomaz Nonô (Partido da Frente Liberal - Alagoas).[107][129][130][131]
- Em 21 de setembro o banqueiro Daniel Dantas afirma durante reunião conjunta das CPIs dos Correios e do Mensalão "que o governo interferiu constantemente nos fundos de pensão". Durante o depoimento os ânimos entre os políticos do governo e da oposição se exaltam.[132]
- Em 22 de setembro, a empresária Jeany Mary Corner, conhecida agenciadora de garotas para políticos em Brasília, depõe para a Polícia Federal. Segundo o ex-sócio de Marcos Valério, Ricardo Penna Machado, Valério promovia festas em hotéis cinco estrelas em Brasília, com garotas contratadas da agência de Jeany Mary Corner. Jeany confirma as festas e declara que elas foram pagas por Ricardo Penna Machado.[133][134]
- Em 22 de setembro a presidente do Banco Rural, Kátia Rabello, durante depoimento no Conselho de Ética alega que "o Banco Rural foi usado" por Marcos Valério e não teve participação em qualquer esquema de corrupção. Kátia conta que Valério agendava encontros entre a direcção do banco e o Ministro José Dirceu.[135]
- Em 23 de setembro o governo libera cerca de R$500 milhões para atender emendas que deputados e senadores fizeram ao orçamento de 2005. O  ministro do Planejamento, Paulo Bernardo, diz que a liberação da verba não tem nenhuma relação com a eleição para Presidente da Câmara.[136]
- Em 23 de setembro, o PT perde o senador Cristovam Buarque que vai para o PDT.[137][138]
- Em 27 de setembro, José Dirceu presta depoimento para o Conselho de Ética e nega sua participação e a do Presidente Luiz Inácio Lula da Silva em  irregularidades.[139]
- Em 28 de setembro o candidato do governo, Aldo Rebelo, do Partido Comunista do Brasil, vence a eleição para a Presidência da Câmara dos Deputados. Rebelo recebe 258 votos e o outro candidato, José Thomaz Nonô do Partido da Frente Liberal, recebe 243. A eleição de Rebelo é comemorada com bastante entusiasmo pelos políticos que apóiam o governo e pelos deputados sob investigação pelo Conselho de Ética.[140]
- Em 28 de setembro, Lula recebe o Presidente da Venezuela Hugo Chávez para assinatura de acordos entre a Petrobras e PDVSA. Durante a solenidade Lula diz que "a Venezuela tem democracia em excesso".[141]

### Outubro
- Em 2 de outubro a Folha de S.Paulo publica entrevista com o ex-secretário-geral do Partido dos Trabalhadores (PT) Silvio Pereira. Na entrevista Pereira diz que ele e outros integrantes da Executiva Nacional do PT sabiam sobre o dinheiro ilegal ("caixa dois") usado pelo partido.[142]
- Em 3 de outubro, Silvio Pereira desmente a sua entrevista publicada pela Folha de S.Paulo no dia anterior e acusa o jornal de distorcer suas declarações. A Folha alega que a entrevista, que foi gravada, reproduz fielmente as declarações de Pereira.[143]
- Também em 3 de outubro, Valter Pomar, terceiro vice-presidente nacional do Partido dos Trabalhadores, desmente Silvio Pereira. Pomar diz: "Silvio Pereira não é mais petista. Ele próprio afirmou que se afastava quando se comprovou um ato de corrupção dele, automóvel, quatro rodas, bonitinho." Pomar ainda diz: "Ele deveria reconhecer que já produziu um estrago muito grande no partido e ponto. Não levo a declaração a sério".[144]
- Em 4 de outubro uma equipe da Polícia Federal reúne-se com Promotores Distritais de Nova Iorque a fim de obter documentos que auxiliem na investigação das conexões internacionais do caso do mensalão e do Banco do Estado do Paraná.
- Em 4 de outubro, o deputado federal Luiz Eduardo Greenhalgh do PT declara para a CPI dos Bingos que a morte do Prefeito Celso Daniel foi crime comum.[145]
- Em 5 de outubro a CPI dos Bingos promove uma super-acareação entre os envolvidos em denúncias de irregularidades na renovação de contrato da multinacional Gtech com a Caixa Econômica Federal. Waldomiro Diniz, Enrico Gianelli, Rogério Buratti, Marcelo José Rovai e Carlos Augusto de Almeida Ramos (Carlinhos Cachoeira) trocam acusações, insultos ao mesmo tempo em que juram inocência para os senadores da comissão.[146]
- Em 6 de outubro, Bruno José Daniel Filho, irmão mais novo de Celso Daniel declara para a  CPI dos Bingos que o chefe do gabinete pessoal do presidente Lula, Gilberto Carvalho, sabia do esquema de corrupção que existia em Santo André.[147]
- Em 10 de outubro, Lula reclama de urucubaca por parte de "quem torce contra o governo".[148][149]
- Em 11 de outubro, Ricardo Berzoini, que já foi ministro de Lula é eleito presidente nacional do PT.[150]
- Em 11 de outubro, os doleiros: o argentino Carlos Alberto Quaglia e o uruguaio Najun Turner depõem para a CPI dos Correios. Os dois são acusados pela Justiça brasileira de praticar crime contra o mercado financeiro (Turner já cumpre pena), e são suspeitos de participar do esquema de Marcos Valério para ajudar o Partido dos Trabalhadores.[151][152][153][154][155][156][157]
- Em 12 de outubro, a Polícia Civil de São Paulo (cidade) encontra o corpo de Carlos Delmonte Printes, 55 anos, médico-legista que examinou o corpo do prefeito de Santo André, Celso Daniel. A polícia trabalha com as hipóteses de suicídio ou assassinato. Printes é a sétima pessoa relacionada com o caso da morte do prefeito a morrer em circunstâncias misteriosas.[158]
- Em 17 de outubro, os deputados José Borba (PMDB-Paraná) e Paulo Rocha (PT-Pará) renunciam a seus mandatos. Ambos apareceram num lista divulgada por Marcos Valério como beneficiados do dinheiro de suas contas no Banco Rural e foram citados  no processo por quebra de decoro no Conselho de Ética e Decoro Parlamentar.[159][160][161]
- Em 18 de outubro, O deputado Júlio Delgado (PSB–MG) apresenta voto favorável pela cassação do mandato do deputado José Dirceu (PT-SP).[162][163]
- Em 18 de outubro, na Rússia, Lula diz para O Estado de S. Paulo: "se joga suspeição sobre todo mundo e se prova muito pouca coisa".
- Em 19 de outubro, o tesoureiro Claudio Roberto Mourão da Silveira, diz para a CPI dos Correios que Marcos Valério emprestou dinheiro para a campanha política de Eduardo Azeredo do Partido da Social Democracia Brasileira (PSDB) ao governo de Minas Gerais, em 1998.[164]
- Em 20 de outubro, o ministro do Trabalho, Luiz Marinho declara que o presidente do PFL, senador Jorge Bornhausen (SC) sente saudades de Adolf Hitler.[165]
- Em 22 de outubro, o Conselho de Ética do PT aprova a expulsão do ex-tesoureiro Delúbio Soares do partido, quase cinco meses depois de Roberto Jefferson ter feito as primeiras denúncias sobre o mensalão.[166]
- Em 25 de outubro, aparecem em Brasília cartazes apócrifos difamando o presidente do PFL, senador Jorge Bornhausen (SC). Nos cartazes Bornhausen aparece vestido com um uniforme nazista segurando um exemplar da Revista Veja.[167][168]
- Em 25 de outubro o senador Eduardo Azeredo renuncia à Presidência do PSDB.[169]
- Em 25 de outubro, o juiz afastado João Carlos da Rocha Mattos declara para a CPI dos Bingos que não houve interesse das autoridades na apuração do assassinato do prefeito Celso Daniel. Rocha Matos afirma que ouviu as fitas com diálogos telefónicos entre integrantes do PT e pessoas supostamente envolvidas no assassinato do prefeito. Nas fitas, o chefe de gabinete do presidente Lula, Gilberto Carvalho, supostamente orienta outras pessoas como se manifestar para a imprensa no que diz respeito ao caso Celso Daniel. Rocha Matos afirma que Gilberto Carvalho "é a chave para elucidar a morte de Celso Daniel".[170]
- Em 26 de outubro, o Senador Geraldo Mesquita Júnior anuncia a sua desfiliação temporária do Partido Socialismo e Liberdade (PSOL). Mesquita Júnior é acusado por um ex-funcionário de recolher todo mês 40% dos salários dos servidores de seu gabinete de Brasília.[171]
- Em 26 de outubro há a acareação entre João Francisco e Bruno, irmãos de Celso Daniel, e o chefe de gabinete do Presidente, Gilberto Carvalho, na CPI dos Bingos.[172][173]
- Em 26 de outubro o presidente do sindicato dos profissionais em processamento de dados do Distrito Federal Avel de Alencar, filiado ao PT, declara para a Polícia Federal ser o autor dos cartazes apócrifos contra o senador Jorge Bornhausen. De acordo com o diretor da polícia civil do DF, o funcionário da assessoria de imprensa do PT na Câmara Legislativa do Distrito Federal, Marcos Wilson, e o irmão de Avel, Avelmar, também ajudaram na produção dos cartazes. Os três disseram que fizeram os cartazes sozinhos, sem a participação do Ministro do Trabalho, Luiz Marinho e do PT. Foram confeccionados cerca de 3 mil cartazes a um custo total de R$ 1060.[174]
- Em 27 de outubro o senador Jorge Bornhausen (PFL-SC) acusa o PT do Distrito Federal de estar por trás dos cartazes nazistas apócrifos. O PT do DF nega.[168][175][176]
- Em 27 de outubro a CPI do Mensalão promove uma acareação entre o ex-tesoureiro do PT Delúbio Soares, o empresário Marcos Valério, a diretora financeira SMPB Simone Vasconcellos e o ex-deputado e Presidente do PL Valdemar Costa Neto.
- Em 28 de outubro o procurador da República Luciano Sampaio Gomes Rolim protocola uma ação civil pública contra José Dirceu por suposta prática de improbidade administrativa. Documentos e depoimentos da Procuradoria da República no Distrito Federal mostram que Dirceu organizou uma estrutura especial para atender o seu filho José Carlos Becker de Oliveira (Zeca Dirceu), prefeito de Cruzeiro d'Oeste, no Paraná, entre 2003 e 2004.[177][178]
- Em 29 de outubro, a Revista Veja, edição número 1929 traz uma matéria de capa que afirma que a campanha de Lula à Presidência, em 2002, foi financiada com dinheiro vindo de Cuba. As fontes da revista são duas pessoas de confiança do Ministro da Fazenda Antonio Palocci: Rogério Buratti e Vladmir Poleto. O Presidente do PT, deputado Ricardo Berzoini, afirma que a denúncia  é "infundada". Segundo a revista, no Brasil o dinheiro foi transportado de avião de Brasília até Campinas escondido em caixas de bebida. De Campinas o dinheiro foi transportado num automóvel blindado Omega preto até o comitê da campanha de Lula na Vila Mariana em São Paulo e entregue ao então tesoureiro Delúbio Soares.[179][180][181]
- Em 30 de outubro, o governo de Cuba diz que a denúncia de Veja é "caluniosa" e trata-se de uma "manobra do imperialismo contra Cuba e Lula" para desviar a atenção dos problemas enfrentados pelo Presidente George W. Bush.[182]
- Em 31 de outubro, o cubano Sérgio Cervantes, dirigente do Partido Comunista Cubano (PCC) citado na matéria de Veja sobre a suposta doação de Cuba ao PT, deixa o Brasil sem fazer qualquer comentário oficial sobre a  reportagem.
- Em 31 de outubro, o líder do PSDB senador Arthur Virgílio (Amazonas) diz que ele e sua família estão sendo investigados e ameaçados por um suposto ex-policial contratado pelo PT. Virgílio ameaça “dar uma surra em Lula” se descobrir que o Presidente está por trás da suposta operação.[183]

### Novembro
- Em 1 de novembro, o deputado Antonio Carlos Magalhães Neto (PFL- BA) diz que ele, sua família e outros integrantes das CPIs são vítimas de espionagem por parte da Abin. Tal qual o senador Arthur Virgílio (PSDB-AM), Magalhães Neto ameaça “dar uma surra em Lula”, caso o Presidente  mexa com sua família. A senadora Heloísa Helena (PSOL-AL) junta-se ao deputado e senador e afirma que também é capaz de “dar uma surra em Lula” se ele mexer com sua família.[184]
- Em 1 de novembro, o Conselho de Ética decide por unanimidade o fim do processo movido pelo PTB contra o líder do PL, deputado Sandro Mabel (Goiás). Mabel é acusado pela deputada Raquel Teixeira (PSDB-GO) de oferecer propina para ela trocar de partido. O Conselho alega que não há provas contra Sandro Mabel e que é a palavra de um deputado contra a de outro.[185]
- Em 2 de novembro, o presidente do Conselho de Ética da Câmara, deputado Ricardo Izar (PTB-SP), declara à Folha de S.Paulo que encontrou uma escuta telefônica em seu escritório.[186]
- Em 3 de novembro, outros deputados declaram que são vítimas de escuta telefónica: o relator da CPI dos Correios, deputado Osmar Serraglio (PMDB-PR) e o deputado Eduardo Paes (PSDB-RJ).[187]
- Em 3 de novembro, o relator da CPI dos Correios, deputado Osmar Serraglio (PMDB-PR), anuncia parte do relatório parcial das atividades da CPI. Segundo Serraglio, cerca de 10 milhões de reais foram desviados do Banco do Brasil através da Visanet para as contas do empresário Marcos Valério, que por sua vez, repassou essa quantia para o PT.[188][189]
- Em 3 de novembro, o empresário Roberto Colnaghi informa que emprestou seu avião Seneca prefixo PT-RSX, em 31 de Julho de 2002. Colnaghi não revela exatamente para quem emprestou o avião e afirma que a "identidade está implícita". O empresário diz que não sabe no que o avião foi usado.[190][191]
- Em 5 de novembro, o piloto Alécio Fongaro diz para Folha de S.Paulo e Veja que no dia 31 de Julho de 2002 levou no avião Seneca prefixo PT-RSX, Vladimir Poleto e mais três caixas de papelão lacradas, numa viagem de Brasília até Campinas. A rota do avião é confirmada pelo DAC.
- Em 7 de novembro, Lula concede entrevista para a milésima edição do Programa Roda Viva da TV Cultura.[192] Lula declara que o mensalão nunca existiu e que é "folclore do Congresso Nacional" e defende o ex-ministro José Dirceu e os acusados do mensalão: “E quem tem a magnitude política é o Zé Dirceu”.[193] “O que houve foi que o Partido dos Trabalhadores, segundo nosso Delúbio, fez acordos para que a parte daquilo que a gente arrecadasse fosse dado proporcionalmente, em função da bancada dos partidos”, justificando o “repasse” de 10 milhões de reais do PT fez ao PL em 2002, deixando escapar o tesoureiro expulso do partido por “gestão temerária”. Lula muda a opinião sobre o caixa dois: “Não posso admitir que companheiros, em nome da facilidade, comecem a terceirizar campanha financeira de um partido. Por isso eu acho que fui traído por todos os que fizeram essa prática condenada pelo PT e pela sociedade brasileira”.[194]
- Em 9 de novembro O ex-ministro dos Transportes Anderson Adauto (PL) declara para a CPI do Mensalão que usou caixa dois (recursos de origem não declarada) em 11 campanhas eleitorais. Adauto também confirma ter recebido R$ 410 mil de Marcos Valério por intermédio do ex-tesoureiro Delúbio Soares.[195][196]
- Em 9 de novembro a Câmara dos Deputados aprova parecer do relator do Conselho de Ética deputado Benedito de Lira (PP-AL) pelo arquivamento da representação do PTB que pedia a cassação do mandato do deputado Sandro Mabel (PL-GO). São 340 votos a favor do arquivamento, 108 contrários e 17 abstenções.[197][198]
- Em 9 de novembro a assessoria de imprensa da Presidência da República admite que Lula assistiu ao filme Dois Filhos de Francisco num DVD pirata. Segundo a assessoria houve uma falha da ajudância de ordens do Presidente.[199]
- Em 10 de novembro, Rogério Buratti declara para a CPI dos Bingos que em 2002 foi consultado por Ralf Barquete (que morreu de câncer em 2004) sobre como fazer para trazer dólares do exterior. Segundo Buratti, Barquete disse que estava agindo em nome do então Prefeito Antonio Palocci, do qual era uma pessoa muito próxima. Buratti afirma que pela informação passada por Barquete, os dólares vieram e foram usados na campanha de Lula em 2002.
- Em 10 de novembro Lula monta uma mega-operação para evitar a aprovação do requerimento que pede a prorrogação dos trabalhos da CPI dos Correios. O governo promete liberar até R$ 1,2 bilhão em verbas para deputados e senadores que resolverem retirar suas assinaturas do requerimento que pede a prorrogação da CPI. Uma contagem feita pela Mesa da Câmara mostra que há 170 assinaturas de deputados a favor da prorrogação. Sendo 171 o número mínimo, aparentemente o governo conseguiu o seu intento de barrar a prorrogação da CPI.[200][201]

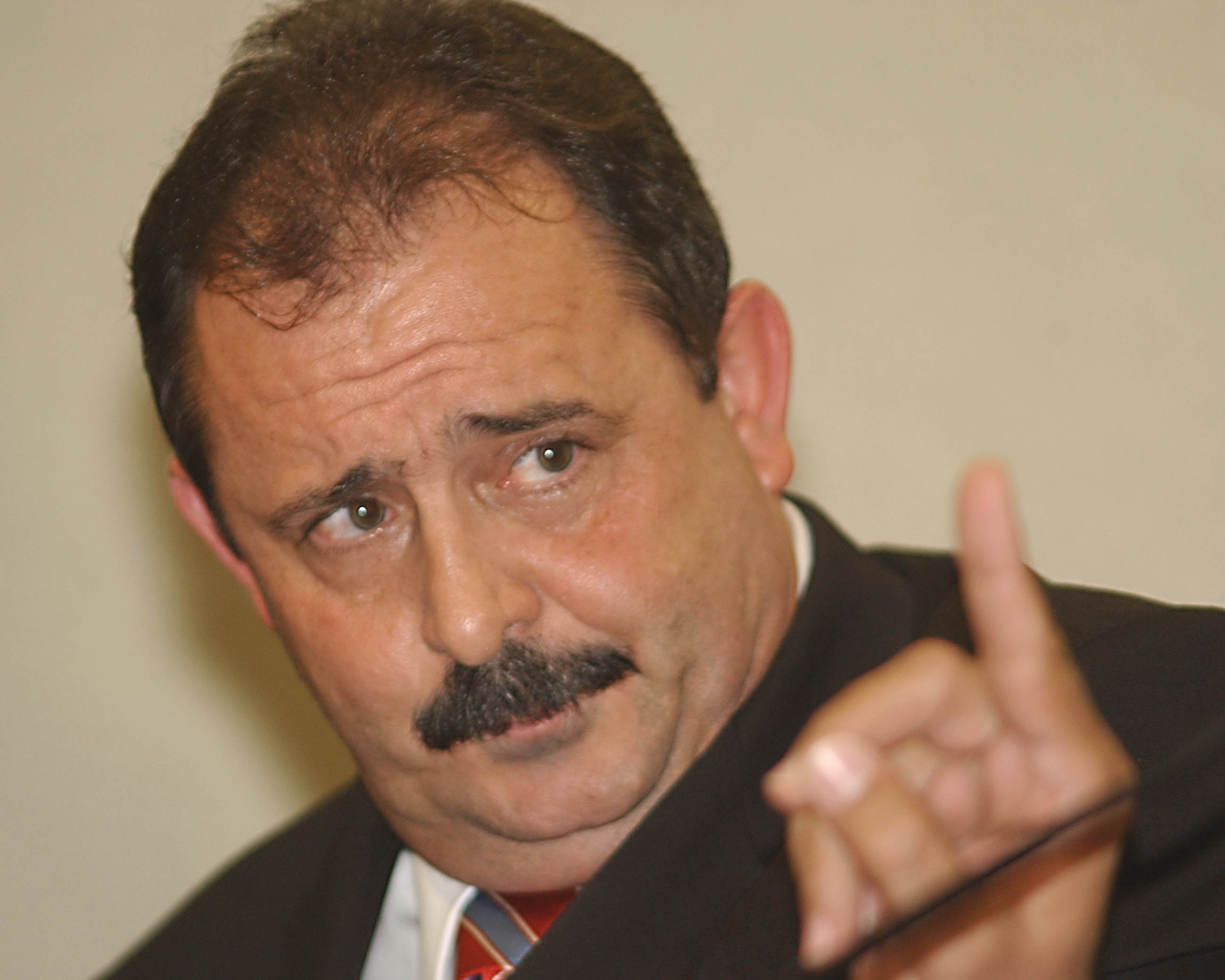
Vladimir Poleto na CPI. Foto: Wilson Dias/ABr.

- Em 11 de novembro uma nova contagem feita pela Mesa da Câmara mostra que há 171 assinaturas de deputados a favor da prorrogação. A Secretaria-Geral da Mesa do Senado confirma a prorrogação da CPI dos Correios, por mais 120 dias. Com isso a CPI pode continuar até 11 de Abril ou 10 de Junho de 2006 (caso seja respeitado o recesso parlamentar).[202]

- Em 11 de novembro  a CPI dos Bingos ouve Vladimir Poleto, que foi assessor do Ministro da Fazenda Antonio Palocci, em Ribeirão Preto. Poleto depõe sobre as denúncias dos dólares cubanos e de tráfico de influência junto ao Ministro da Fazenda. Protegido por um habeas corpus, Poleto declara que a entrevista dada por ele à Revista Veja (em que alega ter sido usado para transportar dólares escondidos em caixas de bebida) é falsa. Poleto diz que quando concedeu a entrevista estava completamente embriagado e fora de si, e que fora ameaçado pelo repórter. Poleto confirma que transportou 3 caixas de bebida de Brasília a Campinas, porém nega o transporte de dinheiro.[203][204][205][206]
- Ainda em 11 de novembro, no mesmo instante em que Vladimir Poleto é ouvido pela CPI dos Bingos, a Revista Veja coloca em seu website a gravação da entrevista dada pelo ex-assessor de Antonio Palocci. A CPI exibe a gravação da entrevista  e desmascara Vladimir Poleto. Os senadores indignados aprovam requerimento que pede ao Ministério Público a prisão de Vladimir Poleto por ele ter mentido à CPI.[207]
- 14 de novembro, segunda-feira e véspera de feriado. Muitos deputados e senadores saem de Brasília e viajam para passar o feriado em suas terras natais. Envolvido nas denúncias de corrupção contra seus colaboradores, entre eles: Rogério Buratti e Vladimir Poleto, o ministro da Fazenda Antonio Palocci passa o dia em casa, e evita contacto com os jornalistas.
- 15 de novembro, feriado, dia da Proclamação da República. Palocci fica em casa e recebe assessores. Ele se prepara para o depoimento que pretende fazer no dia seguinte na Comissão de Assuntos Econômicos.
- Em 16 de novembro, pela manhã, Lula fala na 3ª Conferência Nacional de Ciência, Tecnologia e Inovação, em Brasília. Sem citar o nome do ministro da Fazenda Antonio Palocci, Lula elogia o atual momento da economia brasileira: "Nunca tivemos uma conjugação de fatores tão positivos neste País desde a época de JK".[208]
- Em  16 de novembro, à tarde, o ministro da Fazenda Antonio Palocci comparece à  Comissão de Assuntos Econômicos (CAE), no Senado. A ida de Palocci à CAE é antecipada visto que ela estava  agendada para o dia 22 de novembro. Os senadores fazem perguntas relacionadas à Economia e não levantam questões relacionadas às denúncias de corrupção, por entender que a CPI seria o fórum mais adequado para isso.[209]
- Em  17 de novembro chega ao fim a CPI do Mensalão, sem mesmo ter sido aprovado o seu relatório final. Os parlamentares não conseguiram obter o número de votos mínimos para a prorrogação dos trabalhos desta CPI. O relatório final lido pelo relator deputado Ibrahim Abi-Ackel (PP-MG) não foi considerado válido porque foi lido um dia depois do prazo máximo para funcionamento da CPI. No relatório, Abi-Ackel declara que houve pagamentos indevidos a parlamentares, contudo prefere não chamar isso de mensalão, sob a justificativa de que nem todo os pagamentos foram mensais, sendo alguns semanais, outros quinzenais, etc.[210][211]
- Em 17 de novembro, o empresário Sérgio Gomes da Silva, conhecido como "Sombra", depõe para a CPI dos Bingos. Ele é suspeito, segundo o Ministério Público de ter sido o mandante do assassinato do prefeito de Santo André, Celso Daniel. Bastante nervoso, Gomes da Silva nega seu envolvimento na morte do prefeito e na corrupção na prefeitura . Diz que está sendo perseguido, porém não consegue explicar aos senadores a sua movimentação bancária, nem convencê-los sobre a sua versão para o sequestro de Celso Daniel.[212]
- Em 21 de novembro, o presidente do Conselho de Ética, deputado Ricardo Izar (PTB-SP) suspende  o processo movido pelo PT contra o deputado Onyx Lorenzoni (PFL-RS). O motivo é que um laudo pericial elaborado pelo  Instituto Del Picchia, em São Paulo apontou que a assinatura do então presidente do PT Tarso Genro no documento que pede o processo contra Lorenzoni é falsa. O PT moveu o processo contra Lorenzoni porque este acusou José Dirceu de omitir um empréstimo de R$ 14 mil em suas declarações de renda. O PT alega que Lorenzoni nunca deveria ter divulgado essa informação porque  ela viola o direito de  Dirceu ao sigilo bancário e fiscal.[213]
- Em 21 de novembro, o deputado Roberto Brant (PFL-MG) nega para o Conselho de Ética ter alguma relação com o esquema de corrupção montado pelo empresário Marcos Valério. Brant também declara que está "sepultando a sua vida pública" e que não pretende mais se candidatar a cargos públicos.
- Brant é o único político da oposição cujo nome aparece na lista de saques da empresa SMPB de Marcos Valério. Nela consta um saque de R$ 102 mil feita por Nestor Francisco de Oliveira, coordenador político da campanha de Brant à Prefeitura de Belo Horizonte em 2004. Segundo o assessor a doação é uma doação não contabilizada feita pela empresa siderúrgica Usiminas. Roberto Brant declara  que  a culpa pela irregularidade fiscal é da Usiminas e que a SMPB apenas repassou a verba.[214]
- Em 22 de novembro, o assessor da liderança do PP João Cláudio Genu declara para o Conselho de Ética que fez saques no Banco Rural no valor total de R$ 700 mil. Ele alega que o deputado Pedro Henry (MT), para quem trabalha, não soube sobre a operação e que ela foi autorizada pelos deputados José Janene (PR) e Pedro Corrêa (PE). Na lista entregue à CPI do Mensalão pelo empresário Marcos Valério consta o nome de Genu como sacador de R$ 4,1 milhões. Genu nega ter sacado este valor e se responsabiliza pela retirada de apenas R$ 700 mil em quatro saques.[215]
- Em  22 de novembro o presidente do PP, deputado Pedro Corrêa (PE), alega para o Conselho de Ética que nunca recebeu mensalão. Corrêa afirma que recebeu apenas R$ 600 mil das contas de Marcos Valério em saques feitos no Banco Rural pelo assessor João Cláudio Genu, mais R$ 100 mil em espécie pagos pela directora financeira da agência de publicidade SMPB, Simone Vasconcelos. Segundo Corrêa, o dinheiro foi usado para pagar a defesa do deputado Ronivon Santiago (PP-AC) que responde por 36 processos judiciais no Acre. Corrêa explicou que o pagamento foi negociado entre o líder do partido na Câmara José Janene (Paraná) e o então tesoureiro do Partido dos Trabalhadores Delúbio Soares.
- Em  22 de novembro, Paulo Okamoto, o presidente nacional do Serviço Brasileiro de Apoio às Micro e Pequenas Empresas (Sebrae), explica de forma pouco convincente para a CPI dos Bingos como pagou uma dívida do Presidente Luiz Inácio Lula da Silva. A suspeita da CPI é que Lula usou recursos públicos dos Fundo Partidário do Partido dos Trabalhadores para pagamento de contas pessoais. O PT declara que a dívida   se refere a adiantamentos por viagens de Lula na condição de representante político do partido, contudo não tem nenhuma prova para mostrar, nem especifica os valores e as datas das viagens.[216][217]
- No dia 23 de novembro há empate no Supremo Tribunal Federal (STF) sobre recurso do deputado e ex-ministro José Dirceu. A defesa de José Dirceu alega que o Conselho de Ética não respeitou o direito de defesa ao não permitir que as testemunhas de defesa fossem ouvidas depois das testemunhas de acusação. Falta ainda o voto de desempate do ministro Sepúlveda Pertence que não compareceu ao STF por causa de problemas de saúde, segundo informou.[218][219]
- No dia 24 de novembro os deputados da oposição e Conselho de Ética protestam contra o Supremo Tribunal Federal e alegam que o Poder Judiciário está a interferir no Poder Legislativo.[220]
- Em 24 de novembro o deputado João Paulo Cunha (PT-SP)  declara para o Conselho de Ética que sacou R$ 50 mil da conta da agência de publicidade SMPB, do empresário Marcos Valério, no Banco Rural, sob orientação do ex-tesoureiro do partido Delúbio Soares. Cunha alega que não sabia de nada sobre a origem ilegal do dinheiro e responsabiliza Delúbio Soares.
- Em  24 de novembro, Lula elogia o Ministro da Fazenda Antonio Palocci e compara-o ao jogador de futebol Ronaldinho Gaúcho. Lula afirma ter convicção de que a morte do prefeito Celso Daniel foi um acidente e um crime comum.[221]
- Em 24 de novembro o senador José Sarney (PMDB-AC) telefona a vários deputados para convencê-los a votar contra a cassação de José Dirceu (PT-SP).
- Em 26 de novembro, pelo menos 2.000 pessoas, segundo a Polícia Militar, participaram de uma manifestação contra o presidente Lula na orla da zona sul do Rio pela manhã. Clarissa de Matheus, de 23 anos, organizadora do protesto batizado de "Fora, Lulla" (com ele duplo, imitando o símbolo da campanha de Fernando Collor em 1992), disse à Folha de S.Paulo ter convocado 800 integrantes da juventude do partido para o ato. Os manifestantes pediram o impeachment de Lula.[222]
- Em 28 de novembro, Integrantes da CPI dos Bingos ouvem em São Paulo os envolvidos no assassinato do prefeito de Santo André (São Paulo), Celso Daniel. Uma nova testemunha apresenta uma nova versão para o assassinato.
- Em 29 de novembro um popular que passeava pela Câmara dos Deputados agride o deputado José Dirceu com golpes de bengala[223]  .
- Em 30 de novembro o Supremo Tribunal Federal ordena a retirada do depoimento da Presidenta do Banco Rural dos autos do processo do Conselho de Ética. O Tribunal contudo autoriza a continuidade do processo do Conselho contra o deputado José Dirceu (PT-SP).[224]
- Em 30 de novembro ocorre a sessão para votação do processo do Conselho de Ética que pede a cassação do mandato do deputado José Dirceu (PT-SP).

### Dezembro
- Em 1 de dezembro, a Câmara dos Deputados aprova o processo do Conselho de Ética contra o deputado José Dirceu (PT-SP). José Dirceu é cassado com 293 a favor da cassação e 192 contra. O voto que deu fim o mandato do Dirceu foi às 00h03min (dia 1º de dezembro). Em 30 de novembro, os horários foram: 23hs03min (Regiões Nordeste e parte do Norte), 22hs03min (Norte e Centro-Oeste) e 21hs03min (Acre e sudoeste de Amazonas), em estados que não estão no horário de verão.[225][226][227]
- Em 1 de dezembro, o Tribunal Superior Eleitoral condena Lula a pagar uma multa no valor de R$ 30 mil por ter divulgado propaganda eleitoral antecipada. O motivo foi ter apresentado números em que compara o governo FHC (1995-2002) que eram piores e do Lula ser melhor do que o governo anterior.[228]
- Em 1 de dezembro, o deputado João Magno (PT-MG), que aparece na lista de beneficiados de Marcos Valério diz para o Conselho de Ética que não recebeu mensalão. Ele confirma ter recebido 426 mil reais do Partido dos Trabalhadores por intermédio de Valério seguindo determinação do então tesoureiro Delúbio Soares. Magno diz que o dinheiro corresponde a "recursos não contabilizados" usados nas suas campanhas políticas.[229][230]

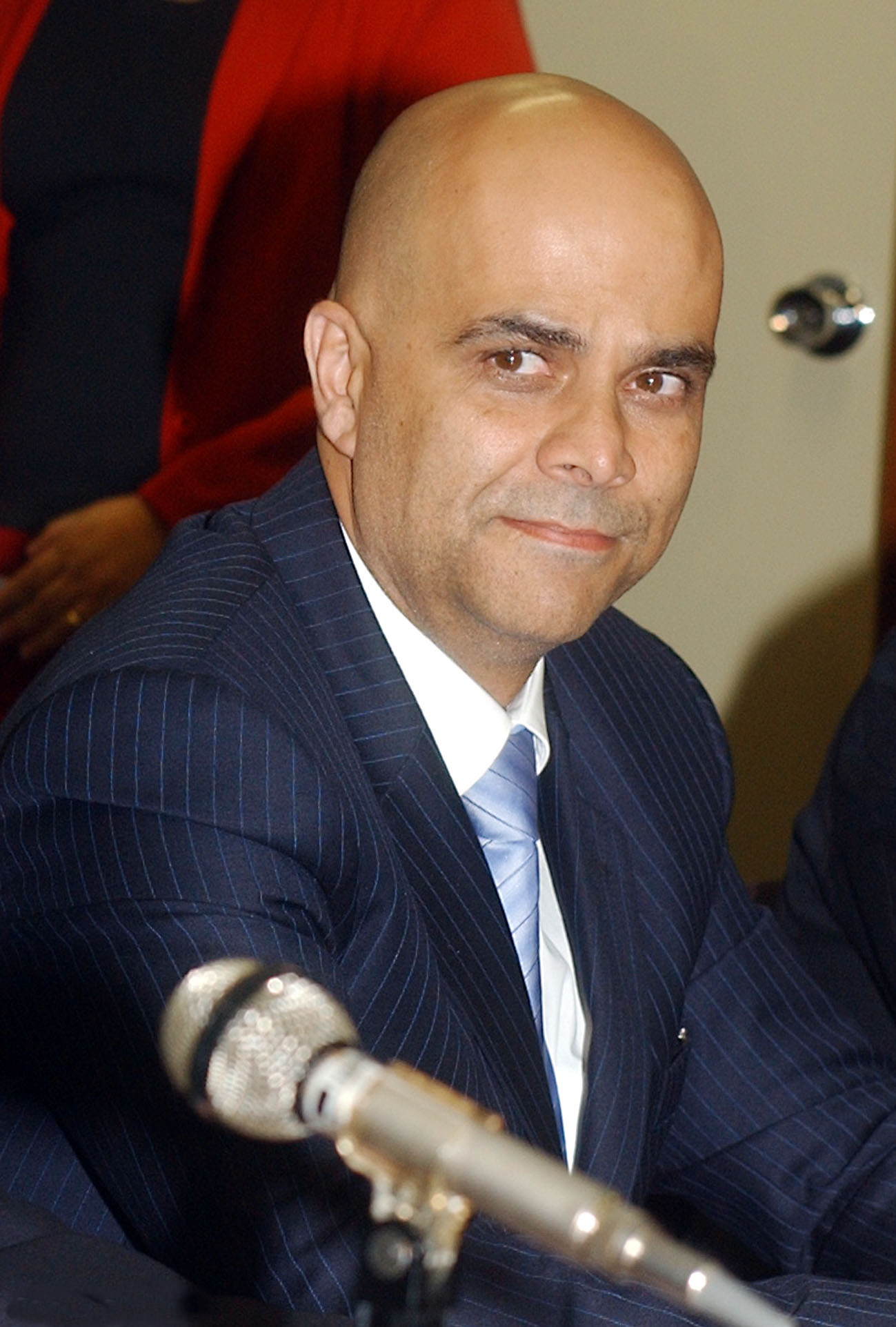
Marcos Valério.

- Em 1 de dezembro, a Polícia Federal disponibiliza laudos de perícia que atestam a falsidade de 80 mil notas fiscais na contabilidade das agências de publicidade DNA Propaganda e SMPB, de propriedade de Marcos Valério.[231]
- Ainda em 1 de dezembro, o sócio da MM Consultoria Jurídica, Valter Santos Neto, ao tentar explicar para a CPI dos Bingos o destino de R$ 5 milhões que recebeu da empresa multinacional Gtech alega ser um gastador compulsivo que precisa de tratamento psiquiátrico. Segundo Santos Neto, boa parte do dinheiro foi gasta com frivolidades, mulheres e jogo. Para a maioria dos senadores da CPI, Santos Neto era distribuidor de recursos financeiros usado a fim de subornar funcionários públicos para a Gtech.
- Em 2 de dezembro, durante inauguração Pólo Tecnológico da TIM, em Santo André, Lula diz que até o final de sua gestão serão gerados no Brasil 5 milhões de empregos.[232]
- Em 4 de dezembro, a imprensa informa que o PT fez um depósito de R$ 1 milhão na conta da empresa Companhia de Tecidos Norte de Minas (Coteminas), de propriedade da família do Vice-Presidente e Ministro da Defesa José Alencar. O depósito, que aparece num relatório do Conselho de Controle de Atividades Financeiras (Coaf), foi confirmado pelo ex-tesoureiro Delúbio Soares, contudo não aparece na documentação apresentada à CPI dos Correios pelo empresário Marcos Valério. A atual direção do PT não reconhece o pagamento.[233]
- Em 6 de dezembro, a CPI dos Bingos ouve a jornalista Mara Gabrilli, que teria denunciado ao Presidente Luiz Inácio Lula da Silva, em Março de 2003, na presença da primeira-dama e de assessores, todo o esquema de corrupção em Santo André. Segunda ela, as  irregularidades não cessaram mesmo depois do assassinato do então prefeito Celso Daniel, em 2002. Mara acusou ainda o ex-secretário de Serviços Municipais de Santo André Klinger Luiz de Oliveir e os empresários Ronan Maria Pinto e Sérgio Gomes da Silva (o Sombra) de  comandar o esquema de corrupção, cuja arrecadação era destinada ao Partido dos Trabalhadores (PT).[234]
- Lula afirma que levaria o deputado cassado José Dirceu no palanque, em uma afirmação direta à reeleição de 2006, defendendo o ex-deputado: “Eu levaria o José Dirceu para o palanque, até hoje nada foi provado contra ele”, em uma declaração em que o presidente ignora as acusações pesadas contra Dirceu.[235][236]
- Em 7 de dezembro, o presidente da Coteminas Josué Gomes da Silva, que é filho do Vice-Presidente José Alencar, entrega documentos sobre o pagamento de R$ 1 milhão registrado em nome do PT para a Polícia Federal, o Ministro da Justiça Marcio Thomaz Bastos e para a CPI dos Correios.  A CPI suspeita que pode ter havido outras fontes, além do esquema de Valério, que abasteceu o fundo ilegal (caixa dois) do PT.[237][238]
- Em 8 de dezembro, O ex-superintendente de compliance (espécie de auditoria) do Banco Rural Carlos Roberto Godinho diz que os empréstimos do banco a Marcos Valério eram feitos "para não serem pagos". Ele disse que relatórios do banco apontavam indícios de lavagem de dinheiro na movimentação da conta da empresa de Marcos Valérios, SMPB,  porque ela era pelo menos dez vezes maior que o faturamento da empresa.
- Em 8 de dezembro, o Ministro da Fazenda Antonio Palocci recusa o convite para comparecer à CPI dos Bingos.[239]
- Em 8 de dezembro, a Câmara Estadual de Ceará inicia o processo de cassação ao ex-presidente da câmara, José Janene. Ele é o irmão do José Genoino, acusado de receber 250 mil dólares de Marcos Valério; o assessor foi preso em julho no aeroporto por tentar embacar para Fortaleza, Ceará, os dólares na cueca e reais em mala com fundo falso sem declarar.
- Em 9 de dezembro, o Conselho de Ética e Decoro Parlamentar aprova por 12 votos a 2, o pedido de cassação do mandato do deputado Romeu Queiroz (PTB-MG), acusado de desrespeitar a legislação eleitoral ao intermediar recursos não declarados de campanha ("caixa dois") do PT para o PTB.[240]
- Em 13 de dezembro, a CPI dos Bingos decide ouvir o Ministro da Fazenda Antonio Palocci no início de 2006.[241]
- Em 14 de dezembro, O Plenário da Câmara dos Deputados rejeita a cassação do mandato do deputado Romeu Queiroz (PTB-MG). Votaram pela cassação 162 deputados e contra 252, outros 22 parlamentares optaram pela abstenção, 8 votaram em branco e um voto foi nulo.[242]
- Em 14 de dezembro, Roberto Jefferson entra com um recurso na Justiça para reaver o mandato.[243]
- Em 15 de dezembro, o deputado Mauro Passos (PT-SC) entra com representação na Mesa Diretora da Câmara contra o deputado Osvaldo Biolchi (PMDB-RS). Passos acusa Biolchi de fazer "boca de urna" para Queiroz e de distribuir cédulas prontas contra a cassação entre os parlamentares.[244]
- Em 15 de dezembro, o tesoureiro da campanha do deputado João Magno (PT-MG) à Prefeitura de Ipatinga (MG) em 2004 diz para o Conselho de Ética e Decoro Parlamentar que recebeu R$ 350 mil da empresa SMPB, do empresário Marcos Valério.[245]
- Em 15 de dezembro, o assessor do deputado João Magno (PT-MG) diz para o Conselho de Ética e Decoro Parlamentar que recebeu 10 mil reais de Marcos Valério para o pagamento de fornecedores da campanha do deputado.[245]
- Em 16 de dezembro, tem início o período de autoconvocação extraordinária do Congresso Nacional, em virtude do das CPIs e do Conselho de Ética.[246]
- Em 16 de dezembro, no lançamento da pedra fundamental da Refinaria de Petróleo Abreu e Lima, em Ipojuca (PE), ao lado do Presidente da Venezuela, Hugo Chávez, Lula relembra a trajetória dos ex-presidentes brasileiros Juscelino Kubitschek e Getúlio Vargas. Lula diz que é mais perseguido pela imprensa no Brasil do que Chávez na Venezuela.[247]
- Em 20 de dezembro, a Câmara dos Deputados do estado brasileiro do Ceará não aceita o pedido de cassação do mandato do deputado estadual José Nobre Guimarães do Partido dos Trabalhadores (PT). Nobre Guimarães recebeu recursos do esquema de Marcos Valério além de ter tido seu assessor  preso no mês de julho no Aeroporto de Congonhas com U$ 100 mil escondidos na cueca.[248]
- Em 20 de dezembro, parlamentares do Congresso Nacional entregam para o presidente da Câmara cartão de Natal criticando a possível não punição dos envolvidos no escândalo do mensalão. O cartão tem cinco metros de comprimento e cerca de mil assinaturas e foi enviado por moradores do Rio de Janeiro. O cartão, que foi colocado na árvore de Natal do gabinete da presidência da Câmara,  contém os dizeres: "Pare. Não ao valerioindulto de Natal e ao mensalão legal. Em 2006 lembraremos bem do que cada um fez".[249]
- Em 20 de dezembro, o vice-líder do PPS deputado Raul Jungmann (PE) entrega ao presidente da Câmara requerimento que pede anulação da sessão do Plenário que resultou na absolvição do deputado Romeu Queiroz. Jungmann levanta suspeita sobre a existência de um "acordão" para abolver Queiroz e outros deputados envolvidos no mensalão.[250]
- Em 20 de dezembro, o empresário Marcos Valério entra na Justiça em Brasília para cobrar do PT o pagamento de cerca de R$ 100 milhões referentes aos supostos empréstimos que ele alega ter feito nos bancos Rural e BMG. Valério já tinha cobrado o PT na Justiça em Agosto, mas o partido não se pronunciou, segundo informou um dos advogados do empresário.
- Em 21 de dezembro, a CPI dos Correios divulga relatório que aponta para a existência do mensalão. O relatório identifica quatro padrões de funcionamento do esquema: pagamentos semanais para o PL, dinheiro para trocas de partido, compra de votos de parlamentares e pagamentos para o PP. Apesar de detalhar o funcionamento do esquema o relatório deixa de fora os nomes de alguns políticos do PMDB e do PT que teriam recebido dinheiro do esquema.[251]
- Em 22 de dezembro, o presidente da CPI dos Correios senador Delcídio Amaral (PT-MS) sugere a Lula que leia o relatório da CPI: "Seria importante que o Presidente tomasse conhecimento, lesse o relatório, porque as informações são relevantes". Delcídio diz: "O relatório é muito forte. É muito difícil negar a tese de que houve o mensalão".[252]
- Em 22 de dezembro, o presidente da Câmara, Aldo Rebelo (PCdoB-SP) diz que não acredita na existência do mensalão: "Não acredito que os parlamentares tenham recebido dinheiro para votar matérias a favor ou contra o governo. Essa convicção eu tenho até hoje". Aldo diz que o mensalão não foi provado em nenhum lugar.[253]
- Em 23 de dezembro, a ministra da Casa Civil, Dilma Rousseff, diz: "Não há nenhuma prova que saiu da CPI que confirme o mensalão."[254] No mesmo dia, Marcos Valério divulga nota para a imprensa negando que tenha recebido algum mensalão.[255]
- Em 23 de dezembro, em São Paulo, Lula diz que é vítima de "inveja", enxerga "rancor" na oposição e prevê uma "guerra-santa" em 2006.[256]
- Em 27 de dezembro, a CPI dos Correios analisa uma lista de 400 funcionários da Câmara que podem estar ligados ao esquema que alimentou o mensalão.[257]
- Em 31 de dezembro, o deputado cassado José Dirceu passa o ano-novo junto com o escritor Paulo Coelho em Paris, França.[258]

## 2006

### Janeiro
- Em 1 de janeiro, a Rede Globo apresenta, no programa Fantástico, uma entrevista  do Presidente da República, Luiz Inácio Lula da Silva, concedida a Pedro Bial. O presidente Lula concede entrevista para o Fantástico, por 34 minutos, com três intervalos, sem dar nenhuma explicação sobre escândalos que aterrorizaram o país em 2005. Lula evita declarar se o mensalão existiu ou não e afirma que deseja esperar o relatório final das CPIs. Confrontado pelo entrevistador Pedro Bial com o grande número de provas apresentadas pelo relatório parcial da CPI dos Correios, no fim de dezembro do ano anterior, Lula afirma que não leu o documento, explicando: "Nem poderia ler. O presidente da República tem informações dos relatórios pelos assessores". Lula diz que houve erros, tanto que houve punições: "Genoíno saiu da presidência do PT, o Silvinho não está mais no PT e o Zé Dirceu perdeu o mandato. O Delúbio saiu do PT". Na mesma entrevista, o Presidente afirma que o processo do deputado José Dirceu ainda não fora concluído. Ao ser perguntado sobre  o que faria em 1º de janeiro de 2007 e se disputaria as eleições, o presidente responde que ainda não decidiu se vai ou não disputar as eleições. Lula diz que o governo não interfere negativamente nas investigações e dá a entender que antes das denúncias,  não sabia nada sobre a corrupção praticada em sua gestão. Lula ainda se recusa a dizer que os nomes das pessoas que supostamente o teriam traído e afirma que "o conjunto dos acontecimentos"  soou como se fosse uma "facada nas costas".[259][260]
- Em 3 de janeiro, o relator da CPI dos Correios, deputado Osmar Serraglio (PMDB-PR), durante reunião da comissão adverte os parlamentares sobre os perigos da ocorrência de um "acordão" e o consequente descrédito dos políticos perante a opinião pública.
- Em 4 de janeiro, o Presidente da Câmara dos Deputados, Aldo Rebelo (PCdoB-SP), diz que não acredita na existência de um "acordão" para abafar o caso e livrar deputados da cassação.
- No dia 5 de janeiro, segundo o Jornal do Brasil, um relatório do Tribunal de Contas da União enviado para a CPI dos Correios aponta envolvimento da agência SNBB Novagência em pagamentos indevidos de serviços subcontratados da Caixa Econômica Federal. O documento fala em "notas fiscais de fornecedores fraudadas", sem a comprovação de execução. Entre os produtos que teriam sido fornecidos com notas fiscais frias estão: estão 200 mil canetas, no valor de R$ 313 mil, e 8,8 mil bonés, no valor total de R$ 174 mil e 100 mil camisetas superfaturadas da Sasse Camisetaria e Lure-Tex Indústria Têxtil, no valor total de R$ 787 mil.
- No dia 6 de janeiro, O ex-tesoureiro do PT Delúbio Soares é demitido do cargo de professor pela Secretaria Estadual de Educação de Goiás.  Delúbio não exercia o magistério de 1985, mas recebia os seus salários porque estava licenciado para atuar como sindicalista. Contudo, como Delúbio não renovou a licença depois de 9 de fevereiro de 2005,  a Procuradoria-Geral do Estado  concluiu que houve abandono de emprego.
- No dia 6 de janeiro, Tribunal de Contas da União (TCU) avisa que encontrou irregularidades em contratos de informática do Banco do Brasil (BB). Segundo o TCU o BB contratou sem licitação as empresas Xerox do Brasil S/A e Cobra Computadores.
- Em 7 de janeiro, a revista Veja do número 1938, datado no dia 11 de janeiro, denuncia a nova conta secreta do publicitário Duda Mendonça. Quem afirma é as autoridades dos Estados Unidos que descobriram a conta milionária na cidade de Miami, estado de Flórida. Dos 25 milhões de reais que cobrou cinco campanhas para o PT em 2002, entre elas o presidente Lula, 10,5 milhões reais foram depositados secreta nos Estados Unidos, em nome de uma empresa de fachada Düsseldorf. Segundo a revista, a notícia sobre essa conta foi no dia 17 de novembro do ano passado, por meio de telefone do promotor de Nova York, Adam Kaufmann, à Procuradoria da República, que havia sido descoberta a conta. Kaufmann que integra no grupo que investiga lavagem de dinheiro, afirma que a filha do publicitário Eduarda Mendonça tentou resgatar todo o dinheiro e fechar a conta, mas foi impedida por que o nome do pai constava na relação watching list, pessoas suspeitas de lavagem de dinheiro.
- Em 14 de janeiro, a revista Veja do número 1939, datado no dia 18 de janeiro, na capa “Desvio de Dinheiro Duda Fez, Duda Faz”, denuncia o desvio de dinheiro por parte do publicitário Duda Mendonça que além de “marketing político bandido”, segundo a revista, é envolvido no caixa dois e que o Ministério Público investiga duas contas no exterior. As contas do exterior são paraísos fiscais do Caribe: a primeira é a Guaranty Trust Bank Limited, em Nassau, capital de Bahamas, com o saldo de 1 milhão e 500 mil dólares em 2004; a segunda é a JPMorgan Chase, das Ilhas Cayman, com 4 milhões e 700 mil euros, mas ainda não há provas de que essas contas existem. A revista afirma que o promotor de Nova York (Estados Unidos), Adam Kaufmann, afirmou ao Ministério Púbico brasileiro que há uma conta na Flórida e também em Bahamas, que a revista teve acesso e forneceu os dois números nas mãos do Ministério Público para o advogado do publicitário Tales Castelo Branco, que admitiu as novas contas do Duda. Kaufmann afirma que o bloqueio é temporário. O publicitário já fez campanha eleitoral na Argentina em sete candidatos, todos do Partido Justicialista (também conhecido como Partido Peronista – PJ), incluindo o ex-presidente Carlos Menem (1989-1999) e a tentativa desastrada em eleger Eduardo Duahalde em 1999, que chegou a presidência e governou entre janeiro de 2002 até abril de 2003. Duda recebeu dinheiro do governador da província de Córdoba, José Manuel de la Sota e do próprio presidente Menen em 1999. Duda até usou na campanha de Paulo Maluf em 1998 do slogan “Maluf que fez” para “Menen ho hizo”. Os dirigentes do PJ declaram na época 15 milhões de dólares, mas Duda declarou na Receita Federal apenas 2 milhões, diferença de 13 milhões, que supostamente o PJ mentiu ou simplesmente ele desviou o dinheiro.
- Em 15 de janeiro, a revista “Isto É” do número 1891, datado no dia 18 de janeiro, traz a entrevista do ex-gerente financeiro e atual economista Laércio Pedroso. Ele que trabalhou na binacional Usina Hidrelétrica Itaipu até 1992 (que fornece 95% da energia para o Paraguai e 25% para o Brasil, que é a maior do mundo) denuncia que havia 2 bilhões de dólares “não contabilizados”, na prática é a Caixa 2, sem nenhum conhecimento do lado da fronteira com o Paraguai. Laércio Pedroso mostrou à reportagem da revista as provas de documentos da Itaipu. A denúncia atinge diretamente a administração (diretores) da brasileira Itaipu.
- A mesma revista “Isto É” denuncia dois fatos inéditos do assassinato do prefeito de Santo André, Celso Daniel (PT). O primeiro é o adolescente indiciado como assassinato fugiu da Febem e revelou que não foi responsável pelos disparos contra o prefeito. O segundo é que Parecer Médico-Legal 001/06 comprova com fotos as marcas de torturas que Daniel ter sofrido antes de ser morto a tiros. Também as queimaduras da pistola 9 milímetros no corpo, o que mostra que a arma foi pressionada contra o corpo após uso contínuo; o corpo apresenta estilhaços de projéteis de armas de fogo (os chamados “tiros de esculacho”) e as roupas vestidas por Celso Daniel (a camisa e a calça jeans) não apresentam sinais compatíveis com as perfurações encontradas no corpo. As duas novas revelações derrubam a tese de “crime comum” pela polícia e alguns integrantes do PT.
- Horas depois, na sede de Curitiba, em coletiva de imprensa, o diretor-geral da Itaipu, Jorge Samek, ao lado dos antecessores, Francisco Gomilde e Euclides Scalco, acusou o denunciante Laércio Pedroso como “delinquente, falsificador e estelionatário”, ao negar o Caixa 2 garantindo: “Itaipu nunca teve Nota de Débito, nunca usou Unidade de Correção Monetária como moeda e nunca teve documento contábil conhecido como CCP” (Comprovante de Contas Pagas). Unidade de Correção Monetária tem a sigla de UCM. A denúncia contra a Itaipu repercute fortemente no Paraguai.
- Em 17 de janeiro, O advogado e ex-funcionário da empresa de transporte aéreo Skymaster, Marcus Valerius Pinto Pinheiro de Macedo,  quase homônimo do suposto operador do mensalão Marcos Valério, presta depoimento para a CPI dos Correios. Ele é preso em flagrante por desacato, enquanto presta depoimento à Comissão.
- Em 21 de janeiro, a edição 1940, data de 25 de janeiro de 2006 da revista Veja do número 1940, datado no dia 25 de janeiro, revela que Duda Mendonça, seus familiares e sua sócia receberam pelo menos 15 milhões de dólares em cinco contas de uma agência do Bank of America em Miami, e o que o todo o dinheiro é oriundo de caixa dois, desde 1993 sem declarar contas. Há duas semanas a mesma revista revelou que dos 25 milhões de reais que cobrou cinco campanhas para o PT em 2002, entre elas o presidente Lula, 10,5 milhões reais foram depositados na conta secreta nos Estados Unidos, em nome de uma empresa de fachada Düsseldorf. Segundo a revista, Eduarda Mendonça, a filha de Duda, tornou-se suspeita de fraude nos EUA ao tentar retirar toda a quantia do banco.[261]
- Em 26 de janeiro, o jornal O Estado de S. Paulo, publica a notícia que o Ministério Público Federal rastreou até agora US$ 528 mil dólares enviados pelo jornalista João Cerqueira de Santana Filho, de 53 anos, através de uma empresa para Ilhas Virgens Britânicas e que a movimentação ocorreu entre 1999 e 2000. O jornalista João Cerqueira é o provável sucessor do PT para a campanha de Lula e que recebe ordens de Duda Mendonça para que o Lula agisse como candidato.
- Em 27 de janeiro, a revista Veja nº. 1941, datada no dia 1º de fevereiro, diz que o empresário que alugou para o PT o carro brindado usado para retirar os dólares de Cuba do aeroporto para a campanha de Lula em 2002, o empresário Roberto Kurzweil, confirma que se encontrou mesmo com o ministro Palocci, em Madri, Espanha, em 2003. Numa reportagem que lhe falava sobre o depoimento do Palocci, em poucas linhas no final da reportagem, ele diz que o encontro do próprio e o Palocci foi realizado no saguão do hotel Ritz.

### Fevereiro
- Em 13 de fevereiro, no início da noite, membros do PT, incluindo 1200 pessoas, comemoram por mais 6 horas, os 26 anos da fundação do PT, que lançaram novo lema para a fundação “PT 26 Anos A Volta Por Cima”, no salão da Associação Atlética do Banco do Brasil, em Brasília. Entre os que compareceram foram, João Paulo Cunha, ex-presidente da Câmara, cuja esposa foi acusada de sacar 50 mil reais do publicitário Marcos Valério no Banco Rural, que ele chegou mentir que era pagamento da TV por assinatura TVA; Professor Luizinho, cujo assessor sacou 20 mil reais do publicitário Valério; José Mentor, ex-relator da CPI do Banestado, dono do escritório da advocacia que recebeu 220 mil reais do publicitário; Paulo Rocha, que renunciou ao mandato de deputado depois que assessores sacaram 920 mil reais do publicitário. Outros membros do PT, como as senadoras Ideli Savati (ES) e Ana Júlia (PA) e a ex-senadora Emília Fernandes (RS) foram umas das animadas da festa. O Professor Luizinho chegou fazer coro de saudação “Um, dois, três, Lula outra vez” com uísque Red Label na mão, a favor da reeleição do presidente. O presidente nacional do PT, Ricardo Bezoini chega a afirmar: “O que importa é a reeleição do presidente Lula”. Entre os convidados estava o presidente Lula, que foi uns dos mais aplaudidos, diz: “Errar é humano. Não podemos execrar quem errou. Quando cometemos erros, pedir desculpas é grandeza”, em clara intenção em proteger membros do PT em corrupção que Lula sempre pregava contra corrupção no passado. Em mais uma clara disputa à reeleição desafiou aos adversários políticos: “Vocês podem indicar outro candidato, não vou me apresentar”. O presidente Lula não gastou nada e foi saudado pelo vice-presidente José Alencar, do PRM, que subiu ao palanque dizendo: “O PT é o próprio partido do Brasil”. Os convites para o jantar, que teve pratos fortes medalhão de filé e risoto de camarão, custaram entre 200 e 5 mil reais; compareceram os 9 ministros, que a maioria solidária, pagou acima de 1 mil reais por entradas; o tesoureiro Paulo Pereira afirma que a meta de arrecadar 1 milhão de reais foi atingida; os pagamentos era cobrir o rombo de 50 milhões de reais na contabilidade partidária. Às uma hora da madrugada, depois da saída do Lula e a esposa Marisa, os convidados foram de volta para as casas.
- Em 14 de fevereiro, a festa do promovida pelo PT pelos 26 anos de fundação, de ontem a noite que durou até início da madrugada provoca reações contrárias. Para o senador Athur Virgílio Neto (PSDB), afirma: “Foi uma festa da impunidade. O PT nos surpreende para o pior”. O senador Pedro Simon (PMDB) alertou: “Se o país mantiver as impunidades, podemos ter uma crise institucional de consequências imprevisíveis”. Não só partidos de oposição até mesmo aliados criticaram a festa, que acusam o PT ser “um partido do perdão” aos acusados de mensalão e a crise política. Até mesmo a imprensa e a opinião pública condenam a festa, já que era usada para muitos que compareceram na festa acham que a crise está superada, o que não é verdade.
- Em 16 de fevereiro o Conselho de Ética  aprova por dez votos a três o pedido de cassação do mandato do deputado João Magno (PT-MG).
- Em 16 de fevereiro, em entrevista ao Blog de Josias de Souza, o senador Jorge Bornhausen (PFL-SC), admite composição PSDB-PMDB-PFL.[262]
- Em 17 de fevereiro, o presidente Lula visita por várias horas às cidades do estado do Rio Grande do Sul, Porto Alegre, Caxias do Sul e Flores da Cunha, onde participou os encontros religiosos e desfrutando a festa da uva.
- Em 18 de fevereiro, a revista Veja,[263] datada de 22/02, divulga a matéria em que afirma que o jornalista Renato Paolielo, assessor de campanha do deputado Nilton Baiano do Partido Progressista (PP) aceitou 100 mil reais da corretora Euro (ver escândalo dos fundos de pensão). O numerário -não  declarado para o Imposto de Renda- foi recebido em julho de 2004, mesma época em que Baiano concorreu à prefeitura de Vitória. A revista levanta a suspeita de o dinheiro tratar-se de mais um mensalão pago a um parlamentar.
- Paolielo disse que  a quantia foi por serviços particulares prestados para a corretora e que se esqueceu de declará-la para o  IR. O deputado Nilton Baiano disse desconhecer as atividades particulares do seu assessor. Baiano disse ainda que nem ele, nem seu assessor cometeram algum crime e sustentou a tese de que o dinheiro recebido por seu assessor foi pelos serviços dele prestados a uma empresa privada.[264][265]
- Em 20 de fevereiro o Conselho de Ética recebe laudo da Polícia Civil do Distrito Federal que afirma que a assinatura do então Presidente do PT Tarso Genro na representação que pede a cassação de Onyx Lorenzoni (PFL-RS) é falsa. O PT pede a cassação de Lorenzoni porque que ele revelou para a imprensa informações sigilosas da CPI dos Correios da sua investigação sobre o ex-deputado José Dirceu (PT-SP).[266]
- A juíza Tatiana Dias da Silva, da 8a. Vara Criminal de Brasília acata os argumentos da defesa e manda arquivar a representação do ex-deputado e Presidente do Partido Liberal (PL), Valdemar Costa Neto contra o jornalista Ricardo Noblat. Costa Neto renunciou em 1 de agosto de 2005 depois que teve seu nome envolvido no mensalão.[267]
- Em 21 de fevereiro, Antônio Setti Braga, empresário de transportes de Santo André, afirma para a CPI dos Bingos que a sua empresa a Nova Santo André era obrigada a pagar quantias mensais para a prefeitura da cidade, durante a administração do Prefeito Celso Daniel (PT-SP).O empresário disse ainda que a extorsão era tão grande que em 2000 desistiu de ser sócio da empresa.[268][269]
- Em 22 de fevereiro a Polícia Federal indicia o ex-tesoureiro do Partido Liberal (PL) Jacinto Lamas sob acusação de sonegação e lavagem de dinheiro. Lamas sacou cerca de R$ 1,65 milhão das contas de Marcos Valério.[270]
- No dia 24 de fevereiro a Câmara dos Deputados concede aposentadoria para o ex-deputado José Borba (PMDB-PR) que renunciou em 17 de outubro de 2005, depois da descoberta de que ele teria recebido R$ 1,1 milhão de Marcos Valério, suposto operador do mensalão. O parlamentar deve receber mensalmente R$ 5.500 de aposentadoria.[271]

### Março
- Em 2 de março, familiares de Celso Daniel deixam o país por causa de ameaças de morte. Segundo os irmãos Bruno e João Francisco as ameaças começaram depois do depoimento de ambos para a CPI dos Bingos em 26 de outubro de 2005, quando relacionaram a morte de Celso Daniel com o esquema de corrupção montado na Prefeitura de Santo André para financiar o PT.[272]
- Técnicos das CPIs dos Correios e dos Bingos descobrem que há 161 ligações entre o Presidente do Sebrae Paulo Okamoto e os principais investigados do mensalão. A informação foi levantada a partir  da análise dos dados telefônicos de Delúbio Soares, Duda Mendonça, José Dirceu e do ex-secretário do PT Silvio Pereira, visto que o Supremo Tribunal Federal  impede o acesso ao sigilo fiscal, bancário e telefônico de Okamoto.[273]
- Em 4 de março, a revista Veja[274] (publicada no website no dia 4), denuncia na capa “O Mensalão II”, trazendo matéria com a informação de que o publicitário Marcos Valério, com medo das investigações da CPI, ameaça falar, revelar e apontar detalhes do pagamento do mensalão para deputados do PMDB. Segundo Veja, 55 dos 81 deputados do PMDB recebiam um mensalão que variava de 15 mil  a 200 mil  reais. O advogado Roberto Bertholdo, ex-conselheiro da hidrelétrica de Itaipu, seria o "homem da mala" do PMDB. Além dessa denúncia, mais duas. A primeira é um trecho de gravação telefônica, Betholdo conta na gravação (nas mãos da polícia que está sendo investigando) feita pelo próprio ex-sócio Sérgio Renato Costa Filho, conta ter descoberto que a Siemens pagou propina para perdoar dívida da Usina Itaipu. Costa Filho diz: “Seis paus em dólar?” e o Betholdo responde: “É, temos que pegar pelo menos três”. Segundo a polícia, seis paus seria 6 milhões de reais. A segunda é a mesma gravação em que um trecho, o mesmo Betholdo revela ao sócio Costa Filho que está intermediando um acordo entre o Carlos Massa (mais conhecido como Ratinho) e o PT, para que o apresentador do Programa do Ratinho (SBT), falasse bem do partido em 2004: “O PT topou pagar. Cinco paus”. Segundo a polícia são 5 milhões de reais. O apresentador teria usado seu programa no SBT para promover a imagem do Presidente Lula e da então prefeita de São Paulo, Marta Suplicy. A prova é uma foto sem data e que foi divulgada pela imprensa aparece o presidente Lula conversando Ratinho, a esposa Marisa e a dupla sertaneja Bruno & Marrone, durante o churrasco da Granja do Torto, em Brasília. Na mesma edição, a revista revela que Paulo Okamotto pagou uma dívida de cerca de R$ 34 mil da filha de Lula, Lurian, contraída durante a campanha dela para a Câmara de Vereadores de São Bernardo do Campo, em 1996.
- Horas depois, o apresentador Ratinho, em uma nota à imprensa, nega a acusação ter recebido 5 milhões para falar bem do Lula e a prefeita Marta Suplicy em 2004, mas se contradiz na mesma nota ao referir que as acusações com ligação com o PT “são velhas”, que pretende processar a revista.[275]
- Em 6 de março, o delegado seccional de Ribeirão Preto Benedito Antonio Valencise diz  ter indícios da participação do Ministro da Fazenda Antonio Palocci no esquema de fraudes no sistema de limpeza pública na Prefeitura de Ribeirão Preto.[276]
- Em 7 de março, o relator da CPI dos Correios, deputado Osmar Serraglio (PMDB) avisa que o Fincen (agência de inteligência financeira dos EUA) já começou a enviar ao Brasil os dados das contas bancárias de Duda Mendonça no exterior.
- Em 8 de março, a Câmara dos Deputados do Brasil decide votar contra a recomendação do Conselho de Ética e absolve Roberto Brant (PFL-MG) e Professor Luizinho (PT-SP). Brant foi absolvido por 283 votos  a 156 e Luizinho por 253 votos a 183.[277][278]
- No mesmo dia, o motorista Francisco das Chagas Costa, contratado por Ralph Barquet e Roberto Carlos Kurzweil (ex-assessores do ministro Antonio Palocci em Ribeirão Preto) para a CPI dos Bingos que viu Palocci "duas ou três vezes" na mansão do Lago Sul, em Brasília, onde suspeita-se ter havido negociatas protagonizadas por pessoas próximas ao ministro.
- O motorista diz: "ele (Palocci) chegava na casa com Ralf (Ralf Barquete, ex-assessor do ministro), no Peugeot prateado dele (do Ralf). Ia sempre de dia, mas não sei o que fazia". O  depoimento  do motorista contraria o ministro da Fazenda  que declarou diversas vezes nunca ter ido à casa. O motorista menciona ainda a existência de um caseiro, morador da mansão, que supostamente teria também presenciado as idas do ministro Antônio Palocci ao local.
- Também em 8 de março, em depoimento a portas fechadas na CPI dos Bingos, ex-funcionários da Prefeitura de Ribeirão Preto (SP) confirmam a existência de esquema de superfaturamento nos contratos de limpeza urbana entre a prefeitura e a empresa Leão&Leão.[279]
- Em 10 de março, a absolvição pela Câmara dos Deputados de Roberto Brant (PFL) e de Professor Luizinho (PT), suspeitos de participar do mensalão,  provoca crise no Conselho de Ética. Alguns deputados defendem o fim do voto secreto nas votações dos relatórios do Conselho,  outros defendem o fim do próprio Conselho de Ética.

- Roberto Brant (PFL-MG) para O Estado de S. Paulo: " O Professor Luizinho é um homem de bem. Foi feita justiça. Quanto a mim, acho que contribuí para evitar que os processos de cassação de mandato sejam banalizados."
- Deputado Professor Luizinho (PT-SP) em O Estado de S. Paulo: " No meu caso, foi feita justiça. Eu não peguei dinheiro de ninguém. Quanto à do Brant, acho que ajudou a fortalecer a democracia. "
- Também em 10 de março,  a  cientista política Lucia Hippolito da Rádio CBN: "A Câmara mandou dizer que não está nem aí para a opinião pública. O que lhe interessa são os votos da parcela mais desinformada, mais desassistida da sociedade. O que lhe interessa é o voto de cabresto, a clientela dos mais variados tipos de programas assistencialistas, as populações despossuídas de tudo, que, infelizmente, são presa fácil de políticos populistas, clientelistas e fisiológicos. Com isso, de vexame em vexame, a Câmara dos Deputados vai alegremente, ladeira abaixo, rumo ao século XIX."
- Em 14 de março, Francenildo Santos Costa, caseiro da mansão alugada no Lago Sul, bairro nobre de Brasília, por amigos e ex-assessores do Ministro da Fazenda Antonio Palocci, declara para O Estado de S. Paulo, em reportagem de Rosa Costa,  que Palocci (tratado pelo nome de: "chefe") costumava ir ao local. Costa diz que via Palocci chegar à casa num Peugeot prata, de vidro escuro, dirigindo sozinho.
- O caseiro, encarregado de vigiar e limpar o local, diz que  havia reuniões para organizar a distribuição de dinheiro e festas com garotas de programa. Ele alega ter visto malas e maços de dinheiro e que testemunhou o motorista da casa entregar um envelope cheio de reais a um assessor de Palocci no estacionamento do Ministério da Fazenda.
- Ainda em 14 de março, o Conselho de Ética aprova  o pedido de cassação do mandato do deputado e ex-Presidente da Câmara João Paulo Cunha (PT-SP). Cunha é acusado de ter recebido  R$ 50 mil de Marcos Valério  e de tê-lo favorecido em contratos de publicidade  com a Câmara dos Deputados na época em que presidia a Casa, entre 2003 e 2005.
- O Ministro da Fazenda Antonio Palocci desmente o caseiro. O ministro afirma  que as denúncias de Francenildo Costa não podem ser verdadeiras porque ele (Palocci) "não sabe dirigir em Brasília".
- Em 15 de março, a Câmara dos Deputados livrou da cassação de mandato um deputado e condenou outro. O primeiro foi o deputado Pedro Henry (PP-MT), que teve seu processo arquivado com 255 votos favoráveis, 176 contrários, 20 abstenções e dois em branco. O deputado Pedro Corrêa (PP-PE) não teve a mesma sorte. O relatório que pedia a cassação do seu mandato foi aprovado com 261 votos a favor, 166 contrários, 19 abstenções e cinco em branco. Nas votações, o plenário tinha duas situações diferentes a analisar: o relatório de Henry recomendava o arquivamento do processo; já o relatório contra Corrêa recomendava a cassação do mandato do parlamentar.
- Em 16 de março, durante sessão da CPI dos Bingos, o caseiro da mansão no Lago Sul de Brasília confirma as declarações, que havia feito há poucos dias para O Estado de S. Paulo sobre o Ministro da Fazenda Antonio Palocci.
- O caseiro fala cerca de 40 minutos e a sessão é interrompida por causa de uma liminar do senador Tião Viana (PT) acatada pelo Supremo Tribunal Federal. Antes de ser interrompido, o caseiro diz que "confirma até morrer" ter visto Palocci na mansão umas 20 ou 30 vezes.

- Em 17 de março, blog da Revista Época, da editora Globo,[280] do caseiro Francenildo dos Santos Costa  onde ele aparece como beneficiário de R$ 38.860,00. A revista sugere que o caseiro foi pago para fazer as denúncias contra o Ministro da Fazenda Antonio Palocci.
- No mesmo dia a farsa é desmontada. O caseiro apresenta recibos bancários e explica que não recebeu R$ 38.860,00, mas 3 parcelas num total de R$ 24.990,00, de seu suposto pai biológico, um empresário do Piauí, como parte de um acordo para não entrar com um processo de paternidade. O empresário e a mãe do caseiro confirmam a história.
- O fato de a Revista Época ter tido acesso ao extrato bancário do caseiro e ele ter sido divulgado configura grave crime contra a Constituição Federal. O caso tem uma repercussão negativa e o Ministério da Fazenda, Polícia Federal e Caixa Econômica Federal são suspeitos de ter tido participação na quebra do sigilo bancário do caseiro.
- Em 23 de março, por volta da meia-noite, a Câmara dos Deputados do Brasil, por 207 votos a 201, absolve o deputado João Magno (PT-MG)  das denúncias do Conselho de Ética sobre o envolvimento dele no mensalão.
- PSDB encaminha pedido de impeachment de Palocci.
- Em 24 de março, a deputada do PT por São Paulo, Ângela Guadagnin, fez uma dança no início da madrugada no plenário após saber que seu colega João Magno (PT) fora absolvido. Nos dias seguintes, os jornais chamam o "espetáculo" de: "dança da pizza".[281][282]
- Em 25 de março, diante da repercussão negativa da "dança da pizza", Ângela Guadagnin (PT) pede desculpas em entrevista para a rádio CBN. A parlamentar procura se desculpar em outras rádios, jornais e canais de televisão.
- Em 26 de março, o PPS entra um recurso contra Guadagnin.
- Em 27 de março, o ministro da Fazenda, Antônio Palocci, pede afastamento do cargo devido às denúncias de quebra ilegal de sigilo bancário do caseiro Francenildo dos Santos, seu acusador na CPI dos Bingos, sendo substituído por Guido Mantega.
- Em 27 de março, o presidente da Caixa Econômica Federal (CEF), Jorge Mattoso, coloca o seu cargo à disposição do Presidente da República, por causa das denúncias de quebra ilegal de sigilo bancário do caseiro Francenildo, dentro da CEF. Neste mesmo dia, ele é ouvido pela Polícia Federal.
- Em 28 de março, é publicado no Diário Oficial da União, a exoneração de Antonio Palocci e a nomeação de Guido Mantega na pasta da Fazenda. Nessa mesma edição, aparece  a exoneração de Jorge Matoso da presidência da Caixa Econômica Federal.
- Em 29 de Março, é apresentado o relatório final  da CPI dos Correios preparado pelo relator Osmar Serraglio (PMDB-PR). Ele confirma a existência do mensalão e faz um diagnóstico detalhado das irregularidades praticadas principalmente nos Correios e nos fundos de pensão, e sugere os nomes de mais de 100 pessoas para indiciamento, entre elas pessoas do governo, parlamentares, empresários e diretores de banco. Sobre a participação do Presidente Lula no episódio, o  documento diz o seguinte: "em sede de responsabilidade subjetiva, não parece que havia dificuldade para que pudesse lobrigar a anormalidade com que a maioria parlamentar se forjava. Contudo, não se tem qualquer fato que evidencie haver se omitido".
- Em 30 de março, o caseiro Francenildo dos Santos aparece, na  parte da manhã,  como convidado na OAB em São Paulo (cidade), acompanhado de  advogados e políticos da oposição. Declara não estar "acostumado com tanta gente" e ao ser inquirido por repórteres, reitera as acusações contra Antonio Palocci e exige a punição dos responsáveis pela quebra ilegal de seu sigilo bancário, salientando  que a queda do ministro da Fazenda não encerra o caso.
- A deputada  Ângela Guadagnin (PT-SP), que dançou no plenário após seu colega ter sido absolvido, perde o seu cargo na CPI dos Bingos e é impedida de  discursar no plenário por 30 dias.
- Sem a presença de Guadagnin (PT-SP), que tem sua vaga no Conselho de Ética substituída por um deputado da oposição, o Conselho aprova por 9 votos a 4 a cassação do deputado José Mentor (PT-SP).
- O juiz federal Gilmar Fernandes nega  recurso do deputado cassado José Dirceu (PT-SP) para recuperar o seu mandato.
- O SBT exibe nos intervalos, uma entrevista do ex-deputado Roberto Jefferson (PTB-RJ),  gravada para o programa Hebe Camargo, com exibição agendada para o sábado (1 de abril).
- Confira a lista quem sai do governo para disputar as eleições.[283]
- Em 31 de março, a deputada Ângela Guadagnin (PT-SP), volta do Conselho de Ética da Câmara, depois de ter sida afastada por 24 horas. O presidente do conselho, Ricardo Izar (PTB-SP) desligara a deputada depois que o PPS fez uma representação contra ela. Porém, a decisão foi revertida pela direção da Câmara. Entendeu-se que Guadagnin só poderia ter sido afastada se o PPS houvesse pedido em sua representação a pena máxima, ou seja, a perda de mandato. Como a pena encomendada foi mais leve, censura verbal ou escrita—entendeu-se que não há necessidade nem de abrir um processo formal contra a deputada nem de afastá-la de sua cadeira no Conselho de Ética. Pelo regimento, caberia à mesa da Câmara, comandada por Aldo Rebelo (PCdoB-SP), decidir se o bailado de Guadagnin merece ou não uma punição. Ao saber do retorno da deputada ao Conselho de Ética, o presidente do PPS, Roberto Freire (PE) diz: "O Aldo Rebelo, mais uma vez, desmoraliza as instituições. Aquele ato chocou a sociedade. A falta de compostura não é motivo para cassação, mas não pode ficar sem punição."
- Como previsto, o relatório do esforçado deputado Osmar Serraglio (PMDB-PR) dizendo que "o mensalão existiu" reforçou acusações na CPI dos Correios. Os governistas querem tirar trechos do relatório. O relatório final de quase 3 mil páginas apresentado pelo deputado Serraglio (PMDB-RS) coloca em campos opostos o relator e o presidente da comissão, Delcídio Amaral (PT-MS). Delcídio afirmou ontem que o relatório só vai sobreviver se as falhas forem corrigidas. As críticas, de acordo com a maioria da base governista, se concentram em dois pontos que compõem a essência do relatório.[284]

### Abril
- Em 1 de abril, a revista Veja nº. 1950, datada do dia 5 de abril, denuncia na capa “Golpe Sujo”, afirmando que a Caixa chegou a oferecer R$ 1milhão de reais para os funcionários a assumir a culpa pela quebra do sigilo do caseiro Francenildo; quem estava em casa de Palocci quando recebeu o extrato do caseiro; o pai de Francenildo teve o sigilo bancário quebrado; o advogado foi convocado para forjar versão da quebra do sigilo do caseiro. A revista reproduz uma longa história: Jorge Mattoso recebeu pessoalmente de Antonio Palocci a ordem para quebrar o sigilo do caseiro. Deu-se na tarde de 16 de março, numa sala do Planalto. Palocci assistia pela TV ao depoimento de Fracenildo na CPI dos Bingos; Às 23h30 do mesmo dia, ao chegar à residência de Palocci para entregar um envelope contento o extrato do caseiro, Mattoso encontrou outros dois integrantes do governo: o assessor de imprensa do Ministério da Fazenda, Marcelo Netto, e o secretário de Direito Econômico, Daniel Goldberg, subordinado e braço direito do ministro Márcio Thomaz Bastos (Justiça). Pouco antes, deixara a casa o chefe-de-gabinete de Bastos, Cláudio Alencar; O que faziam os auxiliares de Thomaz Bastos na casa? Foram chamados por Palocci, que queria deflagrar uma operação da Polícia Federal para desbaratar o que se acreditava ser uma armação política contra ele. Os alvos eram o caseiro Francenildo e o senador Antero Paes de Barros (PSDB-MT). Alencar, o chefe de gabinete do ministro da Justiça, chegou a mandar um pedido formal de diligência policial sobre o caso. Um policial federal veterano da cúpula da corporação recebeu o pedido, examinou-o e respondeu que aquilo levaria quinze dias para produzir algum efeito prático; Na manhã seguinte, 17 de março, sem saber que o front policial estava parado, Palocci comentou com um ministro: "Vamos ter uma notícia boa hoje". No início da tarde, além de Palocci, outras autoridades do governo já tinham visto cópias do extrato de Francenildo Costa. Três dias antes, o senador Tião Viana (PT-AC) espalhava pelo Senado a informação de que um jardineiro ouvira Francenildo dizer que recebera um bom dinheiro e planeja comprar um terreno ou uma casa; Na noite em que recebeu o extrato do caseiro em casa, das mãos do presidente da Caixa, Palocci ouviu de uma das testemunhas da cena um alerta: embora o documento pudesse incriminar o caseiro, sua obtenção fraudulenta abria um telhado de vidro sobre a operação. Como fazer para encobrir a quebra do sigilo? Surgiu e prosperou a ideia de produzir uma reclamação contra o caseiro no âmbito do Coaf (Conselho de Controle de Atividades Financeiras). A estratégia daria a impressão de que existia uma investigação legítima. Porém, impacientes, Palocci e seu assessor Marcelo Netto divulgaram o extrato logo no dia seguinte, antes mesmo de "esquentá-lo" com a farsa no Coaf. O jornalista Matheus Leitão, repórter da revista Época e filho do assessor Marcelo Netto, circulava pela CPI dos Bingos tentando confirmar se o número do CPF que aparecia no extrato retirado na Caixa Econômica Federal era o mesmo do caseiro Francenildo Costa. A CPI mantém o registro do CPF e do RG dos depoentes; Na noite daquele dia, Lula, que estava em viagem a Santa Catarina, foi informado por um assessor que a Época publicaria a matéria com base no extrato bancário de Francenildo Costa. Um pouco mais tarde, Márcio Thomaz Bastos, que vinha de uma viagem a Rondônia, fez um pouso na base aérea de Brasília, antes de decolar para São Paulo. Recebeu uma cópia da notícia, veiculada no blog da revista. Achou que se tratava de um fato alentador. Mudou de ideia no fim de semana, diante da comoção contra a violação. Daquele momento em diante, a estratégia de desacreditar o caseiro foi substituída, dentro do governo, por uma faxina destinada a apagar as provas do crime e preservar o então ministro Antonio Palocci e seu assessor Marcelo Netto. O governo tentou convencer Jorge Mattoso a assumir a responsabilidade pela violação. No dia 23 de março, uma quinta, Mattoso voltou à casa de Palocci. Encontrou o advogado Arnaldo Malheiros, amigo de Thomaz Bastos. Circulou a ideia de oferecer dinheiro vivo (R$ 1 milhão) a algum funcionário da Caixa que se dispusesse a assumir a culpa pela quebra do sigilo. Ouvido por Veja, o advogado confirma o encontro mas nega as discussões em torno da oferta financeira.
- A Polícia Federal torna como principal suspeito o ex-Ministro da Fazenda, Antonio Palocci no caso da quebra ilegal do sigilo bancário de Francenildo dos Santos Costa. Sob reserva, os investigadores do caso dizem ter reunido indícios que apontam para o envolvimento direto do ex-ministro da Fazenda na encomenda da ilegalidade. Afirmam estar próximos de provar que a participação de Palocci não se limitou ao recebimento do extrato do caseiro das mãos de Jorge Mattoso, ex-presidente da Caixa Econômica Federal. A hipótese com que trabalha a PF é a de que Palocci tenha ordenado diretamente a violação dos dados bancários de Francenildo. Mattoso e Marcelo Netto podem depor na PF nos próximos dias, pois suspeita-se que ambos falaram verdades e mentiras.
- Em 2 de abril, em entrevista ao jornal Página 12, de Buenos Aires, Argentina, o deputado cassado José Dirceu (PT-SP) disse que vai “ajudar muito na reeleição de Lula”. Perguntou-se ao ex-chefão do Gabinete Civil se houve “uma manobra da direita para derrubar Antonio Palocci”. E Dirceu: “Sim, a direita já havia dito que iria derrubá-lo para incriminar Lula. Também disseram que iam incriminar o filho de Lula, para chegar a ele. Há um centro político que busca impedir a reeleição do presidente com o pretexto de combater a corrupção”. Dirceu tratou de restringir as perversões do petismo ao caixa dois, comum a todas as legendas: “A oposição quer acabar com o caixa dois no financiamento de campanhas, mas não faz a reforma política (...)”. Quem lê pensa que o governo e o PT pegaram em armas pela reforma política, evitada pelas barricadas da oposição. Em outro trecho, Dirceu pontificou: “A cidadania acabou entendendo que o objetivo da direita não era a ética, mas derrubar Lula do governo. Se desmascarou. Quando chegou a hora de fazer justiça, de investigar esses partidos, não permitiram. O eleitorado do PT está convencido disso, agora ainda mais”. Não há citações sobre as acusações dos ex-dirigentes do PT envolvidos no mensalão, a crise política e a quebra ilegal do sigilo do caseiro.[285]
- Em meio à ofensiva da oposição, que passou a levantar dúvidas quanto à sua atuação no “caseirogate”, o Ministro da Justiça, Márcio Thomaz Bastos, diz que "não houve demora, deslize, nem lentidão da Polícia Federal”. Disse que “a PF teve toda amplitude para investigar". PSDB e PFL passaram a questionar a ação de Bastos a partir do noticiário do final de semana, que informou sobre a presença de dois de seus auxiliares (o secretário de Direito Econômico Daniel Goldberg e o chefe de gabinete Cláudio Alencar) na casa de Antonio Palocci no dia em que o sigilo bancário de Francenildo dos Santos Costa foi violado, 16 de março. Bastos diz que o então Ministro da Fazenda pediu-lhes que mobilizassem a PF para investigar Francenildo, o que foi negado. E faz uma ressalva: "Eles não são testemunhas de nenhuma irregularidade. Eles simplesmente foram lá [na casa de Palocci], receberam o pedido [de investigação], que não quiseram atender". Como evidência da correção da pasta que dirige, Bastos diz que a investigação do caso "foi feita num tempo absolutamente compatível, com dificuldade, mas num tempo muito rápido. Numa semana, praticamente 80% da questão foi resolvida em termos de materialidade e autoria. Resta agora continuar essa investigação. Posso dizer que o governo federal cumpriu sua obrigação desde o primeiro momento". Um detalhe intriga a oposição: "Por que, afinal, a PF passou a considerar o caseiro Francenildo de vítima em investigado?" Eis uma questão que ainda carece de uma boa explicação. Segundo o repórter da Folha OnLine, Felipe Recondo, o presidente do Senado, Renan Calheiros (PMBD-AL), reúne os líderes partidários para discutir um requerimento de convocação de Thomaz Bastos para explicar-se no plenário. O autor da proposta é o líder do PSDB, senador Arthur Virgílio (AM). O governo é contra.
- Segundo o reportér da Folha de S.Paulo, Kennedy Alencar, afirma que uma semana antes de demitir Antonio Palocci, Lula ouviu do ministro Márcio Thomaz Bastos (Justiça) que ele considerava o então colega da Fazenda o principal suspeito de ter quebrado o sigilo bancário do caseiro Francenildo Costa. A convicção de Thomaz Bastos vinha da conversa que tivera com dois assessores que conversaram com Palocci no dia da quebra do sigilo da conta de Francenildo (16 de março), e no dia seguinte, quando os dados do caseiro foram divulgados no blog da revista Época. Os auxiliares de Thomaz Bastos que se reuniram com Palocci foram o secretário de Direito Econômico, Daniel Goldberg, e o chefe de gabinete da pasta da Justiça, Cláudio Alencar. Um deles, Goldberg, testemunhou a chegada de Jorge Mattoso, presidente da Caixa, à casa de Palocci na noite em que o crime da quebra do sigilo foi praticado. Goldeberg e Alencar disseram a Thomaz Bastos que Palocci queria que colocassem a PF no encalço do caseiro. Falava de uma movimentação atípica na conta de seu algoz. Mencionava a existência de um jardineiro que testemunharia o recebimento de alta soma em dinheiro por Francenildo. A despeito de ter sido informado de tudo isso, Lula demorou-se em afastar Palocci. Alega, segundo contam seus auxiliares, que chamou o ex-chefe da Fazenda para uma conversa. E ele negou que houvesse encomendado a violação da conta do caseiro. O presidente diz que, sem uma prova cabal, não poderia ter afastado Palocci. Essa prova só teria surgido na segunda-feira passada. Nesse dia, em depoimento à PF, Jorge Mottoso disse que entregou pessoalmente a Palocci o envelope contendo o extrato de Francenildo. A oposição, que não perde tempo, elevou vez mais o tom das críticas, contra agora Thomaz Bastos e todo o governo, informam Adriano Ceolin e Fábio Zanini (Folha de S.Paulo). PFL, PSDB e PPS ontem sustentam que a violação do sigilo do caseiro foi uma decisão de governo. Enxergam, no mínimo, omissão do ministro da Justiça. "As informações de envolvimento de assessores do ministro da Justiça na quebra do sigilo mostram que há corrupção sistêmica no governo. Todos os que estão ao redor de Lula estão contaminados", disse o líder da oposição na Câmara, José Carlos Aleluia (PFL-BA). Para o senador Álvaro Dias (PSDB-PR), está claro que a violação do sigilo do caseiro foi uma decisão política do governo. "Até agora, está implícito que o presidente Lula tinha conhecimento." Ele lembra que Palocci deu expediente numa sala a poucos metros do presidente na semana em que a crise foi deflagrada-entre os dias 17 e 27 de março. "Isso nos dá o direito de fazer a ilação de que Lula pelo menos ficou sabendo do que havia acontecido", disse.
- Os procuradores da República, Gustavo Pessanha Velloso e Lívia Nascimento, revelaram a um colega de Ministério Público que decidiram mover ações judiciais contra o ex-ministro Antonio Palocci, o ex-presidente da Caixa Econômica, Jorge Mattoso e o ex-assessor de imprensa da Fazenda, Marcelo Netto. Os três serão responsabilizados civil e penalmente pela violação e divulgação da conta bancária de Francenildo dos Santos Costa. Pessanha Velloso e Lívia Nascimento acham que o inquérito da Polícia Federal sobre o caso já reúne elementos suficientes para a transformação de Palocci, Mattoso e Netto em réus. A situação dos três complicou-se ainda mais depois de dois novos depoimentos colhidos pela PF. Foram inquiridos o secretário de Direito Econômico do Ministério da Justiça, Daniel Goldberg, e o chefe de gabinete do ministro Marcio Thomaz Bastos (Justiça), Cláudio Alencar. Ambos confirmaram ter ido à casa de Palocci na noite de 16 de março, dia em que o sigilo do caseiro foi quebrado ilegalmente. Alencar teria ido embora. Goldberg ficou. O então ministro da Fazenda pediu-lhe que mobilizasse a Polícia Federal para investigar Francenildo. Disse-lhe que dispunha de informações de que o caseiro tinha uma movimentação bancária atípica. Goldberg informou à polícia ter testemunhado a chegada de Jorge Mattoso à casa de Palocci. Ouvido pela PF há sete dias, Mattoso já havia confessado ao delegado Rodrigo Gomes, chefe do inquérito na PF, que fora à casa de Palocci naquele dia para entregar-lhe um envelope contendo o extrato extraído ilegalmente dos computadores da Caixa. Os dois assessores de Thomaz Bastos contaram à polícia que, no dia seguinte, informaram a Palocci que não havia elementos para investigar o caseiro, como ele desejava. Teriam informado a Thomaz Bastos acerca dos contatos mantidos com Palocci. Curiosamente, na semana seguinte, o caseiro Francenildo converteu-se de vítima em investigado da PF. Além de ser acusado de mandante da violação do sigilo bancário do caseiro, Palocci será implicado em outra irregularidade. Será acusado de montar uma farsa para transformar o caseiro em suspeito de “lavagem de dinheiro”. O então ministro acionou indevidamente contra Francenildo a estrutura do Coaf (Conselho de Controle de Atividades Financeiras), órgão vinculado ao Ministério da Fazenda.
- Em 4 de abril, começa na manhã, a acareação entre o presidente da Sebrae amigo do Lula, Paulo Okamoto, e o ex-militante do PT (expulso em 1997) Paulo de Tarso, mas Okamoto tem liminar do Supremo Tribunal da Justiça – STJ, com direto de não ter que responder as acusações. O ex-militante do PT reintegrou as acusações contra Okamoto, que fala uma nova acusação de que contra o presidente do Sebrae, de receber quantias de dinheiro em 2004, que é negado pelo Okamoto. Okamoto é acusado de ter liquidado um empréstimo de R$ 29,4 mil de Lula com ao PT e uma dívida de R$ 26 mil da filha de Lurian, filha do presidente. Venceslau acusou o bom nipônico de ser o responsável pelas finanças de Lula: "Eu nego que seja responsável pelas finanças pessoais de qualquer pessoa", redargüiu Okamotto. Instado a abrir o seu sigilo bancário, o amigão de Lula, que tem as contas protegidas por uma liminar do STF disse o seguinte: "Nós temos direitos individuais que a Constituição garante. Se tiver alguma acusação grave contra mim, estou disposto sim [a abrir os sigilos]".[286] Paulo de Tarso é ex-militante do PT e que em 1997 fez as 1ªs acusações sobre o pagamento de mesadas na prefeitura de São José do Rio Preto, com o envolvimento do alto escalão do PT; no entanto, ele foi atacado com críticas por petistas que o acusam de mentiroso, mas outros 3 membros do PT, entre eles Hélio Bicudo (ex-vice-prefeito de São Paulo entre 2001-2004), pediram para que investigasse as denuncias para não ser arquivada; no fim do caso, Paulo de Tarso foi expulso do PT de maneira stalinista: foi tachado como traidor como se fosse ameaça ao PT já que as investigações não foram adiante, pois o presidente do PT na época era José Dirceu e líderes do PT derrubados pelo escândalo do mensalão. Se tivesse sido investigado na época, as todas as denúncias e tragédias do PT teriam sido evitadas hoje. Okamoto é acusado de ter liquidado um empréstimo de R$ 29,4 mil de Lula com ao PT e uma dívida de R$ 26 mil da filha de Lurian, filha do presidente. Venceslau acusou o bom nipônico de ser o responsável pelas finanças de Lula: "Eu nego que seja responsável pelas finanças pessoais de qualquer pessoa", redargüiu Okamotto. Instado a abrir o seu sigilo bancário, o amigão de Lula, que tem as contas protegidas por uma liminar do STF disse o seguinte: "Nós temos direitos individuais que a Constituição garante. Se tiver alguma acusação grave contra mim, estou disposto sim [a abrir os sigilos]".
- O caseiro depõe na polícia como investigado por causa da quantia encontrada na conta bancária, por suspeita de lavagem de dinheiro.
- É aprovada no Conselho de Ética 10 a 1, a recomendação da cassação do deputado Josias Gomes, acusado de receber 100 mil reais, em um relatório do deputado Mendes Thame; o único voto contra é a Neide Aparecida (PT), suplente da deputada Ângela Guaigni, do mesmo partido, afastada por ter dançado após a absolvição do colega do PT pelo presidente do Conselho de Ética, Ricardo Izar.[287]
- O Ministro da Fazenda, Guido Mantega, enfrenta a primeira crise como ministro. Mantega insiste nomear para o cargo de procurador-geral da Fazenda o advogado Luis Inácio Lucena Adams. A Procuradoria da Fazenda Nacional é contra. Embora tenha ingressado na carreira pública por meio de um concurso da Procuradoria da Fazenda, Adams só atuou na repartição por dois anos. Foi trabalhar na Advocacia Geral da República. Depois, foi levado para o Ministério do Planejamento na época em que a pasta era comandada por Mantega. Agora, está cotado para substituir Manoel Felipe Brandão, atual procurador-geral da Fazenda Nacional. O nome de Adams enfrenta enorme resistência entre os procuradores da Fazenda. É rejeitado por nacos da corporação em todos os Estados. Atualmente, Adams ocupa o posto de secretário-executivo adjunto do Ministério do Planejamento. Ele teve na semana passada uma primeira conversa com Mantega. Foi sondado pelo ministro. Informado sobre a reação da categoria dos procuradores, o ministro demora-se na substituição. Segundo o blog Josias Gomes, o blog teve acesso a uma série de mensagens eletrônicas que vêm sendo trocadas na rede interna de computadores do órgão, o teor das mensagens é contra a nomeação.[83] Dois fatores inspiram a reação contra Adams: 1. o advogado, afirmam os procuradores da Fazenda, não tem familiaridade com a rotina da Procuradoria da Fazenda; 2. Adams sempre se posicionou favoravelmente à unificação da carreira de procuradores no serviço público. Acha que os advogados fazendários deveriam compor os quadros da Advocacia Geral da União. Uma ideia que é ferozmente combatida pela corporação.
- O advogado do ex-Ministro da Fazenda, Antônio Palocci, José Roberto Batochi, anuncia na tarde para imprensa, que pode comparecer na imprensa às 17h com “uma notícia bombástica”; cerca de centenas de jornalistas esperaram por até ele aparecer às 22hs30min, a anunciar que Palocci foi interrogado pela Polícia dentro da residência por causa de problemas de saúde. Horas depois, o delegado que investiga a responsabilidade da quebra do sigilo bancário do caseiro, afirma que Palocci teria recebido pelo ex-presidente da Caixa o extrato de bancário do caseiro, mostra a quantia de mais 20 mil reais, mas rasgou 4 dias depois ter recebido, mas foi indiciado por quebra ilegal e pode ser condenado a 4 anos de prisão. A simples perspectiva de explosão da “bomba” de Batochio balançou os alicerces de Brasília. Especulou-se que o advogado estaria a serviço de Marcelo Netto, o ex-assessor de imprensa de Palocci. Suspeito de ter vazado o extrato de Francenildo, Netto detonaria o Ministério da Justiça. Qual nada. Tudo não passou de uma cilada, urdida para desviar as atenções do depoimento de Palocci. Muita gente engoliu a isca. O advogado de Palocci só deu as caras perto das dez da noite. A “bomba” que prometera era, na verdade, um traque. Nada de Marcelo Netto, cujo advogado se chama Eduardo Toledo. Nada de petardos contra a pasta da Justiça. Batochio era portador apenas das potocas de Palocci. Em suma, uma palhaçada protagonizada pelo ex-primeiro-ministro, envergonhado da nova condição. A condição de primeiro-indiciado.
- Em depoimento de três horas à Polícia Federal, o ex-Ministro da Fazenda Antonio Palocci nega que tenha ordenado a quebra ilegal do sigilo bancário do caseiro Francenildo dos Santos Costa e de também qualquer tipo de envolvimento na divulgação do extrato bancário do caseiro para a imprensa.  O depoimento aconteceu na manhã, mas os detalhes só foram divulgados de noite. A PF deu de ombros para as palavras do ministro. Ao final do depoimento, o ex-ministro foi formalmente indiciado pelo crime de quebra do sigilo funcional. Para a polícia, há no inquérito evidências de que a ordem para a violação do sigilo do caseiro partiu, sim, de Palocci. Com o auxílio da polícia e do seu advogado, José Roberto Batochio, o ex-ministro da Fazenda armou uma mega-operação para evitar o constrangimento de ter que comparecer à sede da PF. Ele depôs secretamente, na residência oficial de ministro, que ainda não desocupou. Na condição de ex-ministro, não tinha direito a tal deferência.[288]
- Em 5 de abril, segundo o blog de Josias de Souza, a Ordem dos Advogados do Brasil (OAB) estuda pedir o impeachment do Presidente Luiz Inácio Lula da Silva.[289]
- O jornalista Marcelo Netto, ex-assessor de imprensa do Ministério da Fazenda, Antonio Palocci, presta depoimento à Polícia Federal. Como foi ouvido na condição de investigado, ele se negou a responder às perguntas da polícia. Deixou o prédio da PF sem ser indiciado. Netto é suspeito de ter vazado para a revista Época o extrato bancário do caseiro Francenildo dos Santos Costa. Na entrada da PF, o advogado Eduardo Toledo, que defende o jornalista, disse que seu cliente é inocente. Toledo tentou justificar a presença do Netto na casa de Palocci na noite de 16 de março, dia em que Palocci recebeu o envelope contendo o extrato da conta de Francenildo: "Meu cliente era assessor de imprensa do ministro. A presença dele no ministério ou na casa do ministro se justificava pela função que exercia no momento".
- O Ministro da Justiça, Márcio Thomas Bastos, aparece no Congresso Nacional para se defender das acusações em que os próprios assessores tiveram ligação e o acesso da conta bancária do caseiro Francenildo.
- Em 8 de abril, a revista Veja nº. 1951, datada do dia 12 de abril, denuncia na capa “Golpe Sujo II”, afirmando que o Ministro da Justiça, Márcio Thomas Bastos, ajudou o ex-ministro Palocci na defesa e acusa como cúmplice. Segundo a revista, o ministro teria ordenado a operação para tentar abafar a desastrada quebra ilegal do sigilo bancário do caseiro Francenildo, para não envolver desde funcionários até altas autoridades. Horas depois, o ministro divulga a nota à imprensa, negando as acusações, dizendo no final da nota que as afirmações da Veja “são fantasiosas”.
- Em 10 de abril, o Ministro da Justiça, Márcio Thomas Bastos aparece no Planalto e se encontra pessoalmente com o presidente Lula, para se defender das denuncias da revista Veja do dia 8/4, datada no dia 12/4, revela que o ministro “Foi Cúmplice” (título da reportagem) da operação para tentar abafar a desastrada quebra ilegal do sigilo bancário do caseiro Francenildo. Além dessa denúncia, inclui a tentativa de pagar R$ 1 milhão de reais a algum funcionário da Caixa a assumir ter quebrado o sigilo do saldo bancário do caseiro e também aponta que ele se reuniu há uma semana com o ex-ministro Palocci. Tanto os governistas e a oposição queriam que Bastos fosse dar depoimento à CPI dos Correios antes do feriado da Semana Santa que começa na sexta-feira, mas não há um documento da própria CPI que obrigue o ministro a fazer. Apesar de o ministro querer se defender do Plenário da Câmara e sabendo a proximidade do feriado, decide faze-lo só na próxima semana, um gesto interpretado para oposição para o governo “ganhar tempo” como afirma alguns. A nova denuncia constrange até os ministérios da Fazenda e Fazenda, admitindo a reunião feita pelos ministros, mas negam a nova denuncia.
- O Presidente do Conselho de Ética, Ricardo Izar (PTB-SP) divulga o documento aberto que acusa o PT, PSDB, PFL e parte do PMDB, por fazer “acordão para livrar os políticos do mensalão”, mas isenta o PTB, o primeiro partido ser envolvido no mensalão; líderes do PSDB e PFL negam o PT e PMDB não comentam.
- Em 11 de abril, Antonio Fernando de Souza, Procurador-Geral da República, diz na coletiva de imprensa, que os acusados do mensalão estão envolvidos na “organização criminosa”; ele pede o indiciamento dos 40 envolvidos do mensalão, entre eles os ex-ministros José Dirceu e Luís Gushikein (por corrupção ativa). Henrique Pizolato, os 13 deputados (entre eles Roberto Jeffeson, João Paulo Cunha, Pedro Azeredo, Abreu Adauto). Núcleo Político: a antiga cúpula do PT (Delúrbio Soares, Sílvio Pereira e José Genoíno). Núcleo Publicitário: Duda Mendonça e Marcos Valério. Núcleo Político: José Borba, João Paulo Cunha, Professor Pedro, Paulo Rocha, João, Wanderval, Pedro Henry.
- Em 12 de abril, o Ministro da Justiça, Márcio Thomas Bastos anuncia que no dia 18/4 vai aparecer no Congresso Nacional para se defender das acusações em que ele e assessores estiveram envolvidos no caso da quebra do sigilo bancário do caseiro Francenildo, que derrubou Palocci ao declarar que ele participou reuniões na casa 25. O ministro nega as acusações que teria defendido Palocci e que estaria saindo do ministério.
- Um dia depois que o Procurador-Geral da República, Antonio Fernando de Souza, ter divulgado a lista para indiciar 40 envolvidos do mensalão e dizer que eles estão envolvidos na “organização criminosa”, ele pede o indiciamento de todos envolvidos, “mesmo que escapem da cassação”.
- Em 13 de abril, o ex-Ministro da Fazenda, Antônio Palocci é indiciado por mais 2 crimes, no caso da quebra do sigilo bancário do caseiro Francenildo: prevaricação (por receber o extrato bancário do caseiro, que dá 3 anos) e denuncia (ou denunciação) caluniosa (por acusar o caseiro sem provas que dá 8 anos). Ele já foi indiciado por outros 2 crimes: quebra de sigilo funcional e bancário. O anúncio foi feito pelo delegado Rodrigo Gomes que preside o processo contra Palocci. O ex-assessor de imprensa de Palocci, o jornalista Marcelo Netto é acusado de ter divulgado à revista Época o extrato do caseiro Francenildo da Costa, como uma “denuncia” para contra o caseiro.
- Em 14 de abril, mais um relatório sobre o Mensalão aponta mais 4 deputados envolvidos.
- Em 17 de abril, o advogado do caseiro Francenildo dos Santos, entra com o recurso de indenização ao cliente de 21 milhões de reais (17,5 contra a Caixa e 4,0 contra a revista Época). Os 17,5 equivale 50 mil salários-mínimos, a Caixa por ter quebrado o sigilo bancário e a revista por ter divulgado o extrato sigiloso bancário. A Caixa diz que vai recorrer a decisão e os diretores da Época não quis comentar sobre a indenização.
- Membros de deputados do PFL perdem o impeachment contra o presidente Lula, devido aos casos do mensalão e a quebra ilegal do sigilo do caseiro Francenildo da Costa.
- Wlicio Macedo, advogado de Marcelo Netto, ex-assessor de imprensa do Palocci, diz em coletiva de imprensa, que o seu cliente se apresentou à polícia, para se defender a acusação da quebra ilegal do sigilo do caseiro Francenildo, mas saiu da delegacia indiciado. Macedo diz que o delegado não se convenceu às afirmações do Netto, saindo da delegacia com a acusação de quebra de sigilo bancário ilegal.
- É prorrogado para o dia 20/3, o depoimento do Ministro da Justiça Márcio Thomas Bastos, que era previsto para o dia 18/4.
- Em 18 de abril, o advogado Roberto Texeira, amigo pessoal do Lula, não comparece na delegacia para prestar depoimento; o delegado que esperava o depoente, exige que ele compareça.
- Os membros da OAB se reúnem com o presidente Lula em Brasília, em que analisam e dizem que há uma possibilidade de pedir o processo de impeachment contra o presidente Lula; o presidente da OAB, Henrique Bursarto, diz que “não servirá a serviço ao governo e que a OAB não servirá nem aos políticos e partidos”.
- O PPS e membros do PFL perdem um processo de impeachment contra Lula.
- A deputada do PT, Ângela Guadagni, recebe notícia pública que receberá o pedido de censura no plenário (por 30 dias), devido à dança dela após saber da absolvição do colega do PT, no mês anterior; agora só falta o presidente da Câmara Aldo Rebelo (PC do B) a aceitar a censura.
- A Câmara arquiva o processo contra o deputado Onyx Lorenzoli (PFL-RN) acusado pelo PT por divulgar documentos sigilosos sobre a cassação do ex-deputado José Dirceu (PT-SP).
- A Câmara rejeita o pedido de aposentadoria do deputado Pedro Henry, único deputado acusado do mensalão que ainda não teve o pedido de cassação ainda não aprovado; ele tentava aposentar para escapar da cassação, devido aos problemas cardíacos.
- Na véspera da Câmara votar o pedido de cassação do José Mentor, dezenas de deputados carregam nas faixas “O Fim do Voto Secreto” nos corredores da Câmara, o único poder político federal onde existe o voto secreto.
- Em 19 de abril, a Polícia diz que o ex-Ministro da Fazenda, Antônio Palocci, “é sim” o responsável pela ordem da quebra de sigilo bancário do caseiro Francenildo Costa dos Santos, em um processo de 7 volumes com 31 testemunhas; o relatório não inclui o Ministro da Justiça, Márcio Thomas Bastos, que se reuniu com ex-ministro Palocci, 10 dias depois da operação para desacreditar o caseiro na quebra de sigilo; Marcelo Netto ex-assessor de comunicação de imprensa do Palocci foi indiciado com a acusação da quebra do sigilo, o ex-presidente da Caixa, Jorge Martoso, foi indiciado com a acusação de quebra do sigilo e a divulgação do extrato. O advogado do Palocci, Rodrigo Gomes, anuncia que vai recorrer a decisão.
- Um dia depois que o Roberto Texeira, amigo pessoal do Lula, não ter comparecido na delegacia para prestar depoimento, o delegado que esperava o depoente, anunciou que marcou o novo dia para ele depor e se caso ele não comparecer, vai depor à força na delegacia.
- O deputado do PMDB-SE, Almeida Lima anuncia que protocolou as assinaturas de uma nova “CPI do Lula” ou “CPI da Família do Lula” para investigar as atividades do governo sobre os escândalos da dívida paga pelo amigo do presidente Paulo Okamoto; uma dívida paga pelo presidente do Telemar, o filho Lulinha, de origem desconhecida; a quebra ilegal do sigilo bancário do caseiro Francenildo Costa. Ele diz que hoje já tem 34 assinaturas no Senado.
- O Plenário inicia no fim de tarde o processo de cassação do deputado José Mentor, acusado de receber R$ 120 mil reais de Marcos Valério. Antes da apuração dos votos, deputados mostraram o “sim” pela cassação, num gesto interpretado que são contra o voto secreto. Às 21h, o deputado do PT-SP, Jorge Mentor escapa da cassação, 249 contra e 175 favor; faltavam 16 votos para que ele perdesse o mandato. A absolvição do Jorge Mentor, considerada como o 2º menor comparecimento do quorum, leva o presidente do congresso Aldo Rebelo (PC do B-SP) a cortar o ponto dos 81 parlamentares que não compareceram até que apresentem o atestado médico.
- Em 20 de abril, o advogado Roberto Texeira, o “compadre do Lula”, depõe na CPI dos Correios, negando todas as acusações, entre que mais pesa é a acusação de ter emprestado por quase 10 anos (8 anos de 1995-2002) à casa ao Lula. Ele admite a amizade ao Lula e por ser padrinho dos filhos do presidente, mas nega de ter usado a amizade do Lula para fazer tráfico de influência. Admite que o irmão, Dirceu Texeira se encontrou com o presidente da Sebrae, Paulo Okamoto.
- O ex-militante do PT, Tarso Vencelau de Tarso, depõe no Conselho de Ética aos deputados, sendo transmitido ao vivo pela TV Câmara, mas é suspenso por várias vezes com confusões, entre eles é a confusão de 2 deputados do PT e PFL, ambos de Pernambuco, com troca de acusação do deputado do PT contra outro PFL de se envolver “com a ditadura” militar que responde com ofensas ao deputado do PT. O presidente responde com “a seção do Conselho de Ética ser suspenso pó 5 minutos”; Outro deputado, falando sem saber que estar ao vivo diz “ainda bem que não tem televisão filmando”. Estava também unas das blindagens de defesa ao Márcio Thomas, é o Sigmaria Seixas (PT-DF).
- O líder do PFL na Câmara, Rodrigo Maia, entra com o recurso no Conselho de Ética contra o Ministro da Justiça, Macio Thomas Bastos, pelo fato de ter escolhido o advogado Jorge Matoso para o ex-ministro Palocci, que é amigo do Bastos.
- Membros do PSDB e PFL acusam o uso do depoimento do Ministro da Justiça, Macio Thomas Bastos, como político e que vão depor-lo no Senado, onde os oposicionistas são a maioria.
- A casa de luxo 25, o número da residência, que ficou conhecida em todo o país como “República do Ribeirão Preto” com denuncias do caseiro Francenildo da Costa, onde se reuniam Wadimir Poleto e Rogério Burati antes das denuncias contra o Ministro da Fazenda, Antônio Palocci em 2005, está para alugar para novo proprietário, com 14 mil reais por mês. A casa tem 4 salas, 4 cozinhas, 4 banheiros e 2 cozinhas.
- Os partidos PSDB e PFL entram um recurso no Tribunal Superior Eleitoral (TSE) contra o PT, por “propaganda presidencial antecipada” antes do dia 5 de maio. O motivo é o intervalo de TVs, mostram várias propagandas do PT no dia anterior, comparando melhor do que o governo anterior do PSDB, como defesa do Lula de propaganda inteiramente social, com o governo desgastado pela crise política desde maio do ano passado em denuncias do mensalão e a quebra ilegal do caseiro Francenildo.
- Segundo o jornal diário Folha de S.Paulo, baseado em relatos de petistas, ministros e parlamentares, diz que o ex-Ministro da Casa Civil e ex-deputado do PT-SP, José Dirceu ainda participa na vida política apesar de estar cassado até 2015. Ele já está trabalhando para promover eleição dos candidatos do PT à governador de estados e também promover a reeleição do Lula, conversou com  o ministro Tasso e Lula sobre eleições e teria dito a um deputado do PMDB falando a candidatura do ex-governador Orestes Quécia, que iria telefonar a ele, mas nem porta-vozes do PMDB e assessores de Quécia negam que o candidato ter recebido ligação de telefone de Dirceu.
- Em 24 de abril, denuncias do jornal O Globo e o Tribunal de Contas da União (TCU) após detectar irregularidade, mostra que os 5 deputados gastaram um total de 42 milhões de reais de combustíveis em 2005, em viagens no Brasil, entre os gastadores é o deputado Francisco Rodrigues (PFL-RR). Os gastadores citados são: 2 do PT (Professor Luizinho PT-SP, o petista que mais gastou) e outro é o PMDB. A maior surpresa é o envolvimento do deputado acusado de mensalão José Mentor, que apesar de tentar se aposentar para escapar da cassação, mas que gastou R$ 38.600 reais apesar de afastado.
- O deputado Jorge Bornhausen (PFL-SC), diz que o perdão do presidente Lula aos países da Ásia “é o mensalão asiático” para tentar ganhar votos no Conselho de Segurança da ONU.
- Em 25 de abril, o doleiro Richard Waterloo, após depor em troca de redução de pena, acusa o deputado recém-absolvido José Mentor de receber suborno pago por ele mesmo, para que seu nome seja isentado na CPI do Banestado, encerrada há 1 ano e meio, sem a redação final que envolve o doleiro e o Paulo Maluf. O doleiro afirma no depoimento à Polícia que recebeu em “espécie (reais) 300 mil sob intermédio de Flávio Maluf”, filho de Paulo Maluf, “para não ser incluído na redação final” e que “recebeu de Mentor por disquete, a cópia da redação final por antecipação, que não incluía o meu nome”, pois o Mentor era o redator da CPI. O documento do depoimento foi divulgado em exclusividade dela TV Globo. O delegado José Flávio Castelo Neto diz à TV Globo que teve resistência na época da investigação, dos membros que compõe na CPI do Banestado. Paulo Maluf e Flávio Maluf são acusados de terem contas fora do país sem declaração, lavragem de dinheiro, formação de quadrilha, desvio de recursos públicos e sonegação fiscal. Eles já foram presos por mais de 40 dias entre setembro e outubro de 2005, que na época de ser solto, Paulo Maluf afirmou que a prisão dele e o filho “são uma tentativa de desviar a atenção das maracutárias de Brasília”, citando a atual crise política.
- O presidente do Senado, Renan Calheiros (PMDB-AL), arquiva o pedido de CPI que investigue a família Lula e o presidente do Sebrae, Paulo Okamoto. O deputado Almeida Lima (PMDB-SE) tinha protocolado as assinaturas na semana passada. Ao contrário de outras CPIs, não houve confusão e os 32 deputados que assinaram, não deram o coro a favor. A única a se manifestar a senadora e candidata à presidência Heloísa Helena do PSOL-AL, que si diz “surpresa” pelo arquivamento e o “silêncio dos deputados”. O nome da CPI era “Apocalipse”.
- A Câmara estadual de Paraná rejeita o pedido de aposentadoria do deputado estadual José Janene (PP-PR), que estava afastado desde 17 de outubro de 2005, como forma de evitar a cassação. Ele é acusado de receber R$ 3 milhões de Marcos Valério. O suplente do Janene é o João Venedic (PDT-PR).
- É aprova pela maioria dos deputados, uma lei que restringe a interferência do Poder Judiciário no Poder Legislativo. A nova lei restringe a interferência da justiça na política, no caso de um réu recorrer contra a acusação. Isso foi usado pelo deputado cassado José Dirceu (PT-SP) na tentativa de salvar o mandato após renunciar no Ministério da Casa Civil diante das denuncias bombásticas de Jeffeson em 16 de junho de 2005; Duda Mendonça (principal responsável da propaganda de marketing na campanha eleitoral de Lula) e o Paulo Okamoto (presidente do Sebrae acusado de pagar dívida de Lula em dinheiro de origem desconhecida) para não responder às perguntas que poderiam se acusar.
- O ex-presidente da Câmara e atual deputado, Severino Calvacante (PP-PE), que renunciou o mandato diante do “Escândalo do Mensalinho” em outubro de 2005, afirma na rádio de notícias, ser contrário a decisão da Câmara que restringiu ontem para R$ 4.500 por mês os gastos de parlamentares de gasolina, depois da repercussão negativa de que eles gastaram R$ 42 milhões em 2005. Calvacante afirma que a restrição prejudicaria os deputados que viajam mais no estado ou em várias partes do Brasil.
- O presidente da Câmara, Aldo Rebelo, anuncia no plenário a “censura verbal” contra a deputada do PT-SP, Ângela Guadagni, que dançou após saber da absolvição do colega do mesmo partido, o ex-presidente da Câmara e atual deputado João Paulo Cunha (PT-SP): “a Câmara federal anuncia a censura verbal contra a deputada do PT, Ângela Guadagni. Também o afastamento dela em discursar no plenário da Câmara”.
- O presidente Lula se encontra por 3h com os presidentes da Argentina (Nestor Khishinguer) e da Venezuela (Hugo Chavéz) sobre a construção de um futuro gasoduto que começará ser construído em 2010, que ligaria os três países. O futuro gasoduto sai do sudeste da Venezuela, passa pelo Brasil (Roraima, Amazonas, Pará, Maranhão, Piauí, Bahia, Minas Gerais, Rio de Janeiro, São Paulo, Paraná, Santa Catarina, Rio Grande do Sul), indo até Buenos Aires (Argentina). Depois vai à noite ao lançamento de livro do senador Aloizio Mercadante (PT-SP), faz uma entrevista rara aos jornalistas; ela fala sobre o livro e a crise política, mas se irrita aos jornalistas para comentasse sobre o caso da quebra de sigilo do caseiro Francenildo dos Santos, dizendo que “conversa com milhares de pessoas e que nunca perguntaram sobre isso” e que “esse assunto é investigado pela CPI e a Polícia”.
- Em 27 de abril, o ex-ministro Palocci chega de manhã na Polícia Federal em um carro com vidros escuros, sendo acompanhado por outro carro, para não ser visto pela imprensa, mas sai da PF indiciado em mais 4 crimes, mas desta vez a Polícia indicia ex-ministro por crimes no 2º mandato de prefeito de São José do Rio Preto de 2001 até 2002: falsidade ideológica, peculato (uso do cargo para fins pessoal), formação de quadrilha e lavragem de dinheiro. Ele já foi indiciado por outros crimes no caso da quebra do sigilo do caseiro: quebra de sigilo funcional e bancário; prevaricação (por receber o extrato bancário do caseiro, que dá 3 anos) e denuncia caluniosa (por acusar o caseiro sem provas, que dá 8 anos) (dia 13/4). Ele já foi acusado de promover na famosa residência de luxo “casa 25” de Brasília, festas de lobistas e garotas de programas (prostitutas). O indiciamento só foi possível por que na época de acusação do ex-assessor Rogério Buratti que começou em agosto/2005, Palocci tinha foro privilegiado por ser ministro, com a renuncia perdeu esse privilégio e voltou ser cidadão comum. O advogado do Palocci, Batochio, diz à imprensa na rua, ser “uma heresia” as novas acusações do ex-ministro e que vai recorrer, que ele não assinou os contratos da empresa Leão&Leão e que acha que o indiciamento de mais crimes é “Absurdo com A maiúsculo” as acusações.
- Membros da polícia da seccional de São José do Rio Preto  dizem que o delegado que investiga ex-ministro Palocci, teria sido instado pela cúpula da polícia estadual a “não apertar muito” o ex-ministro. O delegado era Benedito Valentisi, uns dos investigadores mais agressivos na investigação de Palocci. Valentisi  se mantém em silêncio por vários dias e, surpreendentemente, envia as perguntas para que ex-ministro respondesse, em vez de ir a Brasília pessoalmente.
- Moracy Alves Filho depõe na CPI dos Bingos, para responder as falcatruas da prefeitura de S. J. do Rio Preto, em que Palocci fora prefeito (1997-2002) e sobre  Paulo Okamoto, presidente do Sebrae e amigo pessoal de Lula. Membros da CPI dos Bingos não descartam a possibilidade de quebrar o sigilo do Okamoto. No entanto depois de um mês, os trabalhos da CPI não avançam.
- No dia da posse da nova juíza, Ellen Gracie (em substituição ab Edson Vidigal, que disputava eleição no estado do Maranhão pelo PSB), aparecem, como convidados, desde os políticos (alguns adversários), inclusive o presidente Lula,   para acompanhar a posse da primeira mulher no Supremo Tribunal de Justiça (STJ). Ellen diz que “o papel da justiça é responder ao povo” e elogia as mulheres que conquistam direitos. O presidente do STJ reage às absolvições por motivos políticos e à defesa dos  acusados  pelo governo. O presidente da Ordem dos Advogados do Brasil (OAB), Henrique Bursarto, também aproveita a presença do Lula, não poupando críticas ao presidente: “Os cidadãos brasileiros se perguntam: perdemos a compostura?”. Horas depois, membros do PT reclamam os termos da fala do presidente do OAB.
- Em 28 de abril, o presidente Lula visita na inauguração a freira de exposição da Caixa Econômica Federal. O presidente dá mais uma entrevista à imprensa como faz nos últimos dias de ficar avesso às entrevistas há 3 anos, elogiando a freira e os jornalistas que compareceram e dá resposta em variados assuntos. Ao perguntar sobre o ex-ministro Palocci, diz que “o indiciamento ao Palocci não significa que ele seja culpado”. Sobre a candidatura, diz que só no dia 30 de junho “é que a convenção nacional do PT vai decidir”. Sobre a empresa aérea em crise Varig diz que “a empresa virou uma nacional, mas que a empresa é privada”. Sobre a polêmica retirada da empresa petrolífera brasileira EBX de Bolívia, ordenada pelo presidente boliviano Evo Morales, com acusações de que não respeita leis ambientais e nem a autorização no país, que é da empresa Petrobrás, diz que “não falou com o presidente Evo Morales, não falou com com o governo boliviano, não falou com os membros da EBX e não falou com a Petrobrás”, apesar de ser noticiário há vários dias. A freira de exposições fica na Zona Norte de São Paulo e que vai até o domingo dia 30/4. Horas depois na noite, Lula se encontra com os militantes do PT no 13º encontro para convenção eleitoral, entre os participantes estava o deputado cassado José Dirceu que foi aplaudido; o presidente Lula deu 75 minutos de discurso e encerra o discurso com ameaça aos todos os candidatos que vão enfrentar na eleição, apesar não se assumir candidato, “que venham contra mim que estou pronto e muito obrigado!” que é aplaudido; Dirceu é que está na campanha na reeleição do Lula.
- Membros da CPI dos Bingos, afirmam que a CPI não é mais a mesma ameaçava como alguns meses atrás, que a maior prova disso é o início da campanha eleitoral, a Copa do Mundo 2006 que começa no dia 9 de junho e os feriados que caem de segunda a sexta no dia do expediente da Câmara. A CPI dos Correios chegou a ser apelidada pelos governistas como “CPI do Fim do Mundo”, pois desafiava abertamente e que pode ter (segundo suspeitas) o fim melancórnio.
- O Ministro da Justiça, Márcio Thomas Bastos, é obrigado a depor na semana que vem diante das suspeitas do Ministério Público que ele seja suspeito de estar envolvido no caso da quebra ilegal do sigilo bancário do caseiro. Bastos se encontrou com Palocci no dia 23/3, dez dias antes ter o extrato do caseiro recebido por 2 funcionários da Caixa ao Palocci. A maior dúvida da investigação é como Bastos escolheu o advogado ao ex-ministro que é amigo do Ministro da Justiça.

### Maio
- Em 1 de maio, em cadeia nacional da TV de 9 minutos na noite, o presidente Lula, diz sobre o dia que é feriado no mundo inteiro, elogia os feitos dos trabalhadores em que pode comemorar ou não pela situação atual e também as ações do governo atual. Ele ressalta os feitos positivos do governo: aumento do salário mínimo acima da inflação, a menor inflação de 5% nos últimos anos, a alto-suficiência do petróleo anunciada no dia 21/4 e a economia positiva do país.
- A Câmara inicia na tarde, o processo de cassação do deputado Josias Gomes (PT-BA), pedida pelo Conselho de Ética. Horas antes da votação, os deputados carregaram o cartaz “Pelo fim do voto secreto”. Antes da votação, Josias Gomes se defende da acusação de ter recebido 100 mil reais de Marcos Valério, dizendo que o PT pediu que recebesse o dinheiro e que “não sou corrupto”, a defesa dele é o mesmo dos deputados do PT envolvidos no mensalão. Às 20h e 35min, o deputado Josias Gomes é absolvido da cassação: na recontagem dos votos, dos 443 deputados que compareceram 228 votaram a favor da cassação, 190 contra, 19 abstenções, 5 brancos e 1 nulo. Era preciso 257 votos pela perda de mandato. Ele é o 10º mensaleiro a escapar da cassação. Ao mesmo tempo, o Conselho de Ética rejeita por 8 a 5, a cassação de Vadão Gomes (PMDB-SP); o conselho estava com a maioria de deputados que pertencem a partidos acusados de mensalão. O único envolvido no mensalão, José Janene, ainda não foi julgado.
- Em 4 de maio, a absolvição do deputado Josias Gomes (PT-BA) e a rejeição do Conselho de Ética de aprovar a cassação de Vadão Gomes (PMDB-SP), além dividir as opiniões contrárias de deputados e opinião pública, provoca protestos entre que votaram a favor da cassação.
- Em 6 de maio, o “Globo Notícia” anuncia no fim de tarde que o jornal diário "O Globo" vai publicar amanhã uma nova denuncia do ex-secretário-geral do PT, Sílvio Pereira, que renunciou em 4 de junho de 2005, depois de ser acusado pelo então deputado Roberto Jefferson (PTB-RJ) de ser o “gerente do mensalão”. É a primeira vez que Pereira quebra o silêncio de quase 1 ano, dizendo a entrevista realizada há 2 dias pelo jornal, que o empresário Marcos Valério iria arrecadar do governo Lula “1 bilhão de reais” e diz que o mesmo esquema de corrupção ainda continua apesar do escândalo do mensalão. O jornal diz que depois da entrevista, se desequilibrou e quebrou objetos da própria residência.
- Em 7 de maio, o jornal diário “O Globo” publica o conteúdo total da entrevista com o ex-secretário-geral do PT, Sílvio Pereira, na qual o mesmo garante que Marcos Valério juntamente com dirigentes do PT pretendiam arrecadar R$ 1 bilhão em operações com bancos em liquidação e com passivos agrícolas. Sílvio Pereira renunciou a secretária em 4 de junho do ano passado, depois de ser acusado pelo então deputado Roberto Jefferson (PTB-RJ) de ser o “gerente do mensalão”. A entrevista do Sílvio Pereira, realizada há 3 dias pelo jornal, quebra o silêncio que durava há quase 1 ano, com uma nova entrevista-denúncia em dizia que o empresário Marcos Valério iria arrecadar do governo Lula “1 bilhão de reais”, citando 4 bancos poderiam lucrar, mas não deu certo e diz que o mesmo esquema de corrupção ainda continua apesar do escândalo do mensalão. Sílvio diz quem mandava no PT de fato era Lula, José Genoíno, José Dirceu e Aloízio Mercadante; que existia no governo “mais de 100 Marcos Valérios”; dizia que houve o chamado “mensalão”. O jornal diz que depois da entrevista, se desequilibrou e quebrou objetos da própria residência. Em coletiva de imprensa no interior de Minas Gerais de férias, o presidente Lula ainda não pode comentar “pois ainda não leu a reportagem”.
- A entrevista do ex-secretário-geral do PT, Sílvio Pereira, além de provocar polêmica, traz novas acusações e versões que até então o que se conhecia sobre o mensalão. Os candidatos nas eleições de 2006 reagem: Geraldo Alkmin (PSDB) diz que “o presidente diz que não sabe, não leu nos jornais, não viu na televisão, não tem o assessor. Isso é mentira!”, Eduardo Freire (PDT) diz que novas denuncias “são graves e trazem novas revelações e o presidente Lula teria que ir discursar à nação sobre a gravidade”, Heloísa Helena diz que as denuncias são graves “e é hora depor Sílvio Pereira e investigar o caso”; Antony Garotinho, em greve de fome na sede do PMDB do Rio de Janeiro há 7 dias, diz em nota, sobre a denuncia é grave “de um ex-membro do PT”.
- O senador Eduardo Suplicy, ao contrário de outros membros do PT que reagiram negativamente à entrevista do Sílvio Pereira, diz que vai protocolar a denuncia na CPI dos Bingos e o Ministério Público para investigar
- O Conselho Federal da OAB rejeita por 27 a 9 o perdido de impeachment contra o presidente Lula, mas aprova por 17 a 15 o indiciamento criminalmente Lula como notícia-crime.
- A entrevista polêmica do ex-secretário Sílvio Pereira, leva a imprensa e vários membros de partidos políticos já falam que a entrevista do ex-Secretário do PT ressurgiu o mensalão.
- Os líderes de oposição ao governo, Tasso Gereisaiti (PSDB-CE), Jorge Bonhaussen (PFL-SC) e Paulo Freire (PDT), se reúnem para se unissem para obrigar a depor o ex-secretário Silvio Pereira e ameaçam uma nova CPI contra o governo.
- A Polícia Federal intimida o ex-secretário do PT, Sílvio Pereira, depor na CPI dos Bingos, sob pena de ser preso para depor à força. Ele já foi chamado 2 vezes no ano passado, mas nunca compareceu.
- O Supremo Tribunal de Justiça (STJ) rejeita a acusação do Ministério Público de São Paulo que queria depor e processar o ex-deputado José Dirceu, suspeito de envolver a suposta corrupção da prefeitura de Santo André, do prefeito Celso Daniel morto a tiros em 2002. A decisão é uma vitória de Dirceu. O STJ rejeitou a acusação do MP-SP contra Dirceu, alegando que não há provas contra ex-deputado que naquela época era presidente regional do PT-SP. O MP-SP acusava o ex-deputado pelo suposto recurso de corrupção na prefeitura, sob base das acusações do irmão do prefeito assassinado. O advogado de José Dirceu, José Luiz Oliveira Lima, diz que não havia provas contra o cliente.
- O ex-secretário do PT, Sílvio Pereira, entra na tarde o recurso para não depor na CPI dos Bingos, alegando que tem problemas emocionais e mentais, mas no início da noite, o presidente do Supremo Tribunal de Justiça, juiz Marco Aurélio, nega o recurso do Sílvio Pereira.
- Às 19h e 20min, a imprensa flagra o ex-secretário do PT, Sílvio Pereira, chegando do Aeroporto Internacional de Brasília, o que contraria o advogado do ex-secretário que afirmava na tarde que ele estava na cidade de São Paulo.
- Em 10 de maio, depõe o ex-secretário do PT, Sílvio Pereira, por mais de 6 horas (manhã e tarde) na CPI dos Bingos. Sílvio Pereira, que apesar não ter um habeas-corpus, não assina o compromisso de dizer a verdade. Durante o depoimento, o ex-secretário irrita os senadores com algumas respostas não explicadas e diz que tudo que foi falado na reportagem “não se lembra ter dito”. Também fala sobre os aliados do PT, que agora são desafetos para ele com fortes críticas e acusações contra eles, mas isenta o presidente Lula das acusações.
- O deputado cassado José Dirceu (PT-SP) é vaiado e xingado fortemente por mais de 500 universitários em Belo Horizonte de “ladrão”, “corrupto”, “quero meu mensalão” citando o escândalo do mensalão. Dirceu estava na universidade para falar sobre a crise política, mas quando era perguntado nem conseguia terminar de falar, mas se negou falar sobre as declarações do ex-secretário do PT, Sílvio Pereira que deu no jornal “O Globo”.
- O ex-secretário-geral do PT, Sílvio Pereira, depõe às 8h e 30min da manhã na Polícia Federal em Brasília, ao delegado Flávio Luiz que investiga sobre o escândalo dos Correios que estourou há quase 1 ano. Por volta das 13h e 30min termina o depoimento, pois o ex-secretário vai ao depoimento no Ministério Público – MP. No fim de tarde, sai do MP, sem dar muitas declarações à imprensa, mas o advogado do ex-secretário, Iberê Bandeira de Mello diz que ele confirmou a triagem dos nomes tanto do PT e do governo, o empresário Marcos Valério.
- A Polícia Federal anuncia que vai iniciar a acareação entre o ex-deputado Carlos Rodrigues, conhecido como Bispo Rodrigues (que renunciou o cargo em outubro/2005 por envolvimento do mensalão), e outro empresário, ambos envolvidos no caso da máfia do escândalo das ambulâncias.
- O Supremo Tribunal Federal (STF) manda suspender por um tempo indeterminado o “Jornal da CUT”, que circula em São Paulo, por ter circulado no dia 1º de maio os ataques contra o ex-governador de São Paulo e atual candidato à presidência pelo PSDB, Geraldo Alckmin, os elogios e o apoio ao presidente Lula. A CUT distribuiu naquele dia panfletos na cidade e vendia jornais os ataques contra Alkmin e apoio ao Lula e no dia 9 de maio, foi multada pelo Tribunal Superior Eleitoral (TSE) por “propaganda política antecipada”, por considerar que começa no dia 6 de julho.
- Na madrugada, o ex-secretário do PT, Sílvio Pereira, depõe na Corregedoria da República. No fim do depoimento, Pereira negou ter feito lobby de assinatura dos nomes do governo federal e diz que apenas fazia parte do governo.
- A revista Veja, do dia 13 de maio, datada do dia 17 de maio, divulga que o ex-presidente do Oppotunity, Daniel Dantas, acusa políticos e outros até então eram isentos da crise política: o ex-ministro e deputado cassado José Dirceu, o Ministro da Justiça, Márcio Thomas Bastos e outros, uma surpresa: o presidente Lula, de terem contas no exterior. Dantas baseia de um documento de 2003 e 2004, para usarem contra ex-membros e os que estão no governo Lula, alegando perseguição deles. O presidente Lula, que se preparava para voltar para país, nega as acusações e acusa a revista e o jornalista que escreveu a matéria “de não serem jornalistas”.
- Em 14 de maio, o Ministro de Relações Institucionais, o deputado Tasso Genro (PT-SP) divulga a nota à imprensa que o Lula vai processar a revista Veja, por ter denunciado ontem que o presidente e os ex e atuais membros do governo que “terem contas secretas no exterior”. O presidente Lula já negou a acusação.
- Começa a investigações sobre as supostas contas de ex e atuais ministros e o presidente Lula, entre eles, José Dirceu, Luiz Gushikein, Márcio Thomas Bastos. A denuncia foi feita em 13 de maio pela revista Veja, dizendo que membros do governo Lula têm contas no exterior sem declaração; Lula negou a acusação dizendo que “é mentira” e que a revista e o repórter que fizeram e publicaram a matéria “não são jornalistas”.
- A Justiça derruba liminar que dava a favor ao ex-secretário do PT, Delúbio Soares, em que ele não comparecer na CPI dos Bingos. Por causa da decisão, o ex-secretário é obrigado a comparecer amanhã e responder todas as perguntas.
- Em 23 de maio, o ex-secretário do PT, Delúbio Soares, depõe pela 4ª vez por 4 horas, na CPI dos Bingos, negando as acusações já evidentes. Ele diz que o governo Lula não recebeu dos bingos dinheiro na campanha de 2002 e nem o governo ter recebido 50 milhões de reais com o presidente da Oppotunity (Daniel Dantas), o que irrita os oposicionistas, já que ele continuar em defender o PT e as acusações. “Nunca entrei em casa de bingo. Nem em quermesse eu jogava bingo”, diz ex-tesoureiro negando as acusações já evidentes. Debúbio não esclareceu o principalmente “se agiu sozinho com o publicitário Marcos Valério”. Apesar de algumas negações, admitiu que houvesse encontro com Carlos Rodenburg. No entanto, com a maioria de componentes da CPI seja de governistas, fez que impedisse hoje que fosse depor o presidente da Oppotunity, Daniel Dantas e o publicitário Marcos Valério. O próximo objetivo da CPI é depor Elza Burati, esposa de Roberto Burati, que é o responsável pelas denúncias contra dirigentes do diretório nacional do PT antes do estouro do mensalão em junho/2005 e contra o ex-Ministro da Fazenda, Antonio Palocci desde agosto/2005, que ambos levaram a queda de todos. Buratti era ex-assessor de Palocci na prefeitura do Ribeirão Preto (1993-1997 e 2000-2002).
- Em 29 de maio, o ex-presidente da Caixa Econômica Federal Jorge Mattoso volta assumir sozinho a responsabilidade pela violação do sigilo bancário do caseiro Francenildo Costa, ao ser depor em São Paulo ao delegado da Polícia Federal, Ricardo Carneiro Gomes, responsável pelo inquérito que apura a violação do sigilo do caseiro. Em novo depoimento para a PF, Mattoso disse que mandou seu ex-assessor Ricardo Schummann emitir o extrato da conta do caseiro. Num depoimento considerado "evasivo", Mattoso não atribuiu nem dividiu a responsabilidade por esse ato com o ex-ministro Antonio Palocci, suspeito de ser o mandante da quebra do sigilo. Mattoso foi indiciado pela PF por quebra de sigilo bancário e funcional. Ele repassou para o ex-ministro Antonio Palocci o extrato da movimentação bancária de Francenildo.[290]

### Junho
- Em viagem ao Manaus, Amazonas, Lula ataca fortemente e desafia a oposição: "Quero que eles coloquem CPI na televisão todo dia, toda hora. Que coloquem as torturas que fizeram com muita gente lá", afirmou Lula, ao querer que mostrema TV as sessões das CPIs (Comissões Parlamentares de Inquérito) criadas para investigar o "mensalão", entre outras denúncias contra o Planalto.[291]  O candidato do PSDB à Presidência, Geraldo Alckmin, diz que "O presidente Lula fez uma bravata, desafiou a oposição a divulgar as imagens das CPIs do mensalão na televisão. Cometeu um cinismo imperdoável e mostra que não aprendeu com a crise".[292]  A declaração do Lula repercute negativamente, entre governistas e oposição.[291]
- Em 2 de junho, o governador de Minas Gerais, Aécio Neves (PSDB), diz que o Lula parece estar "com os pés um pouco fora do chão", em um comentários às declarações dele, que pediu para a oposição passar "todo dia" as imagens das CPIs que investigam o escândalo do "mensalão". "Ele não deve, em razão das pesquisas eleitorais que a ele são favoráveis agora, tripudiar sobre a sociedade. Ele pode, na verdade, ter um retorno do qual não gostaria", afirmou ele.[293] O senador Heráclito Fortes (PFL-PI) diz que oposição vai usar no horário eleitoral as imagens de televisão das CPIs que investigaram o escândalo do "mensalão". A declaração de Fortes é mais uma reação de parlamentares à declaração de Lula, que pediu ontem para as imagens fossem mostradas "todo dia" para que a população assista "as torturas que eles fizeram com muita gente lá".[294]
- O presidente da OAB (Ordem dos Advogados do Brasil), Roberto Busato, disse que a entidade vai entregar na segunda-feira pela manhã o pedido de notícia-crime ao Ministério Público contra o presidente Lula, para que o órgão aprofunde as investigações sobre o suposto envolvimento do presidente no escândalo do mensalão. O pedido já está pronto, mas ainda deve ser analisado por Busato, que retorna do Paraná.[295]
- Em 6 de junho, 1 ano do aniversário do "mensalão", denunciado pelo deputado cassado Roberto Jefferson (PTB-RJ) em entrevista à Folha de S.Paulo, o ex-deputado está em campanha para eleger a filha Cristiane Brasil, que é vereadora no Rio de Janeiro, sua sucessora na Câmara dos Deputados.[296]

### Julho
- O PT escolhe como secretário do partido, José de Filipi Jr., ex-prefeito por 10 anos de São Caetano, no lugar de Delúbio Soares, que foi expulso do partido depois do escândalo de valerioduto, cargo que estava vago há um ano. Mal assume o cargo, ele é envolvido em problemas das contas da prefeitura e a dívida de 200 mil reais paga do próprio bolso e dos amigos sem declarar a dívida.
- O presidente Lula nomeia de tarde, o presidente e as três vices-diretorias da estatal de Correios, todos nomeados pela ala governista do PMDB, o mesmo local onde começou a pior crise política do governo Lula, que dura até hoje. A nomeação substitui os interinos que assumiram após a antiga diretoria caíram depois que foi divulgado o vídeo em que aparece o então Chefe do Departamento de Contratação dos Correios, Maurício Marinho, denunciado pela revista e o site Veja no dia 14 de maio do ano passado, subornando 3 mil reais aos dois supostos advogados que filmaram numa câmera escondida na mala. No dia 7 de junho, toda a diretoria de Correios e do IRB (Instituto de Reserguros do Brasil) foram afastados. A denúncia da Veja foi que começou a crise política, instensificada a partir das denúncias de Roberto Jefferson ao jornal Folha de S.Paulo em 6 de junho sobre o mensalão. Marinho foi afastado horas depois dessa denúncia e demitido formalmente no dia 9 de setembro. A nomeação dos diretores de Correios, provoca fortes críticas de toda a oposição do governo Lula. Para o presidente nacional do PMDB, Athur Virgílio, afirmou: “Isso não é governabilidade, isso é baganha!”. Mas para a Ministra da Casa Civil, Dilma Rouself, afirma que as críticas da oposição “são em época eleitoral”. Correios tem o faturamento anual de 9 bilhões de reais e gasta 900 mil para publicidade.

## 2007

### Fevereiro
- Surge nesse mês, um polêmico projeto de lei de autoria do ex-deputado Ernandes Amorim (PTB-RO), partido do réu Roberto Jefferson. O PL 2589, de iniciativa popular (coleta de assinatura de 1 milhão de eleitores brasileiros de todo o Brasil), pedia a anistia aos políticos mensaleiros já cassados. Os principais atores são políticos ligados ao ex-ministro e deputado cassado, José Dirceu. A tentativa desse projeto tem péssima repecussão pela imprensa e a opinião pública e é descartado.[297]

### Agosto
- 16 a 20 de agosto- O Supremo Tribunal Federal aceita a denúncia de todos os 40 acusados do mensalão.

### Outubro
- 12 de outubro - O deputado José Eduardo Cardozo (PT-SP), um dos candidatos à presidência do PT, na eleição de dezembro, ameaça retornar o discurso do mensalão no PT e os acusados no escândalo.[298]

### Novembro
- 6 de novembro - O governador da Bahia, Jaques Wagner, declara apoio em São Paulo, ao deputado José Eduardo Cardozo (PT-SP), candidato de oposição ao atual comando do Partido dos Trabalhadores, nas eleições internas para a presidência nacional do partido, no dia 2 de dezembro.[299]
- 7 de novembro - Com 6 votos contrários e 4 favoráveis, os ministros do STF (Supremo Tribunal Federal) rejeitaram o pedido de habeas corpus ajuizado pela defesa do deputado federal José Genoino (PT-SP) contra uma decisão da 4ª Vara Federal Criminal de Belo Horizonte. A defesa de Genoino reclamava que a Vara aceitou a denúncia contra ele no dia 18 de dezembro de 2006, um dia antes dele ser diplomado como deputado federal.[300]
- 9 de novembro - O STF publica no "Diário da Justiça" da União, o acórdão do julgamento da denúncia do caso mensalão (esquema de pagamento de mesada a parlamentares da base aliada em troca de apoio político).[301]
- 12 de novembro - O STF converte inquérito dos 40 acusados do mensalão, por determinação do ministro relator Joaquim Barbosa, em ação penal. Os réus serão interrogados por envolvimento com o suposto esquema de caixa dois de campanha do PT.[302]
- 14 de novembro - O ministro do STF, Joaquim Barbosa autoriza juízes federais de oito estados e do Distrito Federal a interrogar e receber a defesa prévia dos 40 réus do processo do mensalão e fixa 60 dias para réus do caso serem ouvidos cumprimento dessa etapa da ação penal.[303]
- 21 de novembro - O procurador-geral da república, Antônio Fernando de Souza, afirma pela imprensa que vai denunciar os 15 acusados no caso do "Mensalão Mineiro" de 1998.
- Os advogados do ministro de Relações Institucionais, Walfrido dos Mares Guia, recebem a informação de que ele deve realmente ser denunciado, juntamente com o ex-governador mineiro Eduardo Azeredo, o publicitário Marcos Valério e Cláudio Mourão, que participou da campanha pela reeleição do tucano em Minas.[304]
- 22 de novembro - O ministro de Relações Institucionais, Walfrido dos Mares Guia, afirma pela manhã que vai sair do cargo, para se defender das acusações de envolvimento com o suposto "mensalão tucano", caso seja denunciado.[305]
- O procurador-geral da república denuncia ao STJ, o documento com 89 páginas,[306] os 15 acusados no caso do Mensalão Mineiro, entre eles Mares Guia, o senador Eduardo Azeredo (PSDB-MG) e o empresário Marcos Valério.[307][308][309][310][311]
- A assessoria do próprio Ministério das Relações Institucionais, afirma que Mares Guia, vai apresentar ainda sua carta de renúncia ao presidente Lula.[312] A saída é confirmada oficialmente pelo ministro da Fazenda, Guido Mantega e que afirma ser uma perda para o governo federal.[313]
- O governo confirma oficialmente o nome do substituto de Mares Guia, o deputado José Múcio Monteiro (PTB-PE), atual líder do governo na Câmara, já especulado há quase uma semana.[314] Múcio assume o cargo horas depois, dizendo que não haverá transmissão de cargo.[315][316]
- Mares Guia entrega a carta de demissão do ministério, onde diz indignado ser denunciado pelo procurador e que a "acusação é injusta e improcedente", que vai se defender.[317][318]
- Horas depois da saída de Mares Guia e a confirmação de José Murcio, o PTB anuncia que deixa o bloco governista no Senado e libera os seis senadores votarem que quiser na CPMF.[319]
- O procurador-geral Antônio Souza diz que há diferenças entre os esquemas do PT e do PSDB: "Os fatos não são exatamente iguais. O procedimento que se adotou para fazer o desvio de dinheiro é o mesmo, mas os objetivos são diferentes", "Não vou fazer comparação entre situações, elas não são absolutamente iguais", "Os desvios de dinheiro estão claros, mas em Minas o desvio só foi feito com recursos públicos." Ao ser questionado se não ficou constrangido com o fato de Walfrido estar demissionário por causa da denúncia, Souza disse que isso não era problema dele: "O problema não é meu. Eu faço denúncia em cima de fatos que ocorreram no passado e as conseqüências são de interesse de cada um".[320]
- O presidente nacional do PTB e deputado cassado, Roberto Jefferson (RJ), afirma que Mares Guia mereceu ser denunciado pelo mensalão.[321]
- O presidente Lula diz que tem "integral confiança" ao Mares Guia, mas sente prezar pela saída.[322][323]
- Advogados de Marcos Valério diz que ele não tem nenhuma relação com PT e PSDB.[324]
- 23 de novembro - Os jornais estrangeiros noticiam a denúncia do procurador que derrubou mais um ministro do presidente Lula.[325]
- Segundo o jornal Folha de S.Paulo, afirma que o novo ministro das Relações Institucionais, José Múcio (PTB-PE), é citado na denúncia do mensalão entregue ao STF como um dos articuladores do acordo fechado entre as cúpulas do PT e PTB que previa o pagamento de R$ 20 milhões dos petistas aos petebistas.[326]
- O deputado reeleito, Pedro Henry, acusado nos escândalos do Mensalão e Sanguessugas, tem o mandato cassado por compra de votos, enquanto fazia campanha em Cuiabá-MT pela reeleição em 2006.[327]
- 25 de novembro - O jornal Folha de S.Paulo revela que o ex-ministro de Relações Institucionais, Walfrido dos Mares Guia e Duda Mendonça acertaram desde o começo que o publicitário receberia do caixa dois a maior parte do pagamento pelos serviços prestados à campanha de 1998 do candidato derrotado à reeleição ao governo de Minas Gerais, Eduardo Azeredo (PSDB).[328]
- 26 de novembro - O procurador-geral da República, Antonio Fernando Souza, pede ao STF, a suspensão do processo contra o ex-secretário-geral do PT, Silvio Pereira, que responde a ação penal do mensalão por formação de quadrilha, cuja pena é de um a três anos.[329]
- O governador de Minas Gerais, Aécio Neves (PSDB), declara que a investigação sobre o valerioduto tucano está "longe de afetar" o seu governo, depois que a Procuradoria-Geral da República pediu investigação sobre o secretário de Governo de MG, Danilo de Castro, e apresentou denúncia contra Eduardo Guedes, ex-subsecretário de Comunicação na primeira gestão de Aécio.[330]
- O ex-ministro das Relações Institucionais do governo Lula, Walfrido dos Mares Guia (PTB), passa o resto do dia na residência em Belo Horizonte, cuidando da defesa que apresentará ao STF.[331]
- 27 de novembro - Segundo o jornal Folha de S.Paulo, uma ex-funcionária do gabinete do deputado estadual do PSDB, Mauri Torres, líder do governo Aécio Neves (PSDs) na Assembleia de Minas Gerais, foi beneficiária de recursos do valerioduto tucano em 1998.[332]
- O interrogatório de Pedro Corrêa, que teve mandato cassado no escândalo do mensalão, é cancelado em Recife, Pernambuco.[333]
- Candidatos de esquerda do PT divergem sobre frente contra Berzoini.[334]
- O ministro das Relações Institucionais, José Múcio Monteiro, critica o pré-julgamento que a sociedade faz dos políticos e cobrou da imprensa que separe os bons dos maus políticos.[335]
- 28 de novembro - Em entrevista ao jornal Folha de S.Paulo, o juiz federal, Jorge Gustavo Serra de Macedo Costa, responsável pela fase inicial do inquérito do mensalão, em Minas Gerais, admite a possibilidade de que denunciados no valerioduto tucano sejam beneficiados com a prescrição, graças ao foro privilegiado e à "falta de vocação" do STF (Supremo Tribunal Federal) para julgar processos criminais que caberiam a juízes de primeira instância.[336]
- 29 de novembro - Em entrevista ao jornal Folha de S.Paulo, o presidente nacional do PT, Ricardo Berzoini, ao ser perguntado sobre mensalão, ele se esquiva e ao Caso Dossiê, que levou a se afastar, diz que é "página virada".[337]
- 30 de novembro - O advogado do presidente nacional e deputado cassado pelo PTB, Roberto Jefferson, Luiz Francisco Corrêa Barbosa, entra em recurso no Supremo Tribunal Federal, no qual diz que houve omissão do STF quanto à "co-participação" do presidente Lula no mensalão.[338]

### Dezembro
- 2 de dezembro - O Partido dos Trabalhadores (PT) realiza o 1.º turno das eleições internas do partido, a primeira desde o mensalão. Sete candidatos disputam a presidência do partido: Ricardo Berzoini, Valter Pomar, Jilmar Tatto, José Eduardo Cardozo, Markus Sokol, Gilney Viana e José Carlos Miranda.[339][340][341]
- 3 de dezembro - Surgiram as primeiras dificuldades para o STF (Supremo Tribunal Federal) conduzir os interrogatórios dos 40 réus do mensalão.[342]
- Na noite, o PT revela os votos pela eleição interna do partido, em que mostra que a disputa vai para 2º turno.[343] A disputa fica entre Ricardo Berzoini e Jilmar Tatto.[344]
- 4 de dezembro - Em pesquisa realizada pela Datafolha, publicada pelo jornal Folha de S.Paulo, sobre a avaliação que o brasileiro faz do Congresso Nacional piorou e 45% dos brasileiros acham que ele é ruim ou péssimo. A taxa de reprovação ao Congresso ficou próxima ao recorde atingido em agosto de 2005, no auge do escândalo do mensalão, quando 48% consideravam o desempenho ruim ou péssimo.[345]
- 5 de dezembro - Ricardo Berzoini nega rumores de que teria se encontrado Jilmar Tatto para propor negociação com os adversários dentro do PT. O partido rejeita "debate ético" nos escândalos do Mensalão e Dossiê que atingiram o PT nacional.[346]
- 6 de dezembro - Em entrevista publicada pelo jornal português "Diário de Notícias", o ex-ministro e deputado cassado José Dirceu afirma que um terceiro mandato para o presidente Lula seria um erro político gravíssimo. Volta a insistir que mensalão nunca existiu e foi uma maneira de atingir o presidente Lula e o Partido dos Trabalhadores, contando que até agora foi inocentado de tudo no Supremo Tribunal Federal. Segundo ele, o que existiu foi financiamento ilegal das campanhas e caixa dois. Voltou a atacar a oposição e os conservadores que teve contato quando era ministro.
- José Dirceu está em Portugal a caminho de Angola, onde está com trabalhos de consultoria para empresas brasileiras nas áreas de infra-estrutura, energia e turismo, as quais se recusou revelar ao jornal, dizendo que "na primeira vez em que dei o nome, fizeram uma campanha para a empresa romper o contrato comigo e eu perdi o contrato".
- Em uma sabatina ao jornal Folha de S.Paulo, o ex-presidente Fernando Henrique Cardoso defende a investigação do senador Eduardo Azeredo (PSDB-MG) pelo STF (Supremo Tribunal Federal) no caso do "mensalão tucano".[347]
- O STF mantém a decisão do ministro Joaquim Barbosa que autorizou juízes federais a interrogar os 40 réus do ação penal do mensalão. Com a decisão, os ministros indeferiram pedidos de nove réus que queriam prestar depoimento para Barbosa, que é o relator do processo.[348]
- 7 de dezembro - O ministro do TSE (Tribunal Superior Eleitoral), Cezar Peluso, concede uma liminar para a defesa do deputado federal Pedro Henry (PP-MT), suspendendo a decisão do TRE-MT (Tribunal Regional Eleitoral) de Mato Grosso que decidiu no dia 23/11 cassar o mandato de Henry pela suposta compra de votos nas eleições de 2006.[349]
- 10 de dezembro - Segundo o jornal Folha de S.Paulo, Marcos Valério tenta obter no STJ (Superior Tribunal de Justiça) a extinção de punibilidade por condenação que sofreu, em 9 de julho de 2003, por crime de sonegação de contribuições previdenciárias.[350]
- 13 de dezembro - O procurador da República no Distrito Federal, Pedro Antonio de Oliveira Machado, propôs ação civil pública contra a ECT (Empresa Brasileira de Correios e Telégrafos) e a União, para impedir a prorrogação da delegação, sem licitação, de serviços postais a particulares.[351][352]
- 14 de dezembro - Em Recife, a Justiça Federal de Pernambuco começa a depor na tarde, o deputado federal cassado e ex-presidente do PP, Pedro Corrêa (PP-PE), acusado de envolvimento com o escândalo do mensalão.[353] Após término do depoimento, Corrêa negou a existência do mensalão. Reconheceu, porém, que o PT repassou R$ 700 mil ao seu partido. Esse valor, afirmou, foi uma "ajuda" para o pagamento de honorários advocatícios de Paulo Goyas, que defendia o ex-deputado Ronivon Santiago (PP-AC) em 36 processos no Tribunal Regional Eleitoral do Acre. "Nunca vendemos votos ao governo Lula."[354]
- 17 de dezembro - A Justiça Federal em Brasília começa a ouvir na manhã, os depoimentos dos deputados João Paulo Cunha (PT-SP) e José Genoino (PT-SP), acusados de envolvimento com o escândalo do mensalão que foram reeleitos.[355]
- No depoimento, Paulo Cunha negou envolvimento com o escândalo do mensalão, ele prestou depoimento à juíza Maria de Fátima Costa, da 10ª Vara Federal Criminal do Distrito Federal. "Estamos restabelecendo o início da verdade e da Justiça", disse o deputado na saída do depoimento.[356]
- Antes de depor, Genoino declara à imprensa: "Eu quero afirmar minha confiança na Justiça e na verdade. Nunca passei dinheiro para ninguém. Não recebi nada, meu patrimônio econômico é o mesmo há 24 anos", afirmou ao chegar na 10ª Vara Federal do Distrito Federal, onde prestará depoimento à juíza Maria de Fátima Costa.[357] Após o depoimento, negou o envolvimento com o mensalão e que teria denunciado irregularidades em 2003.[358]

## 2010

### Fevereiro
- Em 22 de fevereiro, Dirceu tem mais uma derrota na Justiça: um mandado de segurança do então ex-ministro e deputado José Dirceu de 2005, quando tentava salvar seu mandato de deputado federal, foi arquivado pelo ministro do Supremo Tribunal Federal (STF) José Antonio Dias Toffoli, sob alegação que não é mais preciso julgar o mérito da ação já que ela perdeu o objeto, pois o mandato dele terminou em 2007. Em 2005, o relator Sepúlveda Pertence (hoje aposentado) levou o pedido de liminar ao plenário do Supremo. Em 26 de março de 2006, a maioria dos ministros foi contra o pedido de Dirceu, já que foi cassado em 1.º de dezembro de 2005.[359]
- Em 23 de fevereiro, reportagem publicada pelo jornal Folha de S.Paulo (assinada por Marcio Aith e Julio Wiziack) e na Folha Online, revela que ex-ministro e deputado cassado José Dirceu recebeu, entre 2007 a 2009, R$ 620 mil do empresário Nelson dos Santos, dono da Star Overseas, sediada nas Ilhas Virgens Britânicas (considerada paraíso fiscal). Nelson dos Santos é dono da Eletronet (privatizada em 1999 e falida em 2003), que comprou 49% de participação da empresa pelo valor simbólico de R$ 1 e a empresa falida era dona de 16.000 km de cabos de fibra óptica ligando 18 dos 26 Estados, o que não cobria suas dívidas, estimadas em R$ 800 milhões. A União é sócia com 49% de participação, e o restante (51%) está nas mãos da canadense Contem Canada e do empresário Nelson dos Santos, dono da Star Overseas, que contratou José Dirceu. Após Santos contratar Dirceu, o governo decidiu usar as fibras ópticas da Eletronet para reativar a Telebrás e arcar sozinho com a caução judicial necessária para resgatar a rede, hoje em poder dos credores. Estima-se que o negócio renda ao empresário R$ 200 milhões. Star Overseas é o principal grupo empresarial que será beneficiado caso a Telebrás seja reativada, como prometeu o presidente Lula nas últimas semanas. Na prática, o Governo Federal quer reativar a Telebrás, mas como uns dos beneficiados é antigo integrante do governo Lula, configuraria crime de tráfico de influência.[360]
- José Dirceu,[361] nega as acusações do jornal. Dirceu afirma que apenas prestou consultoria e classificou a notícia de "descabida e irresponsável" pelo jornal.[362]
- O líder do DEM na Câmara, deputado Paulo Bornhausen (SC), diz que vai sugerir a criação da Comissão Parlamentar de Inquérito (CPI) para investigar denúncia: "São os interesses do José Dirceu que, desde que foi cassado e denunciado por formação de quadrilha, só faz lobby em negócios escusos". Na opinião do líder, a Câmara deve investigar a reativação da Telebrás uma vez que a operação pode trazer danos aos contribuintes.[363]
- O coordenador de inclusão digital da Presidência da República, Cezar Alvarez, afirmou que o governo irá fechar o Plano Nacional de Banda Larga (PNBL) até abril e que a reativação da Telebrás ainda não está decidida. Alvarez afirmou que a discussão sobre a ressurreição da Telebrás vem desde 2004, de forma transparente, o que evitou informações privilegiadas. "Não é segredo nenhum que o governo quer usar suas redes" e ao falar sobre a denúncia de Dirceu diz não ter lido a matéria, mas que a denúncia não vai afetar os planos do governo. "O plano de banda larga não se afastará 1 centímetro de suas diretrizes".[364]
- As ações da Telebrás, que dispararam na sessão de 22 de fevereiro, caem em quase 10%, devido a denúncia do jornal.[365][366][367]
- O secretário de Logística e Tecnologia da Informação do Ministério do Planejamento, Rogério Santanna dos Santos, afirmou que a possível reativação da Telebrás, e o consequente uso da estrutura de fibras ópticas do sistema Eletrobrás, não deverá beneficiar nenhum grupo privado. "Credores, grupos privados interessados, nenhum deles será beneficiado por isso".[368]
- Em 24 de fevereiro, reportagem publicada pelo jornal Folha de S.Paulo, assinada por Marcio Aith e Julio Wiziack (os mesmos que escreveram no dia anterior da matéria que revelou que Dirceu seria uns dos beneficiados na reativação da Telebras, através os cabos da Eletronet) e na Folha Online, revela que operadora telefônica Oi negocia a compra da dívida da Eletronet com seus credores por cerca de R$ 140 milhões, quase 20% do valor total, estimado em R$ 800 milhões. O objetivo é retirá-la da falência e, como contrapartida, explorar comercialmente a rede da companhia. Caso seja concretizado, será outro negócio controverso da Oi envolvendo o governo federal.[83]
- O presidente nacional da Ordem dos Advogados do Brasil (OAB), Ophir Cavalcante, diz que o governo Lula deve uma explicação à sociedade sobre a denúncia de Dirceu se beneficiou com a possibilidade de reativação da Telebrás: "O governo Lula não pode ficar com essa pecha, essa acusação de tráfico de influência de um seu ex-ministro, e precisa dar uma explicação à sociedade brasileira neste momento. A Ordem vê com preocupação as denúncias feitas contra José Dirceu, que está afastado deste governo mas que tem uma ligação com o mesmo e com o Partido dos Trabalhadores, do qual continua sendo uma grande liderança, como é fato público e notório, inclusive noticiado durante recente encontro nacional do PT." e perguntado sobre a possibilidade de instalação de uma CPI, como quer o DEM, diz não ser necessário: "Qualquer CPI precisa ter objeto certo, determinado; por isso, numa primeira avaliação, creio que não seria necessário.", concluiu.[369]
- Em 25 de fevereiro, reportagem publicada pelo jornal Folha de S.Paulo, assinada por Marcio Aith e Julio Wiziack (os mesmos que escreveram o caso Telebras e a Eletronet) e na Folha Online, revela que a operadora telefônica fixa e móvel Oi negocia a compra da dívida da Eletronet com seus credores por cerca de R$ 140 milhões, quase 20% do valor total, estimado em R$ 800 milhões. O objetivo é retirá-la da falência e, como contrapartida, explorar comercialmente a rede da companhia. Caso seja concretizado, será outro negócio controverso da Oi envolvendo o governo federal.[83] Na mesma matéria do jornal, o empresário Nelson dos Santos, sócio de 25% da Eletronet, declara ao jornal que tem o direito a receber um valor que pode passar de R$ 200 milhões independentemente de a companhia ser ou não incorporada à Telebrás, estatal de telecomunicações que deverá ser reativada com o PNBL (Plano Nacional de Banda Larga), o que contraria as afirmações do governo federal, de que o empresário não tem nenhum direito de pedir dinheiro da companhia.[370]
- Em 26 de fevereiro, reportagem publicada pelo jornal Folha de S.Paulo, assinada por Valdo Cruz e na Folha Online, revela que a ministra da Casa Civil e recém-indicada candidata à presidência pelo PT, Dilma Rousseff, aconselhou representantes da Oi, em novembro de 2009, que não insistissem na compra da Eletronet. A Oi, conforme relato ouvido pelo jornal, decidiu pedir a conversa com a ministra porque estava interessada em comprar a Eletronet e queria saber se o governo poderia optar por outro caminho que não o judicial (a União movia ação contra a empresa) para destravar o PNBL (Plano Nacional de Banda Larga). Na conversa com os representantes da Oi, Dilma "deixou claro" que o governo não iria desistir da ação judicial. Segundo o jornal que apurou, "a ministra chegou a dizer que, se a empresa realmente quisesse levar o negócio adiante, acabaria comprando um mico porque estava certa de que a União ganharia a ação e retomaria a rede".[371]
- Leonardo Prudente renuncia o cargo de deputado distrital no Distrito Federal, por conta do escândalo similar ao governo Lula e na nota da renúncia, cita a declaração de José Dirceu: "Embora o ex-ministro José Dirceu tenha afirmado em recente entrevista: "Mensalão não é corrupção e sim financiamento de campanha com caixa 2", discordo. Mensalão, atividade da qual nunca tomei parte, é corrupção, sim, e financiar campanha com caixa 2 é ilegal.".[372]

## 2011

### Dezembro
Neilton Mulim (PR), um aliado do réu Valdemar da Costa Neto (PR), requereu o desarquivamento do PL 2589, projeto de lei que pedia a de anistia aos políticos mensaleiros cassados. A proposta chegou à Comissão de Constituição e Justiça, onde aguarda relator. Em meio ao julgamento do mensalão, nenhum deputado quis assumir a relatoria.

## 2012

### Agosto
Na época candidata a reeleição como vereadora em São José dos Campos, ex-deputada Ângela Guadagnin (PT), conhecida pela chamada "dança da pizza", que se tornou um simbolo do mensalão, declarou ao jornal O Globo que sentiu-se "arrependida" de ter feito a dança, declarou-se como uma pessoa muito espontânea, culpou a mídia pela cobertura negativa na época e disse que o mensalão nunca existiu.

## 2013

### Abril
Em 22 de abril, o Supremo Tribunal Federal publicou a íntegra do acórdão do julgamento do mensalão. O texto esclarece a função do ex-ministro José Dirceu organizador do esquema, afirma que o empresário marcos Valério comandava empresas de publicidade que funcionavam como uma central de distribuição de dinheiro a parlamentares, para votassem a favor de interesses do governo na Câmara.

### Setembro

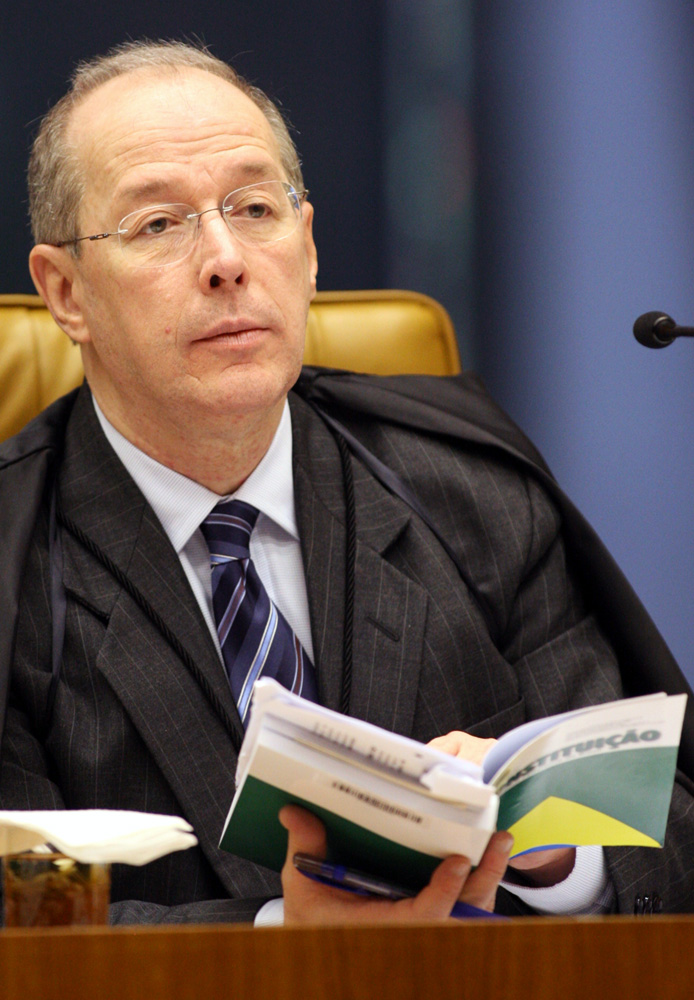
Ministro Celso de Mello

O STJ se reuniu em 12 de setembro de 2013 para votar recurso da defesa dos réus, com base no artigo 530 da lei número 5.869 do Código de Processo Civil (lei dos Embargos Infringentes) que, se aprovado, levaria a um novo julgamento. A seção terminou em empate, com o voto contrário do ministro Marco Aurélio de Mello. Uma nova seção foi marcada para 18 de setembro de 2013, quando o ministro Celso de Mello, decano da Corte, iria proferir seu voto, decidindo sobre a legitimidade ou não do recurso.
Na seção de 18 de setembro, após um discurso de pouco mais de duas horas, Celso de Mello votou favoravelmente à aplicação do recurso, o que levou a um resultado de 6 votos a favor e 5 contra. Com isso, 12 dos 25 réus obtiveram o direito a um novo julgamento, entre eles José Dirceu, José Genoino, Delúbio Soares e Marcos Valério.

### Novembro
Em 15 de novembro, o STF expediu os doze mandatos de prisão, mesmo antes do novo julgamento, contrariando as expectativas de que as prisões seriam em 2014, ano eleitoral. Onze condenados foram presos, já que o ex-diretor do Banco do Brasil, Henrique Pizzolato estava foragido na Itália.

## 2014

### Fevereiro
No dia 5 de fevereiro, Pizzolato foi preso pela polícia italiana por porte de documento falso, crime pelo qual a justiça italiana propôs uma ação judicial local e julgamento pela corte daquele país, fato que poderia causar uma reviravolta no processo brasileiro, que era o objetivo dos mensaleiros.
No dia 26 de fevereiro, o governo brasileiro enviou à embaixada do Brasil na Itália, um pedido de extradição de Pizzolato, justificando que a sua condenação no processo do mensalão já havia transitado em julgado, em decisão do STF.
Em 3 de março, a embaixada brasileira entregou formalmente ao Ministério das Relações Exteriores da Itália, o pedido de extradição, juntamente com um dossiê do processo.
Em 20 de fevereiro teve início o novo julgamento dos embargos infringentes por formação de quadrilha a lavagem de dinheiro, que havia sido decidido na seção do STF de 18 de setembro. O julgamento, no entanto, foi transferido para 27 de fevereiro.

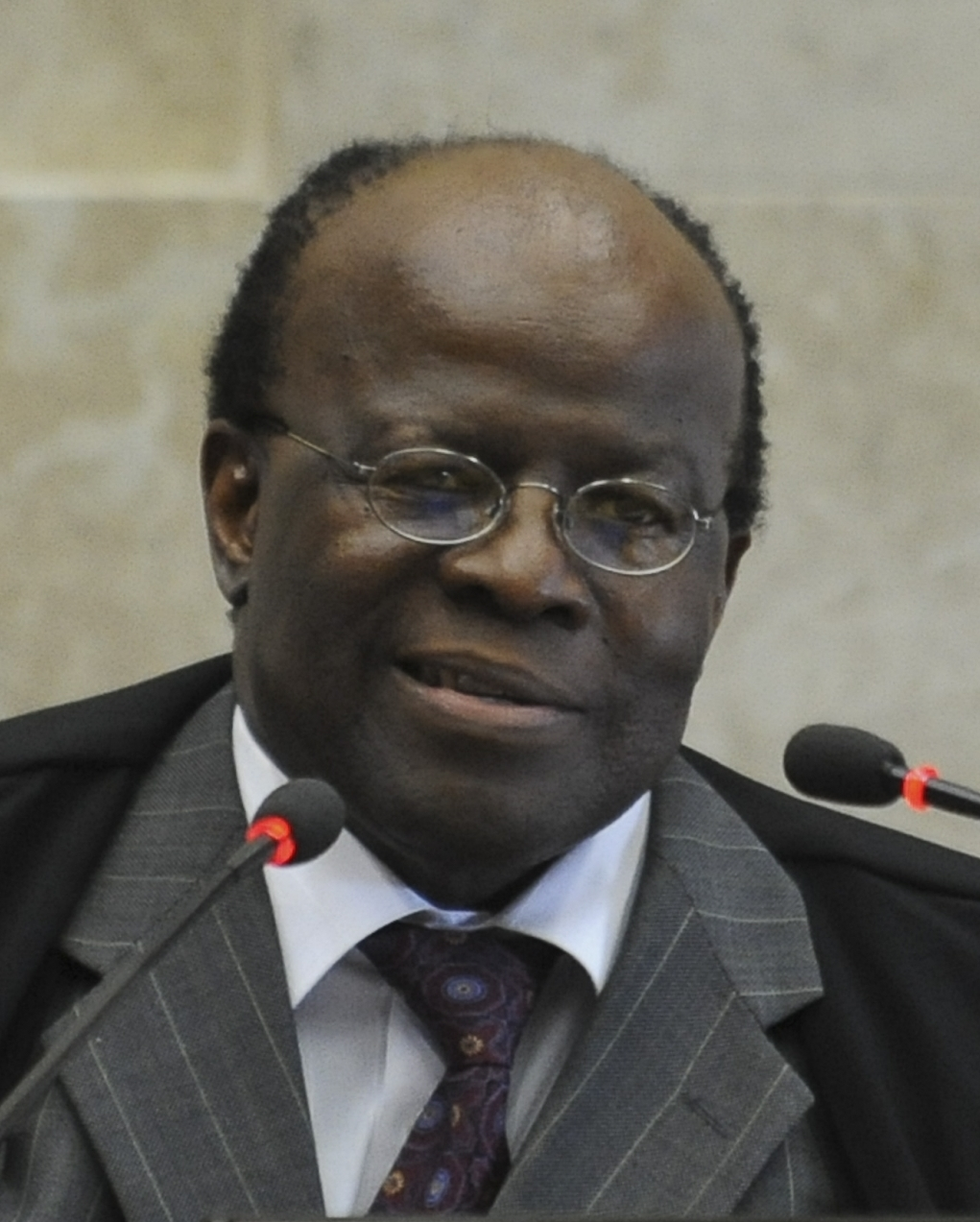
Ministro Joaquim Barbosa

Na seção do dia 27 de fevereiro, a maioria dos ministros do Supremo votaram pela absolvição de oito condenados pelo crime de formação de quadrilha (6 a 5 a favor dos réus), reduzindo assim suas penas.
A seção foi marcada pelas críticas do presidente do STF, ministro Joaquim Barbosa (último a votar e que votou contra a absolvição dos réus), declarando que "a nova maioria do Supremo agiu com o objetivo de anular, de reduzir a nada, o trabalho que fora feito".
O julgamento dos embargos infringentes por lavagem de dinheiro (de três réus) ficou marcado para 13 de março de 2014.

## 2015

### Março
- Em 4 de março, o STF extinguiu a pena do ex-deputado federal pelo PT, José Genoino, condenado a quatro anos e oito meses de prisão. A decisão foi tomada, considerando o decreto de indulto de Natal assinado pela presidente Dilma Rousseff em dezembro de 2014. O decreto de indulto concede cancelamento da pena aos condenados que cumprem pena em regime aberto ou prisão domiciliar, que apresentem bom comportamento, que tenham cumprido no mínimo um quarto da pena e que faltem menos de oito anos para o cumprimento total.[384]